# Baracaldo

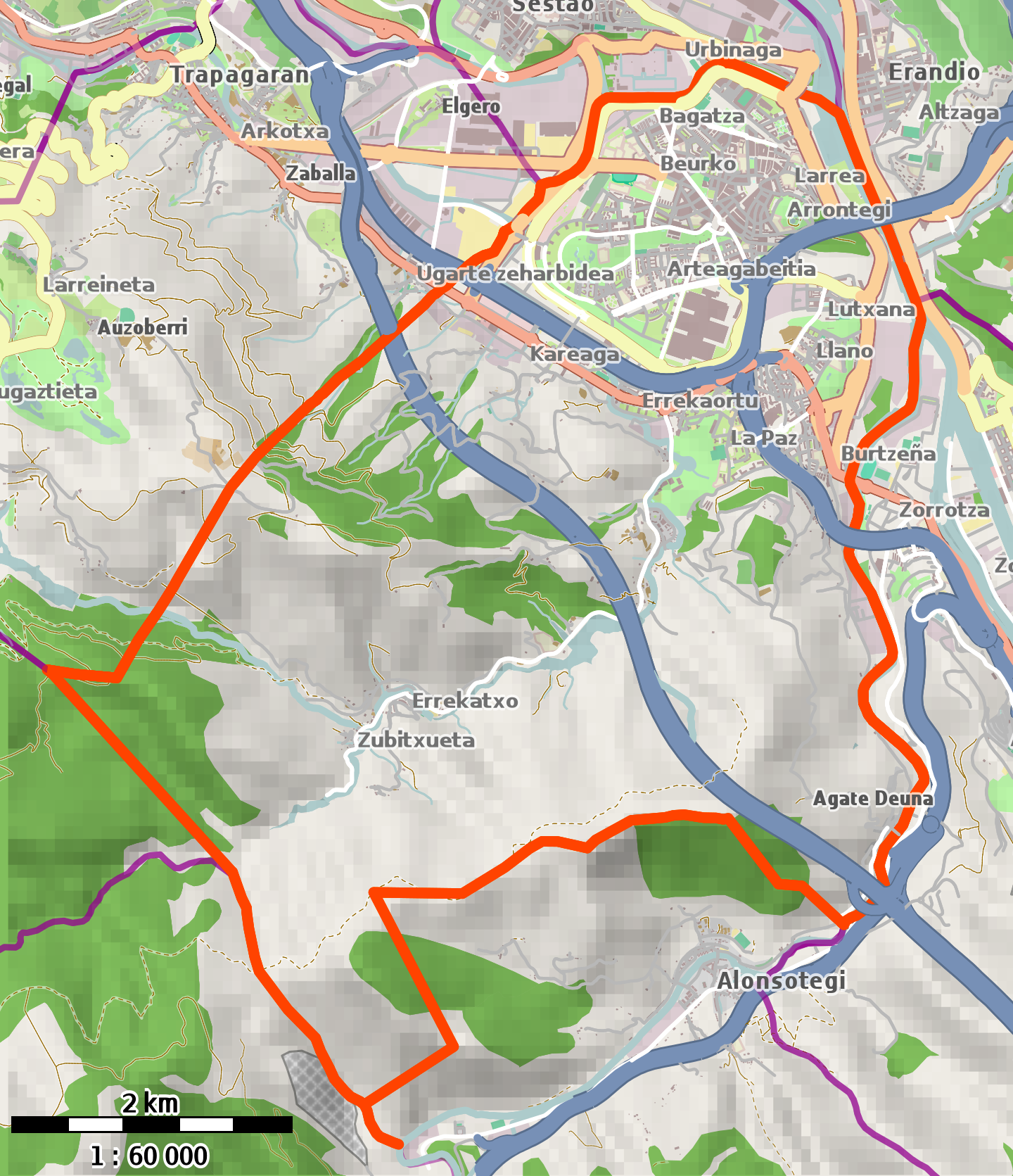
Límites geográficos de Baracaldo. Como se puede comprobar, solo una cuarta parte del municipio, en el norte, es terreno urbano

Baracaldo (oficialmente y en euskera: Barakaldo) es un municipio situado en el territorio histórico y provincia de Vizcaya, en la comunidad autónoma del País Vasco, España. Está ubicado en la comarca del Gran Bilbao, en la margen izquierda de la ría del Nervión. Es el municipio vizcaíno más habitado después de Bilbao y el cuarto vasco por detrás de las capitales de provincia al tener 101.869 habitantes (en 2024). Su denominación histórica es anteiglesia de San Vicente de Baracaldo.
El municipio creció a través de la industrialización, con el desorden urbanístico que ello provocó, pasando de ser un pueblo rural a una ciudad industrial y de servicios, surgiendo distintas zonas diferenciadas dependiendo de su actividad económica.
A pesar de considerarse un municipio urbano de sector servicios y homogéneo, aún perduran esas zonas: una es el área exindustrial de las riberas de los ríos y de las vegas de Ansio y Galindo, que hasta mediados de los años 1990 fueron barrios degradados, que gracias a distintas actuaciones urbanísticas se han regenerado o están en proceso. Otra zona incluye el casco urbano, con una gran densidad de población y situada cerca de la antigua área industrial, pero a mayor altura; su actividad económica desde la industrialización se ha basado en el sector servicios. El centro se subdivide en la Zona Centro (San Vicente de Baracaldo) y la Zona de Cruces, esta última con una extensión mucho más pequeña, ya que está situada en una ladera o montículo. Con una altitud media más alta y menos poblada, aunque con mucha más extensión, se encuentra el área rural, ubicada en las afueras al oeste y sur del municipio, en la que se ha llevado a cabo en los últimos años un importante desarrollo urbanístico; dicha zona incluye varios pequeños barrios (Gorostiza, Las Delicias, Zubileta...), montes (Apuco, Argalario...) y el valle de El Regato (Mendierreka, Mezpelerreka o Errekatxo). En tiempos esta área era incluso mayor al pertenecer a Baracaldo el municipio de Alonsótegui hasta principios de los años 1990.
Aunque históricamente la economía baracaldesa se sostuvo en la industria siderúrgica cuyo estandarte, Altos Hornos de Vizcaya (AHV), era base de la economía de toda la Margen Izquierda, desde los años 2000 la economía de la ciudad se basa en el sector servicios, principalmente en el turismo (con la feria de muestras BEC), el comercio y el ocio (con los centros comerciales MegaPark Barakaldo y Max Center), lo que ha contribuido a la mejora de las comunicaciones con pueblos y ciudades de alrededor.
En el aspecto deportivo, existen diversos conjuntos de fútbol, balonmano, ciclismo y otros deportes. Los más conocidos son el Barakaldo Club de Fútbol, que llegó a jugar la promoción de ascenso a primera división en los años 50; el Club Balonmano Barakaldo, que llegó a jugar en la liga Asobal; y el Balonmano Zuazo Femenino, ascendido en la temporada 2007-2008 a la máxima categoría nacional y que desde la temporada 2012-2013 está afianzado en dicha categoría.
Llevan el nombre de Baracaldo una ciudad de Guinea Ecuatorial, una localidad del municipio de Santo Domingo (Cuba), una localidad del municipio de Matamoros en el estado de Coahuila, México, así como una calle en las localidades de Madrid, Éibar y Torredelcampo.

## Toponimia
Según Manuel Azcárraga, el nombre de Baracaldo provendría de las palabras en euskera baratz ('huerta') y alde(a) ('zona'). Baracaldo significaría en castellano 'Zona de huertas'. El nombre Baratzalde habría ido cambiando fonéticamente con el paso del tiempo hasta llegar al actual Baracaldo.
Existen teorías que apuntan a otros orígenes. Por ejemplo, se cree que la primera parte, «Bara», proviene de Ibar(ra) ('vega'), que por degeneración pudo perder su «i» inicial. Respecto a la segunda parte, «caldo», hay quien opina que deriva directamente del español 'caldo', aunque lo más probable, según esta teoría, es que sea una degeneración del vocablo galdua ('perdido'). Por tanto, Baracaldo significaría Ibar galdua, o lo que es lo mismo, 'la vega perdida'. Carlos de la Plaza coincidía en señalar que «Bar-» provendría de ibar, y «-aldo» de alde, pero añadía además el lexema cai (kai(a)): 'muelle'; interpretando el nombre como 'muelle de la zona de la vega'. El escritor local Carlos Ibáñez rechaza esta interpretación, aduciendo que en la Margen Izquierda del Nervión a la altura de Baracaldo no habría muelles en épocas anteriores a la aparición del nombre. Por su parte, Ibáñez apunta una posible relación entre el nombre de Baracaldo y las palabras barakulloa, barakulua o barekukuilo: 'caracol'. Otra teoría pone el origen de Baracaldo en las lenguas célticas, derivando en estas teorías de la palabra céltica Baraec, refiriéndose al verraco, jabalí o a una divinidad céltica siendo «aldo» una terminación latinizada nada descartable teniendo en cuenta los nombres con origen celta en la zona.
La Real Academia de la Lengua Vasca como academia de la lengua no da etimologías de topónimos por la razón de que es muy delicado a la hora de interpretar los posibles significados, aunque parece claro que la terminación «aldo» viene del euskera alde ('zona'). El académico Irigoyen, que tiene una obra extensa acerca de la toponimia del País Vasco, es de la idea de que Baracaldo y Aracaldo es lo mismo.

### Nombre oficial
Por acuerdo del pleno del ayuntamiento se cambió el nombre del municipio de Baracaldo a Barakaldo. Dicho cambio fue oficial por resolución de 21 de mayo de 1986, del Director de la Secretaría General Técnica del Gobierno del País Vasco, publicada en el Boletín Oficial del País Vasco de 2 de junio del mismo año.
Baracaldo es una de las anteiglesias que conforman la llamada tierra llana de Vizcaya por ello la denominación completa del nombre del municipio hace referencia al santo al que su parroquia original está consagrada, en este caso a San Vicente, por lo que su denominación original es la de San Vicente de Baracaldo.

### Gentilicio
El gentilicio de Baracaldo en castellano es baracaldés y baracaldesa. El gentilicio en euskera es barakaldar(ra), aunque está más popularizado el término incorrecto de barakaldotarra. Baracaldo es conocida como la «localidad fabril» por la gran cantidad de fábricas que hubo antaño, derivándose el apodo o gentilicio de «los fabriles» para sus habitantes.

## Símbolos

### Escudo

Escudo de Baracaldo

El escudo heráldico de Baracaldo lleva en el cuartel superior dos lobos de sable pasante con sendos corderos en la boca y sobre un árbol de sinople con cruz natural, como el escudo de Vizcaya. El fondo es azul. Las raíces del árbol se hallan enterradas sobre tierra de color natural. El segundo cuartel partido, tiene en la diestra doce cañones o ferrones que representan a cada una de las Casas-Torre o Funcionales de: Ayala, Aranguren, Bengolea, Beurco, Retuerto, Irauregui, Susunaga, Zuazo, Larrea, Llano, Luchana y Lurquizaga. Con la unión de estos barrios se formó la Anteiglesia de San Vicente de Barakaldo. En la siniestra, sobre dorado fondo, lleva dos lobos de sable pasantes con corderos blancos. Este escudo se presenta, por lo general, orlado de hojas de roble y coronado por la cabeza de un ángel con colores naturales.
El ángel que corona el escudo es en honor a Ángel Bitoritxa y Beurko, un niño que se autoinmoló para asesinar a soldados franceses durante la guerra de la Independencia española, al hacer explotar la ermita de San Bartolomé, que servía como improvisado polvorín para proveer al retén de guardia. Algunos meses después, en reunión celebrada en el maltrecho ayuntamiento se reunió la corporación, y a propuesta de don Benito de Zabala, apoderado por Baracaldo en las Juntas Generales de Guernica, se acordó que:

«A partir de la presente fecha, diciembre de 1808, se propone y acepta que el Escudo Heráldico de la Anteiglesia de San Vicente de Baracaldo esté presidido por la cabeza de un ángel alado y que dos ramas de roble queden enlazadas en honor a nuestro querido y malogrado Angel Bitoritxa y Beurko»

A destacar que no tiene bandera oficial, sin embargo el ayuntamiento utiliza en su pendón una con fondo burdeos con el escudo del municipio en el centro de la enseña. También se ha utilizado una similar de color rojo.

## Geografía
Baracaldo se encuentra en la comarca del Gran Bilbao, concretamente en la margen izquierda de la ría del Nervión, de tendencia urbana e industrial. A continuación se muestran los municipios colindantes con Baracaldo:
| Noroeste: Valle de Trápaga | Norte: Sestao    | Nordeste: Erandio |
| Oeste: Galdames            |                  | Este: Bilbao      |
| Suroeste: Güeñes           | Sur: Alonsótegui | Sureste: Bilbao   |

Estos límites están referenciados por los ríos y sierras montañosas de la zona; correspondiendo, por norma general, una parte a Baracaldo y la otra a la localidad por la que delimita. A continuación se muestran los límites geográficos del municipio:
| Noroeste: río Castaños y río Galindo | Norte: río Galindo                 | Nordeste: río Nervión           |
| Oeste: monte Mendibil y río Castaños |                                    | Este: río Nervión y río Cadagua |
| Suroeste: sierra Sasiburu            | Sur: sierra Sasiburu y río Cadagua | Sureste: río Cadagua            |

### Hidrografía
Cuatro ríos bañan el territorio de Baracaldo, que hacen de frontera natural con la mayoría de municipios limítrofes:
- Castaños, que surge en la sierra Sasiburu, concretamente en el monte Eretza en Güeñes, y desciende hacia Baracaldo hasta el barrio de El Regato, para después recoger las aguas del arroyo Granada y ahí unirse al Galindo formando la cuenca del Castaños-Galindo.[32][29]
- Galindo (o Gariondo) que desemboca en ría del Nervión en el barrio de Desierto (Desertu).
- Cadagua, que, procedente del Valle de Mena en Burgos, marca el límite con Bilbao y desemboca en la ría del Nervión en Burceña.

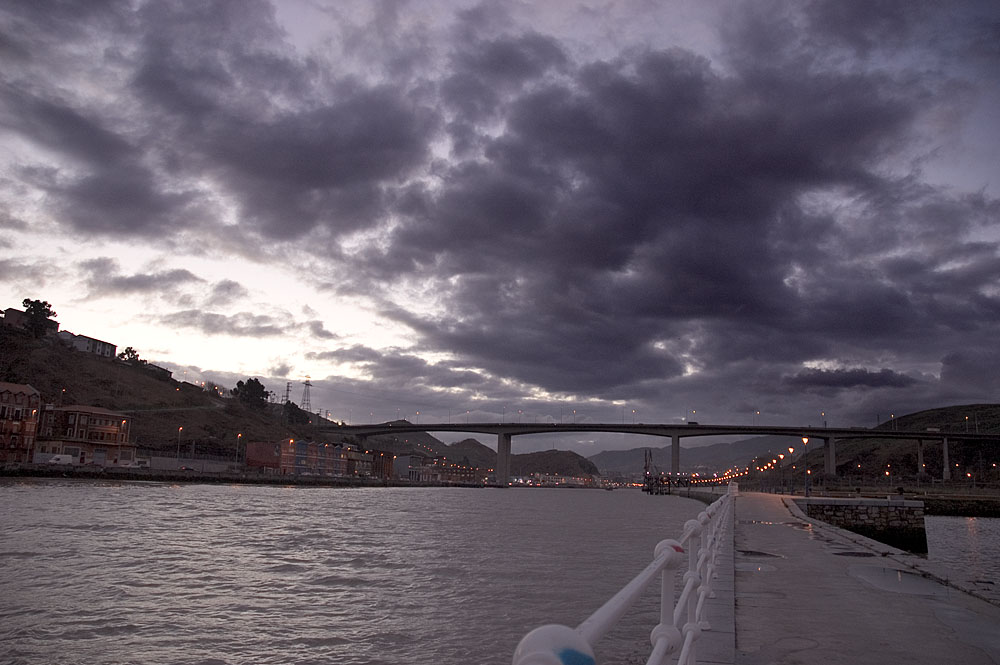
Ría del Nervión en Baracaldo

- Nervión, que recorre el municipio por los barrios de Burceña, Luchana y Desierto.

De entre los embalses, lagos y pantanos destacan por su mayor tamaño El Regato (Etxebarri o Urdandegieta) y el de Gorostiza, ambos sobre el río Castaños (cuenca Castaños-Galindo) y construidos para uso industrial, el primero llamado «pantano viejo» y el segundo «pantano nuevo».
Otro embalse de menor tamaño es el de Azcueta (Azkueta), próximo al barrio de Santa Águeda (Santa Ageda) en un pequeño arroyo que vierte al Cadagua. Otros pequeños pantanos o arroyos que van a parar en los ríos que pasan por el municipio son, por ejemplo, el pantano Loiola (Oiola) que desde la ladera noroeste del Mendibil (límite con el Valle de Trápaga) desemboca en el río Castaños o el arroyo Nocedal que desde la sierra Sasiburu desemboca en el Cadagua tras pasar por Güeñes. Curiosamente el pantano Loiola está en el municipio del Valle de Trápaga, pero pertenece al Ayuntamiento de Baracaldo y desde él ocasionalmente se suministra agua a los municipios de Baracaldo, Alonsotegui y Sestao siempre que sus niveles sean aptos para el consumo sustituyendo al embalse de Ullíbarri-Gamboa (habitual suministrador de agua potable a gran parte de Vizcaya y Álava).

### Orografía

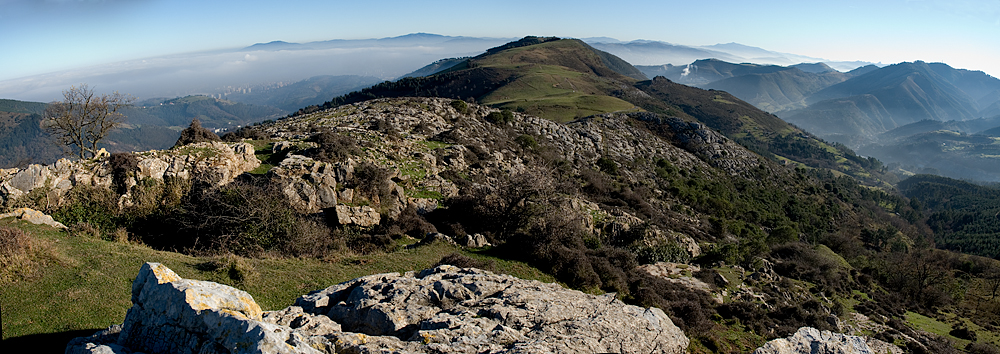
Sasiburu desde Peñas Blancas

Su relieve es relativamente ondulado con montañas de pequeña altura, todas ellas situadas en el sur del municipio, entre las que destacan el Apuco (Apuko/Ganeroitz) (561 m), Argalario (514 m), Peñas Blancas (Haitz Zuriak) (469 m), Tellitu (462 m), Sasiburu (459 m) y Arroletza (454 m) aunque también el nombre de Sasiburu toma toda la sierra al que pertenecen todos excepto el Argalario (este está en los montes de Triano). Además, también pertenecen a Baracaldo una parte del monte Mendibil (549 m) y Burzako (450 m), en los montes de Triano, aunque su cima está situada en el Valle de Trapaga.
Cabe destacar que la carretera de acceso a Argalario-Mendibil es la carretera totalmente asfaltada más alta de la zona del Gran Bilbao; y no solo eso, sino que además tiene doble vertiente asfaltada (por los barrios de Retuerto y Bengolea en Baracaldo y por el barrio de Larreineta en el Valle de Trápaga).
La altitud oscila entre los 561 metros (monte Apuco) y los 10 metros sobre el nivel del mar, a orillas de la ría del Nervión. El casco histórico se alza a 35 metros sobre el nivel del mar.

### Clima
El clima es típico vizcaíno, con suaves veranos, invierno prolongado y buen otoño debido a su clima oceánico. Su temperatura media anual es de 14 °C entre un mínimo anual de 8 °C y un máximo de 18 °C. Los vientos dominantes son de componente NO y las precipitaciones alcanzan una media anual de 1211,4 mm.

## Historia

### Orígenes
Los indicios más antiguos de presencia humana se encuentran en la llamada cueva de los Mosquitos en el barrio de El Regato, en esta se encontraron restos datados en el epipaleolítico, hace unos 10 000 años.
Los comienzos de la historia de Baracaldo habría que situarlos en las actividades bélicas de los cántabros y sus luchas con los romanos y las tribus vecinas. El historiador Plinio el Viejo situaba la región de las nueve ciudades de los cántabros al oeste del Nervión (posible frontera natural entre cántabros y autrigones), entre las que podría estar incluido Baracaldo, por ser bañado por la ría en su margen izquierda en una zona muy próxima a su salida al mar.
El primer núcleo de población importante se debió formar en la desembocadura del río Galindo al ser base de un centro de producción comercial y portuaria de actividad extraordinaria. Este núcleo, que no contaba con más de 50 casas, se convirtió en anteiglesia al establecerse la organización eclesiástica del territorio, después de la evangelización del país, organización que tenía su base en las jurisdicciones respectivas de los conventos jurídicos romanos.
Según escribe Lope García de Salazar en su libro Las Bienandanzas e Fortunas: «la tierra de Baracaldo es de antigüedad de tiempo inmemorial». Sin embargo, el primer documento conocido que hace referencia a Baracaldo data del año 1051, y es la carta de donación del Monasterio de Axpe de Busturia a San Millán de la Cogolla que hacen los condes de Vizcaya Don Íñigo y Doña Toda y el duque de Barakaldo Peio Díaz.. En esa carta se menciona al Señor Lope Velázquez (en algunos textos Blázquez o Blascoz), que ostentaba el título de Señor de Baracaldo. En 2009 el ayuntamiento dio por buenos estos hechos y lanzó una campaña para publicitar los 900 años del municipio.

### Edad Media

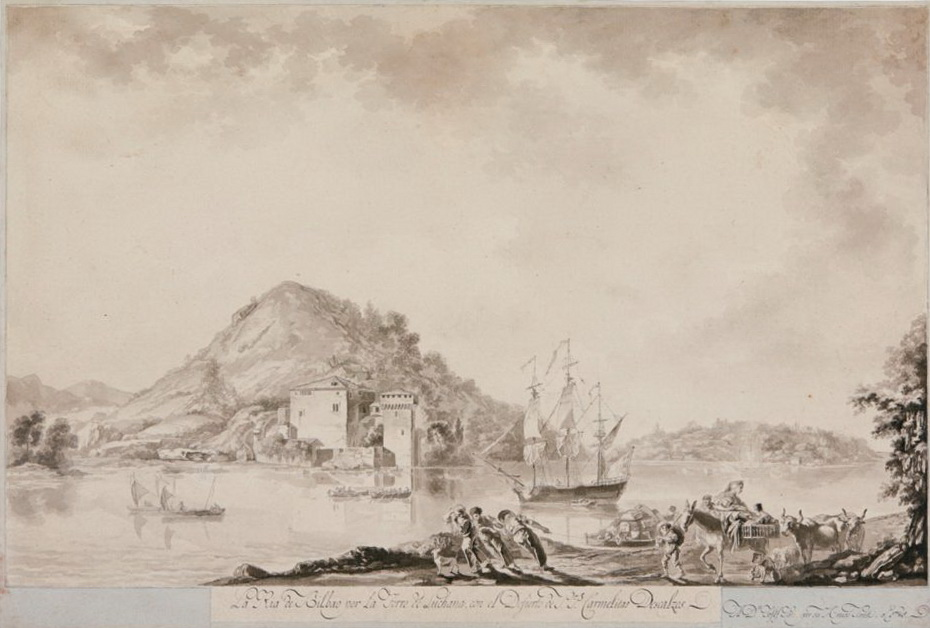
Vista de las hoy desaparecidas Torres de Luchana en 1785, Luis Paret y Alcázar

Baracaldo era en el siglo XIII un pueblo agrícola. Debido a su situación privilegiada cercana a la zona minera de Triano y a sus ríos Cadagua, Castaños y Galindo, podía dar salida por tierra y por mar a los productos mineros que se obtenían en la zona, además esos ríos servían para la labor de limpieza y temple. Puesto que reunía las condiciones idóneas, y algunos pueblos vecinos no podían dedicarse a ello, la salida del mineral de la zona pasaba por este pueblo, lo que ocasionó la existencia de muchos molinos y ferrerías en la zona de El Regato y en la zona de Iráuregi.
Cuando en el año 1300 se promulgó la carta puebla de Bilbao, el comercio baracaldés salió perjudicado en favor del de la capital, y cuando se promulgó la de Portugalete, veintidós años después, seguían mejorándose los derechos de la capital en perjuicio de los de las anteiglesias. Además, y según avanzaba en el tiempo, Baracaldo continuó enfrentándose a Bilbao por motivos económicos y comerciales, aunque bien es cierto que no podía competir con ella ni con las villas. Aun así, las gentes se esforzaron para conseguir su puesto de importancia en la zona. Aquí puede verse el nacimiento de la tradición industrial y comercial que tenía la anteiglesia, llegando a alcanzar un importante grado de desarrollo.
A mediados del siglo XIV destaca la fundación de la Anteiglesia de San Vicente, concretamente en el año 1340, por Sancho López de Baracaldo, Lope Gonzalo de Zorroza y Galindo Retuerto, a terceras partes, desmembrándose de la de Santa María de Erandio sin duda por causas del peligro de vadear, en tiempo de borrascas, el brazo de mar que promediaba.
En el tercer periodo del siglo XIV (año 1366) Baracaldo se desmembró de las Encartaciones (a las que pertenecía por su vinculación al Valle de Somorrostro) y, por privilegio del conde Don Tello de Trastámara, se incorporó a la Merindad de Uribe. Abandonó el fuero propio de aquellas y optó por el de Vizcaya, pasando a formar parte del Señorío (lo que los demás pueblos encartados tardaron cuatro siglos en hacer), dejando de ser concejo y naciendo como anteiglesia.

### Edad Moderna

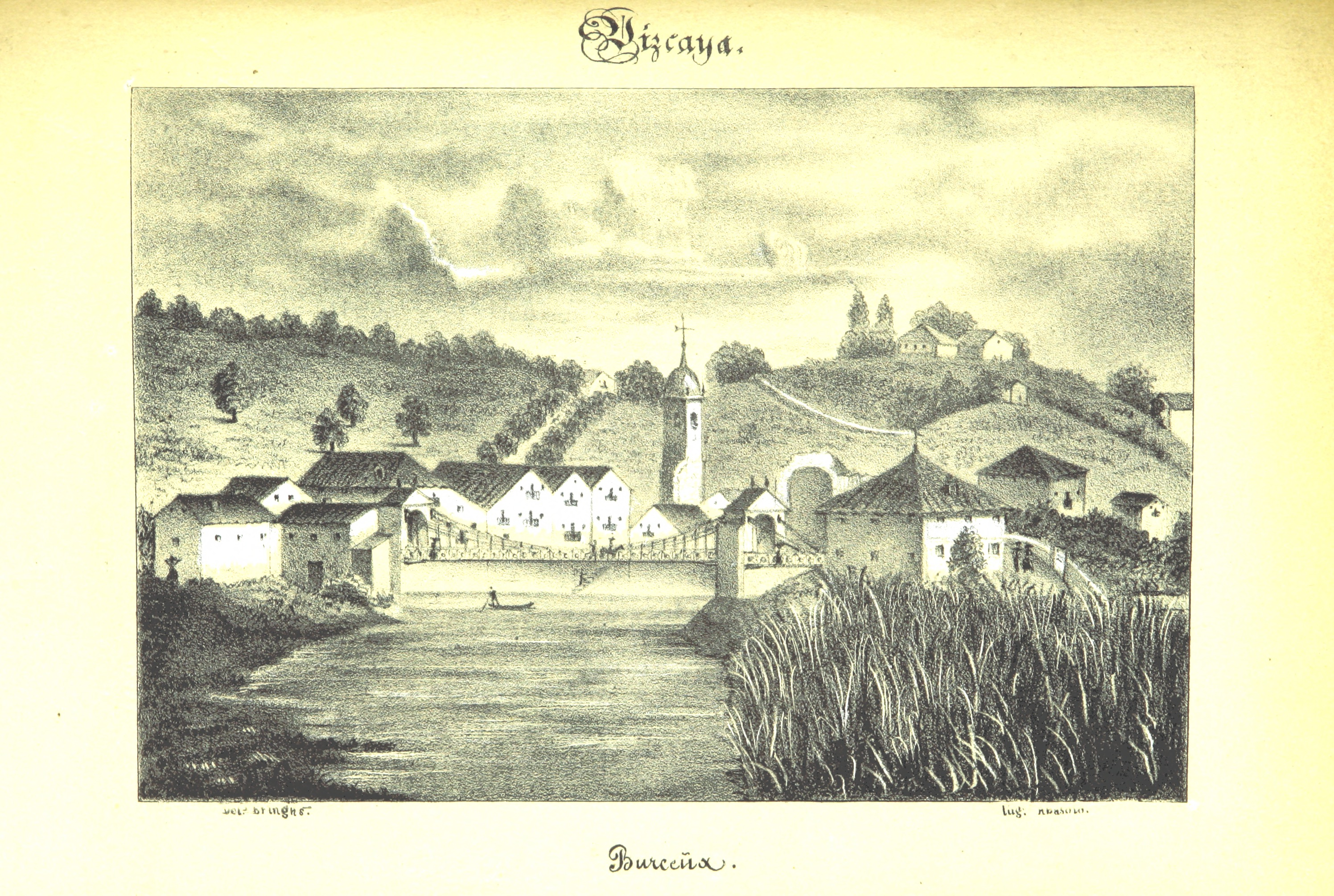
Grabado del Puente colgante de Burceña, construido por Antonio de Goicoechea en 1824. Tomado de la Revista Pintoresca de las Provincias Vascongadas (1846)

Las primeras ferrerías se establecen en las montañas, cerca de los criaderos de minerales y de los bosques que les suministraban la leña. El agua solo se utilizaba para limpieza y temple. Por eso, las mejores ferrerías debieron establecerse entre el río Cadagua, el Nervión y el Galindo, tierra de Baracaldo. El hecho más importante de estos años fueron las rivalidades y luchas sostenidas entre bilbaínos y baracaldeses, por cuestión de franquicias, competencias marítimas y comerciales, y por la participación de la anteiglesia en las agresiones de la villa, que culminaron en una llamada batalla de Retuerto, similar a que las que libraron en todo el territorio vizcaíno los banderizos, y en la cual salieron triunfantes los baracaldeses.
Cuando se inicia el desarrollo industrial en Vizcaya, comenzaron a tener gran importancia las ferrerías, y las de Baracaldo elaboraban el mineral de hierro extraído de la zona de Triano (eran muy importantes las minas de Somorrostro). Pero nuevamente las envidias y disputas comerciales afectaron a Baracaldo. No solamente eran Bilbao y las villas; también surgieron continuos conflictos con los concejos de San Salvador del Valle, Santurce y Sestao (que formaban el llamado «Grupo de los Tres Concejos»), que se oponían a esa explotación a pesar de tener Baracaldo la ejecutoria para explotación del mineral de Somorrostro tomando preso y multando a quien explotase esa zona sin su permiso. Tras diversas presiones, incluyendo una denuncia formal por parte de Baracaldo en las Juntas Generales de Guernica en el 1664, al final solo le quedaron a Baracaldo las labores de carga y descarga de los minerales.

### Edad Contemporánea
La guerra de la Convención supuso la invasión francesa de Vizcaya en 1794, el reclutamiento de tropas en toda la provincia, y finalmente la retirada francesa con la Paz de Basilea en 1795. En 1808 Vizcaya fue de nuevo ocupada por tropas francesas, esta vez al mando del emperador Napoleón Bonaparte, desatándose la llamada guerra de la Independencia española.

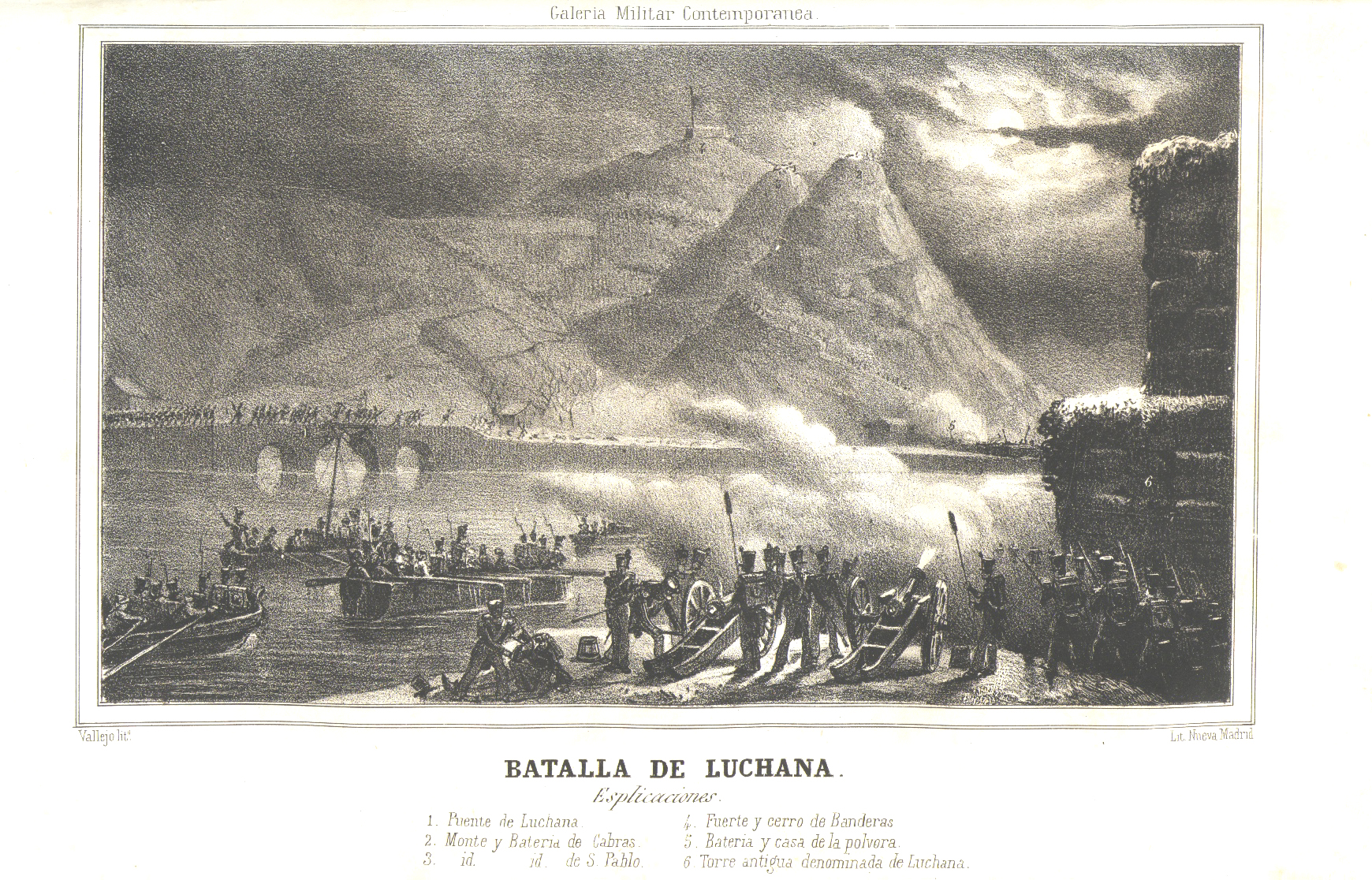
Posiciones cristinas en Luchana-Baracaldo, intentando tomar Luchana-Erandio, en 1836

La sucesión del rey Fernando VII inició las guerras carlistas; dos de ellas afectaron a Vizcaya, entre 1833 y 1840 y entre 1872 y 1876. La mayor parte de Vizcaya fue controlada por el bando carlista. Baracaldo se encontraba en medio de dos villas, Bilbao y Portugalete, que se resistieron a los sitios carlistas, manteniéndose leales a los gobiernos cristinos, liberales o republicanos de Madrid, por lo que los frentes de batalla fluctuaron por Baracaldo y sus alrededores. En la primera guerra carlista, en la Acción de Castrejana (1836), los isabelinos de Castañeda intentaron cruzar el llamado «Puente del Diablo» sobre el Cadagua, pero fueron duramente repelidos por los carlistas de Prudencio de Sopelana, y quemaron varias casas de Baracaldo en su repliegue. La batalla de Luchana (también en 1836) se produjo en torno a la parte de Luchana perteneciente a Erandio, pero requirió que las tropas liberales provenientes de Portugalete atravesaran el río Galindo y Baracaldo para atacar las posiciones carlistas desde la parte baracaldesa de Luchana.
En la tercera guerra carlista, los partidarios de Carlos VII volvieron a sitiar Bilbao. En 1874, cuando el ejército republicano consiguió romper el cerco carlista a Bilbao, se produjeron más combates en zonas cercanas a Baracaldo, como la Acción de San Pedro de Abanto, en el Valle de Somorrostro.
Con el final de esta tercera guerra carlista y la victoria del rey Alfonso XII llegó en 1876 la «abolición foral». La provincia perdió gran parte de su autonomía, aunque fue en parte compensada con el «Concierto económico» (un régimen fiscal y administrativo propio similar al convenio implantado en Navarra en 1841). La abolición de las normas forales supondría también enormes cambios en el modelo productivo industrial y el comercio.

#### Industrialización

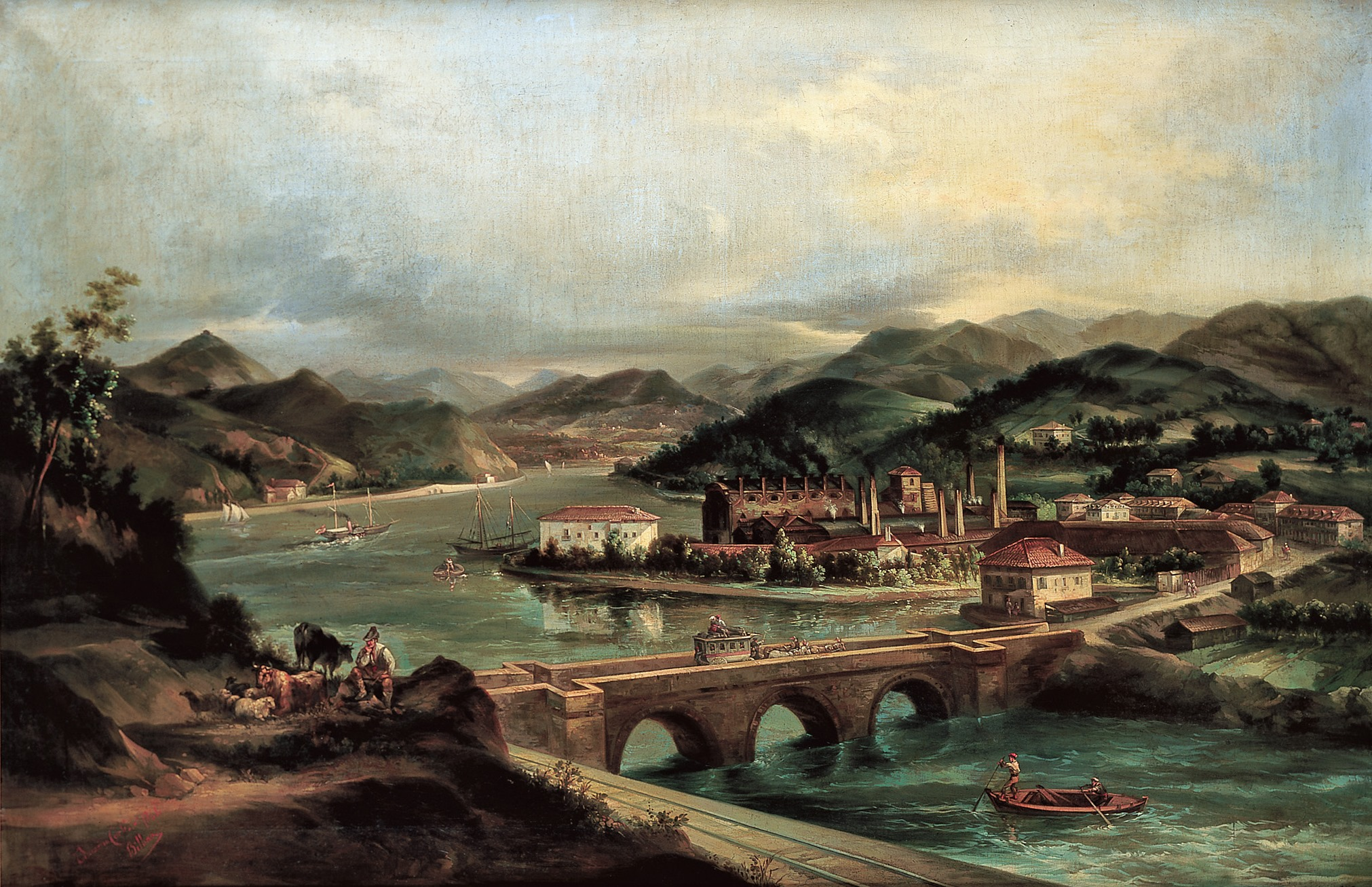
Fábrica Nuestra Señora del Carmen (1864), Eduardo Cortés y Cordero

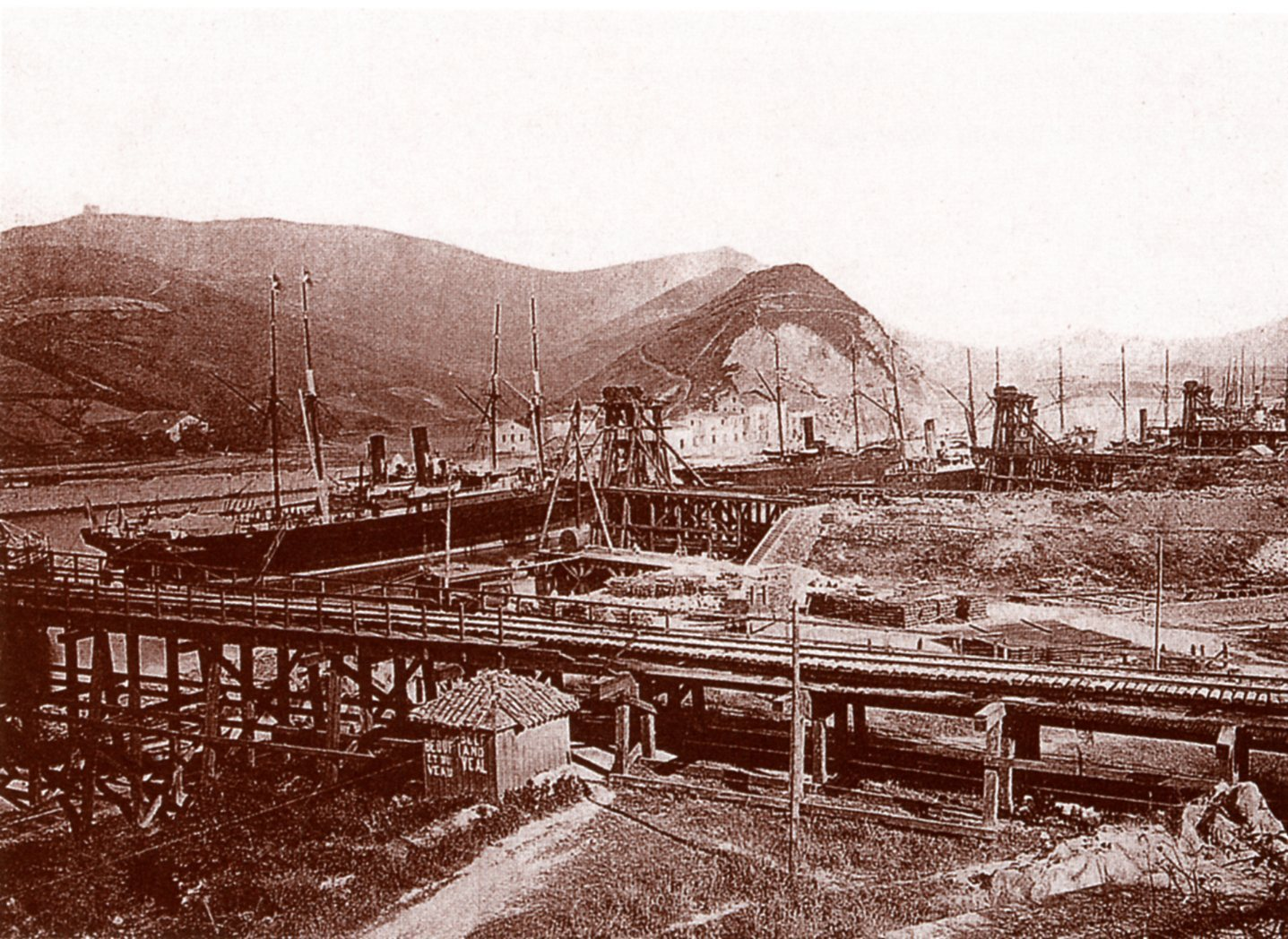
Cargaderos de mineral de la Orconera Iron Ore Company en Luchana a finales del

La posibilidad de extraer hierro no fosfórico de los montes de Triano, y la demanda de este metal en Gran Bretaña supusieron un intenso tráfico en la Ría de Bilbao en el siglo XIX. Baracaldo sirvió como lugar de paso y embarque del hierro; y también, poco después, albergó numerosas pequeñas industrias en las que este se procesaba. El aprovechamiento doble flete (transportando mineral de hierro hacia las costas británicas y retornando con carbón y tecnología ingleses) estableció un tráfico regular en las dos direcciones, que posibilitó el progreso de una siderurgia caracterizada por la insuficiencia carbonífera.
Una cierta industrialización de Baracaldo era visible ya a mediados del siglo XIX. Juan E. Delmas al referirse al Baracaldo de 1864, nos da testimonio de tres fábricas: la primera propiedad de los señores Mwinckel llamada Arregui y Cía., la segunda es la de la Sociedad Santa Águeda y la tercera es de los señores Ibarra y Cía. (o Ybarra Hermanos y Compañía) llamada Nuestra Señora del Carmen. Esta última, que los Ybarra emplazaron en la confluencia del río Galindo con la Ría de Bilbao (barrio de Desierto), fue uno de los principales fundamentos de la industria siderúrgica de la provincia ya que poco después se convirtió en la empresa Altos Hornos y Fábricas de Hierro y Acero de Bilbao que dio lugar a la creación de Altos Hornos de Vizcaya.
En la segunda mitad del siglo XIX se crearon muchas más empresas en Baracaldo y su zona de influencia para procesar el hierro sin tenerlo que llevar en barcos mencantes principalmente a Gran Bretaña. Por ejemplo en 1870, o 1871 según otras fuentes, se fundó la sociedad británica The Cantabrian Iron Company comprando terrenos en Sestao y hornos formando la fábrica de San Francisco aunque no se puso en funcionamiento debido a la tercera guerra carlista. La supresión de la prohibición de exportar mineral de hierro más allá de los límites del Señorío de Vizcaya en 1863 y la abolición foral de 1876 permitió la explotación ilimitada de las minas de hierro (que el régimen foral había restringido como un bien comunal) por sociedades privadas. Ello propició, en pocos años, el establecimiento de aún más industrias o ampliación de las que ya había antes: en 1880 se fundó la San Francisco del Desierto o San Francisco de Mudela (tras la venta de la fábrica al marqués de la Mudela por parte de The Cantabrian Iron Company); en 1882 surgieron Altos Hornos y Fábricas de Hierro y Acero de Bilbao o simplemente Altos Hornos de Bilbao (la fábrica de Nuestra Señora del Carmen modernizada) y Sociedad de Metalurgia y Construcciones La Vizcaya, esta segunda en Sestao-; y en 1885 se creó Aurrerá también en Sestao. Por otra parte, en 1890, una empresa guipúzcoana llamada Goitia y Compañía, que se ubicaba en unos terrenos colindantes a La Vizcaya que compró a esa empresa, se transformó en la Compañía Anónima La Iberia.
Altos Hornos de Vizcaya

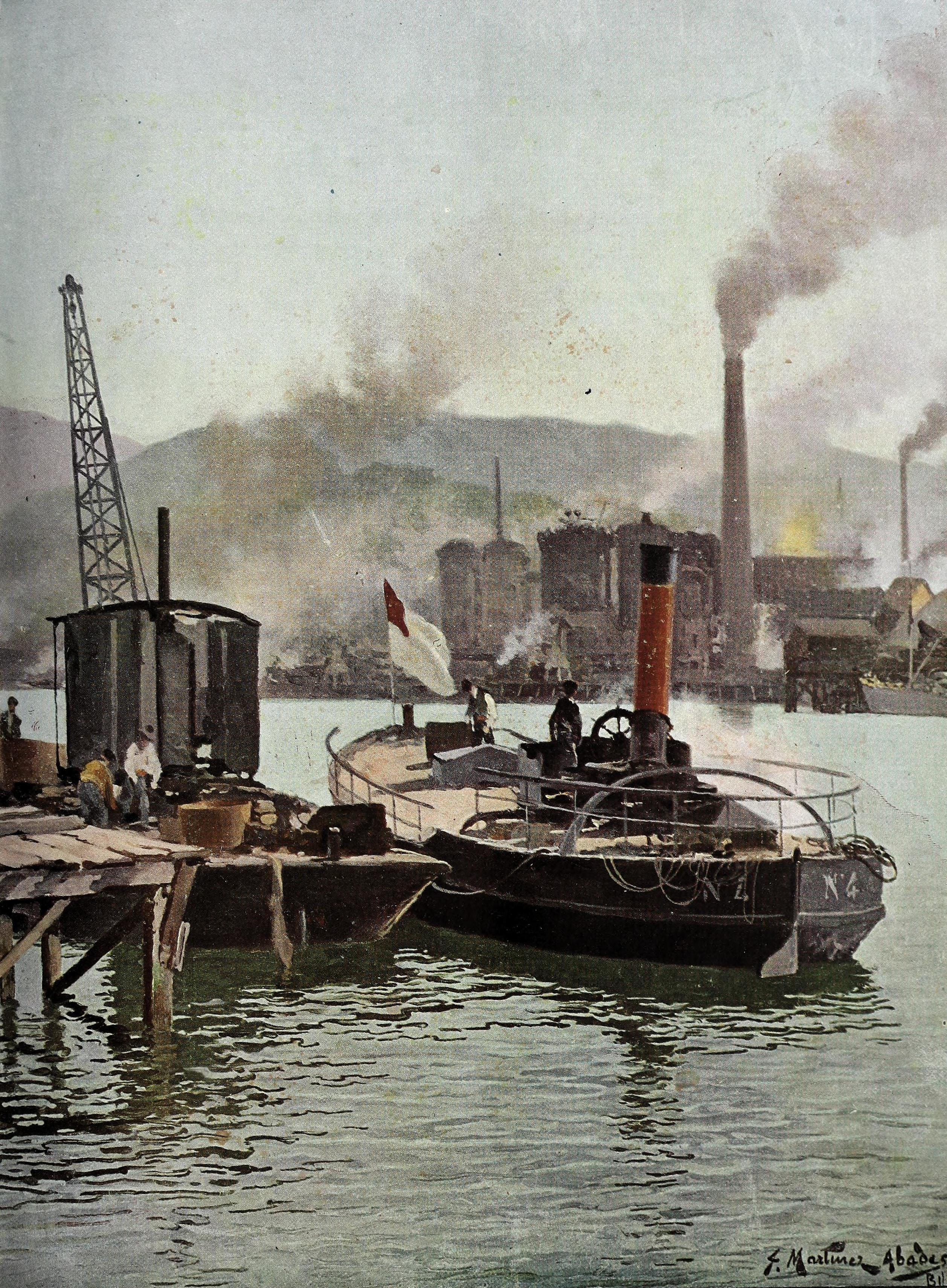
«Bilbao. El desierto». Ilustración de Martínez Abades (Blanco y Negro, 1908)

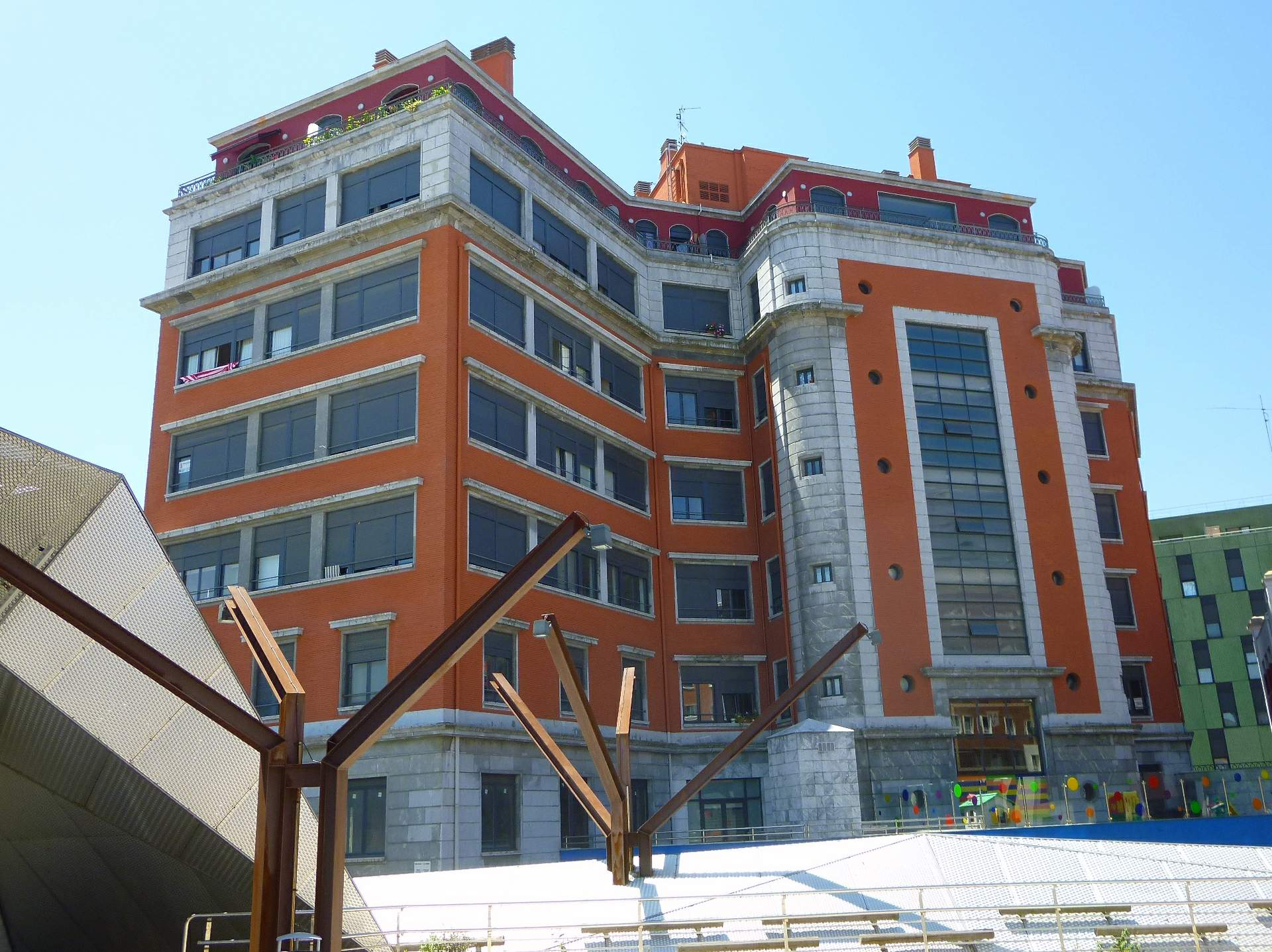
Antiguas oficinas centrales de Altos Hornos de Vizcaya

En 1902 se fusionaron las sociedades Altos Hornos de Bilbao, La Vizcaya y La Iberia constituyéndose la sociedad de Altos Hornos de Vizcaya (AHV), la mayor parte del capital procedía de Altos Hornos de Bilbao por ello se mantuvo su sede en Baracaldo. Esta empresa llegó a ser uno de los máximos exponentes de la economía industrial española. La nueva sociedad contaba con 200 empleados, 14 ingenieros, 65 contramaestres, 5420 obreros y 230 mineros. En su época de bonanza llegó a contar con 14 330 trabajadores —en el año 1969— de los cuales aproximadamente 9500 eran de las factorías de Sestao y Baracaldo —cifra de 1978—. Este volumen de trabajadores generó una gran demanda de asistencia facultativa al accidente de trabajo y la necesidad de la empresa de reponer en su puesto a sus operarios. Es en este contexto donde se gestó el proyecto de construir un sanatorio quirúrgico para accidentes de trabajo que se inauguró en 1911, años después tras varias ventas —incluyendo el derribo del antiguo edificio por uno nuevo en 1974— finalmente se incorporó en la red general de hospitales públicos en 1980 con la denominación de Hospital de San Eloy. De esta potente empresa en Baracaldo se situaron principalmente los servicios —como el mencionado sanatorio, una subestación eléctrica, colegios, viviendas, la ciudad deportiva de San Vicente...—, los cargaderos con sus respectivos muelles y algunas fábricas en la que la última en funcionamiento fue la de Ansio construida en 1966; mientras en Sestao quedó la mayor parte productiva.
El cierre progresivo de diversas fábricas de Baracaldo, debido a diferentes conflictos laborales, provocó que en 1970 dejase de tener factorías productivas en la «localidad fabril» perdiendo todas sus instalaciones siderúrgicas de cabecera y quedando únicamente el Tren de Bandas en Caliente (TBC) de Ansio y un horno eléctrico. Para paliar esos cierres AHV se extendió y compró empresas situadas en Echévarri (La Basconia) y Lesaca (Laminaciones de Lesaka) además de construir otras plantas productivas en Zalain y Legasa principalmente a principios de los 70. No obstante, mantuvo sus oficinas centrales y su razón social en Baracaldo.
Consecuencias
Estas grandes industrias atrajeron a otras empresas siderurgicas más pequeñas, industrias auxiliares, papeleras, astilleros... La industria requirió a su vez empresas de servicios (aseguradoras, banca, comercio...) y suministradores de energía eléctrica. En ese contexto destacó la fundación de Astilleros del Nervión en 1891 en Sestao por la sociedad de la fábrica de San Francisco. El proceso continuó durante la mayor parte del siglo XX. Por ejemplo en 1918 la multinacional metalúrgicas estadounidense Babcock & Wilcox fundó su filial Sociedad Española de Construcciones Babcock y Wilcox creando varias plantas en la Vega del Galindo, en terrenos de Sestao y Valle de Trápaga próximos a Baracaldo. Una década después se creó otra empresa similar a Babcock en la misma zona ya en terrenos del Valle de Trápaga, pero mucho más pequeña, con el nombre de General Eléctrica Española.
Si en un principio la minería había sido el gran reclamo de gentes de distintas partes de España, pronto la paulatina industrialización hizo que el centro de gravedad de la inmigración se trasladase a la zona de Baracaldo. El proceso de urbanización fue parejo al de la industrialización. Una gran parte de los trabajadores de Baracaldo y sus familias se enfrentaron a condiciones de vida muy duras: jornadas largas, salarios bajos, falta de higiene en el trabajo y en las viviendas, alquileres altos, etc. lo que llevó a varios estallidos de protesta social. Muchos baracaldeses se adhirieron a movimientos anarquistas e izquierdistas, que fueron reprimidos en varias ocasiones.

#### Guerra Civil y Franquismo
El Alzamiento militar de 17 de julio de 1936 que dio comienzo a la guerra civil española, sorprendió a los baracaldeses durante las fiestas patronales de El Carmen. Varios actos festivos se suspendieron. El Gobierno de la República mantuvo en principio el control de Baracaldo, como el del resto de Vizcaya. La junta de defensa organizó la defensa local con 150 guardias voluntarios de asociaciones del pueblo (33 de la Casa del Pueblo, 24 de la Confederación Nacional del Trabajo, 19 del Partido Socialista Obrero Español, 18 de Acción nacionalista Vasca Autónoma, 17 del Partido Nacionalista Vasco, 14 de Solidaridad de Obreros Vascos, 10 de Acción Nacionalista Vasca, 8 del Partido Comunista de España, 6 de Acción Republicana y 3 de Izquierda Republicana). Militantes de fuerzas de derechas, sospechosos de participar o simpatizar con el Alzamiento fueron detenidos y encerrados en barcos-prisión en la ría, como el Altuna Mendi o el Cabo Quilates —este ubicado en aguas baracaldesas—, al principio custodiados por la Guardia Civil. Cuando la vigilancia de los prisioneros se encargó a los milicianos estos decidieron formar a los presos en cubierta durante los bombardeos (Baracaldo sufrió veinte bombardeos de la aviación del bando nacional desde agosto de 1936 hasta junio de 1937). Algunos de estos bombardeos fueron seguidos de asaltos a las prisiones, por parte de exaltados que querían tomar represalias contra los presos. Tras el bombardeo de 25 de septiembre de 1936 los asaltantes llegaron a acceder a los barcos, matando a 41 reclusos del Cabo Quilates y a 29 del Altuna Mendi. El 2 de octubre, mataron a 38 presos del Cabo Quilates. Las tropas franquistas tomaron finalmente Baracaldo el 22 de junio de 1937.
En 1943 la Diputación provincial eligió mayoritariamente a su alcalde José María Llaneza Zabaleta para el cargo de procurador en Cortes en la I legislatura de las Cortes Españolas (1943-1946), representando a los municipios de esta provincia.
Debido a la política autárquica del régimen se promovieron la construcción de fábricas para lograr el autoabastecimiento, para ello se construyó en Luchana la fábrica de Sefanitro, en 1950, dedicaba a la elaboración de fertilizantes.
En 1955 se construyó el Hospital de Cruces, con el nombre de Residencia Sanitaria Enrique Sotomayor, que se iba a convertir en el hospital de referencia de Vizcaya dado que el Hospital de Basurto comenzaba a ser insuficiente. La falta de suelo urbano hizo que se construyese en una pequeña ladera situada a 45 m s. n. m. a menos de 4 km del Hospital de Basurto; sin embargo, sus buenas comunicaciones —frente a la carretera N-634, a apenas 6 km del centro de Bilbao— fueron uno de los motivos de su construcción en ese lugar. El intenso crecimiento demográfico de los años sesenta debido a las migraciones fue rodeando al centro sanitario de viviendas, lo que le hizo perder la imagen inicial de un lugar natural de aire y sol.

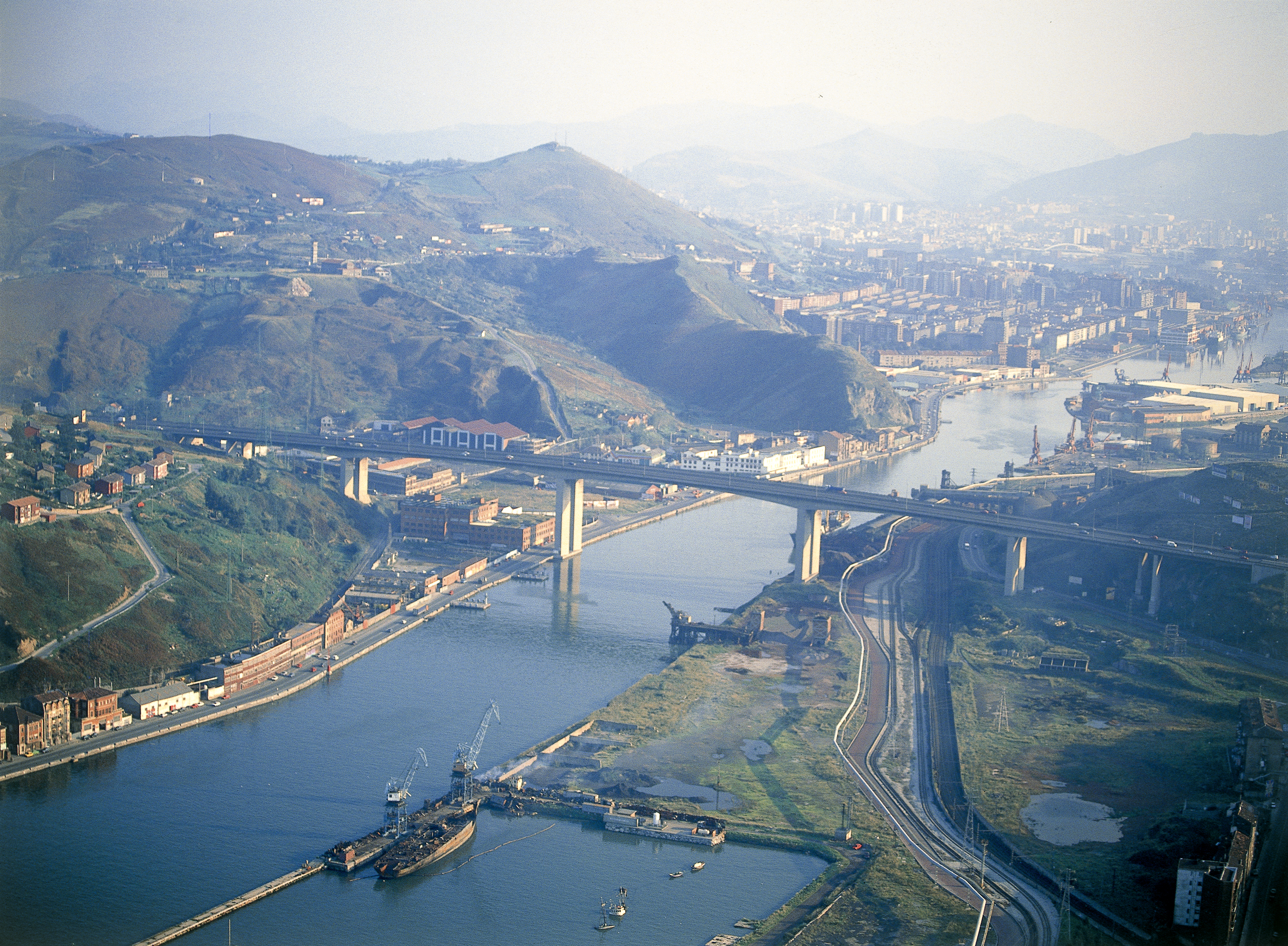
Estado de semi-abandono de la Dársena de Portu y Réqueta, a la derecha de la foto, a finales de los años 1990. En los años 2000 parte de esa zona fue urbanizada

#### Crisis industrial
En la década de los setenta, coincidiendo con la apertura del régimen franquista, Baracaldo dejó de ser un punto de referencia industrial, ya que la gran industria comenzaba su declive con el inminente cierre de Altos Hornos de Vizcaya (aunque oficialmente no se cerró hasta el año 1996) y esa disminución de la actividad supuso un duro golpe para quienes concebían la vida desde y para el trabajo. Al derrumbarse la base económica, como consecuencia de la crisis industrial, se generó una importante pérdida de puestos de trabajo, así como un importante número de prejubilados y jubilados con poder adquisitivo, pero que constituyeron un sector no productivo, al mismo tiempo que un sector de jóvenes no podía acceder al mundo laboral: la generación de los sesenta procedente del baby-boom se vio imposibilitada a acceder al mundo del trabajo, junto con la mujer que cada vez deseaba más su incorporación al mundo del trabajo. Es desde aquí que nació un nuevo resurgimiento económico, con nuevas actividades que sustituyeron a las anteriores.
Para hacer una idea del efecto de esta crisis industrial, como se ha dicho anteriormente, solo AHV dio trabajo directo a 14 330 trabajadores —en el año 1969— de los cuales unos 9500 eran de las factorías de Sestao y Baracaldo —cifra de 1978—. Llegaron a ser unos 11 000 (40 000 inducidos) en los años 80 contando todas sus instalaciones. De ellos solo se mantuvieron 335 de la nueva factoría ArcelorMittal Sestao (situada en el mismo lugar que la fábrica de AHV de Sestao), 800 en la planta de acabado de Echévarri y otros 1100 en las instalaciones de Navarra (Lesaca, Zalain y Legasa, ordenado de mayor a menor número de trabajadores) debido a una dura reconversión industrial. Cifra que varía considerablemente a la baja dependiendo la demanda o subcontrataciones.
Todas las empresas siderometalurgicas del País Vasco en 1975 daban empleo a 243 294 personas, cifra que suponía el 46,7% de la población activa vasca; 30 años más tarde, en 2016, solo daba empleo a 15 000 personas.

#### Desanexión de Alonsótegui
En esta época de crisis posindustrial (años 80 y principios de los 90) cabe destacar el proceso de creación de nuevas localidades en Vizcaya a causa de la independencia de barrios periféricos de los grandes municipios ya que se sentían ajenos a los planes de recuperación; Baracaldo no fue ajeno a este fenómeno y el barrio de Alonsótegui (al que estaba unido desde finales del siglo XIX) y el barrio de Iráuregui (que desde sus inicios perteneció a Baracaldo) formaron conjuntamente municipio propio el 1 de enero de 1991 adoptando el nombre de Alonsotegi.

#### De la industrialización al sector terciario: problemas con restos tóxicos

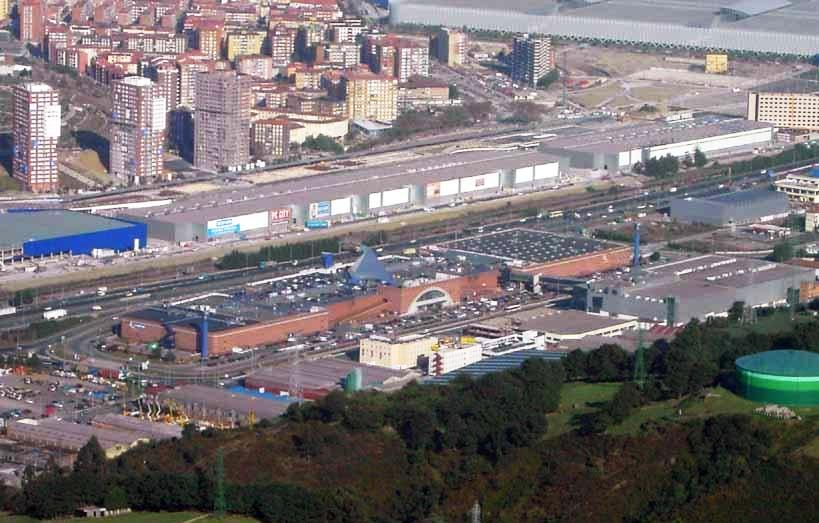
Max Center y MegaPark Barakaldo desde el monte Argalario

En los últimos años, la ciudad ha pasado de ser un municipio industrial a convertirse en núcleo de servicios. Por ejemplo, las antiguas instalaciones de Altos Hornos de Vizcaya en la Vega de Ansio han dado paso al BEC. Otras áreas importantes del municipio son: parques comerciales (MegaPark Barakaldo y Max Center) un jardín botánico, varias zonas peatonales y carriles bici, zonas verdes, parques municipales, residencias para la tercera edad, antiguos barrios regenerados (Desierto, Beurco, Luchana...), paseos, plazas, polideportivos, nuevo mobiliario urbano... Asociaciones apoyadas por la administración, como Bilbao Metrópoli-30 y Bilbao Ría 2000 se han encargado de la organización y supervisión de muchos de los proyectos de urbanización.

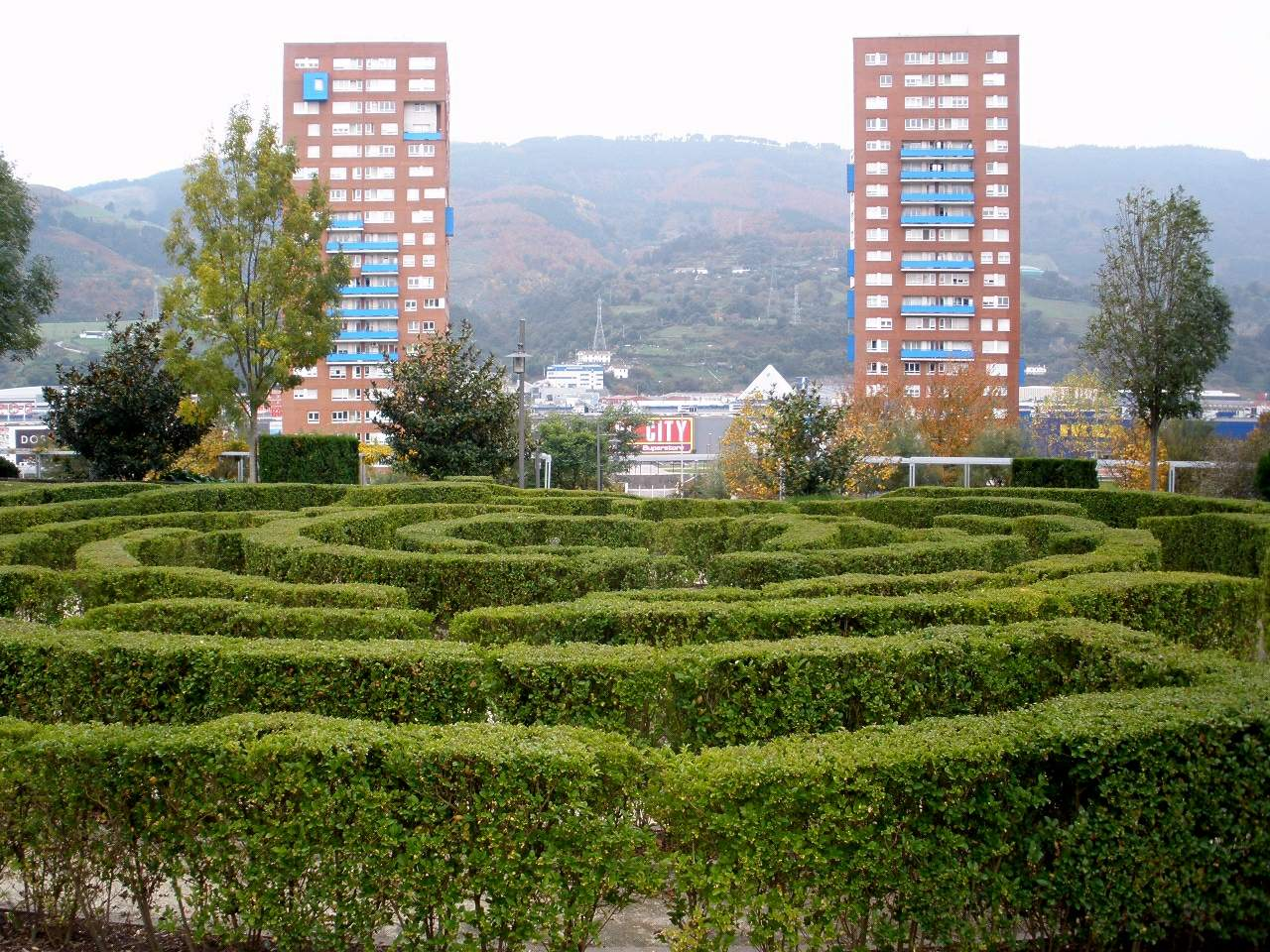
Jardín botánico, Torres de San Vicente y Megapark. Al fondo el monte Argalario

Uno de los proyectos más simbólicos fue la construcción de las Torres de San Vicente, construidas entre el año 2003 y 2005, que con sus 75 metros de altura son de los pisos residenciales más altos del Gran Bilbao igualado con las Torres de Zabalburu (4 torres) y las Torres de La Casilla (4 torres ) y solo por detrás de las Torres Garellano (3 torres) e Isozaki Atea (2 torres) en Bilbao. Estas 7 torres, junto a la Torre Vallehermoso de 72 m, forman un semicirculo entre el jardín botánico y el Megapark y junto a la cercana Torre del BEC (98 m) forman el skyline de Baracaldo. A destacar que antes del siglo XXI también se construyeron edificios de cierta altura como son las Torres Magallanes en Cruces (68 m) aunque una vez nos dirigimos a áreas más antiguas la altura disminuía hasta un máximo de 55 m del edificio Argentina (avenida Libertad 26) en Bagaza-Beurco.
Para este proceso de regeneración y urbanización de áreas degradadas se ha visto necesario realizar una descontaminación de los antiguos suelos industriales cuyos productos tóxicos que no se pueden descontaminar masivamente como el lindane, en otros lugares llamado lindano, mezclado con tierras fueron almacenados en la llamada Celda del Seguridad de Argalario. Incluso en el año 2008 apareció lindane en zonas no previstas teniendo que paralizar algunas obras. Debido a la crisis española de 2008-2016 muchos de esos proyectos han sufrido demoras o modificaciones.
El próximo gran proyecto será la urbanización donde se ubicaba la fábrica de Sefanitro y sus inmediaciones en Luchana en el denominado Ensanche de Barakaldo, que se extenderá hacia el futuro parque empresarial de Burtzeña, en Burceña.

## Demografía
Baracaldo cuenta con una población de 101 984 habitantes (INE 2024).
| Gráfica de evolución demográfica de Baracaldo entre 1842 y 2021 |
| |
| Población de derecho según los censos de población del INE Población de hecho según los censos de población del INEEn estos censos se denominaba Baracaldo: 1842, 1857, 1860, 1877, 1887, 1897, 1900, 1910, 1920, 1930, 1940, 1950, 1960, 1970, 1981 y 1991 Entre el censo de 1897 y el anterior, crece el término del municipio porque incorpora a 48502 (Alonsotegui) Entre el censo de 1991 y el anterior, disminuye el término del municipio porque independiza a 48502 (Alonsotegui) con el código 912 |

Su configuración como un importante polo industrial ha traído como consecuencia la aceleración del movimiento migratorio y durante buena parte del siglo XX el crecimiento demográfico de Baracaldo fue impresionante, llegando a ser el municipio no capital más poblado de España aunque no con más habitantes censados. Al mismo tiempo que Baracaldo despegaba hasta su casi total transformación industrial, su población fue experimentando un imparable aumento debido a la necesidad de mano de obra en el desarrollo de la industria siderometalúrgica. Este despegue industrial no se daba en ninguna otra zona de España, por lo que gentes de todas las provincias acudieron al amparo del trabajo «duro pero seguro» que aquí se ofrecía.
Paralelamente, el enorme crecimiento demográfico, a la par que el fenómeno industrial que lo impulsó, fueron modificando profundamente un hábitat agrícola y rural, constituido por barrios y caseríos diseminados por la vasta extensión del municipio. Al mismo tiempo, las sucesivas expansiones industriales baracaldesas fueron forzando expansiones urbanas y demográficas. Crisis de crecimiento y renovación fueron sucediéndose a lo largo de la historia. A la par que las empresas enclavadas en el municipio crecían, fueron naciendo nuevas barriadas y modernos núcleos urbanos hasta situarnos en una ciudad urbanizada y moderna, que ofrece ahora sus servicios como contrapunto de su pasado industrial.
Cabe destacar que una parte de la población nacida entre mediados del siglo XIX y principios del XX (1850-1920 aproximadamente) era originaria de otras provincias limítrofes, sobre todo Cantabria, que solo nacieron en Baracaldo o en otros municipios vizcaínos por una ley que evitaba que los vascos fuesen al servicio militar (de ahí que a los cántabros les llamen «cucos»). También hay que mencionar que hasta los años 1980, exactamente hasta 1986 (Reforma del Reglamento del Registro Civil), era obligado empadronar a los niños en el lugar de nacimiento y casi todos los vizcaínos e incluso muchos de provincias cercanas nacían en el hospital de Hospital de Cruces de Baracaldo, por ello siguió registrándose una alta población aunque la población real fuese mucho menor.
La población más alta registrada tuvo lugar en 1983 con 119 380, tras el cierre de las fábricas Baracaldo bajó su población considerablemente por el regreso de la población a sus lugares de origen o de traslado a zonas con posibilidades de empleo, aunque hasta 1996 se mantuvo en cifras altas (superior a 100 000 habitantes) por las circunstancias anteriormente citadas, registrando el pico más bajo en 2002 con 95 515 habitantes.
La desanexión de Alonsótegui e Iráuregui agravó la tendencia bajista de principios de los 90 perdiendo en un solo año (entre 1990 y 1991) 6584 habitantes.
Ha sido históricamente la cuarta ciudad vasca por número de habitantes (por detrás de las capitales) y la segunda de Vizcaya por detrás de Bilbao, estando estabilizada su población desde finales de los años 90 en 100 000 habitantes aproximadamente. La edad media en 2008 era de 42,5 años.

### SigloXXI
Desde los años 2000 Baracaldo está recuperando población y según los datos del ayuntamiento tenía 98 460 habitantes de los cuales 47 311 son hombres y 50 215 mujeres con un 3%-4% de inmigrantes o 97 328 con 47 242 hombres y 50 086 mujeres según el INE (dato del 2008). El INE del 2009 indicó que la población había subido hasta los 98 460 con 47 812 hombres y 50 648 mujeres y el del 2010 que ya había ascendido hasta los 99 321, con 48 216 hombres y 51 105 mujeres, aunque según datos del ayuntamiento ya se habían superado los 100 000. En 2016 su población ascendía a 100 228 habitantes y en 2017 a 100 025 habitantes; aunque según el Eustat del 2017 lo baja considerablemente a 98 129.

### Entidades de población
Según el nomenclátor de 2012, el municipio comprende dos entidades de población: la anteiglesia de San Vicente de Baracaldo, capital municipal y el barrio de El Regato. La población empadronada en dichas entidades en 2015 es de 99 669 y 559 habitantes, respectivamente.

## Economía

### Industria
La economía de la localidad se caracterizó desde hace siglos por la agricultura, la ganadería, y especialmente las ferrerías, que transformaban el hierro de las minas próximas. Posteriormente, (siglo XIX), las ferrerías dieron paso a la industria siderometalúrgica, destacando la empresa Altos Hornos de Vizcaya cuya última fábrica en la localidad se situó en el barrio de Ansio concretamente en la Vega de Ansio (fábrica de Ansio) construida en el año 1966.
Así, la industria siderúrgica vizcaína fue ganando peso en la economía nacional. Pero, a mediados de los años 1970, con la crisis internacional, empezó el declive que no se detuvo hasta el cierre de la empresa, en julio de 1996.

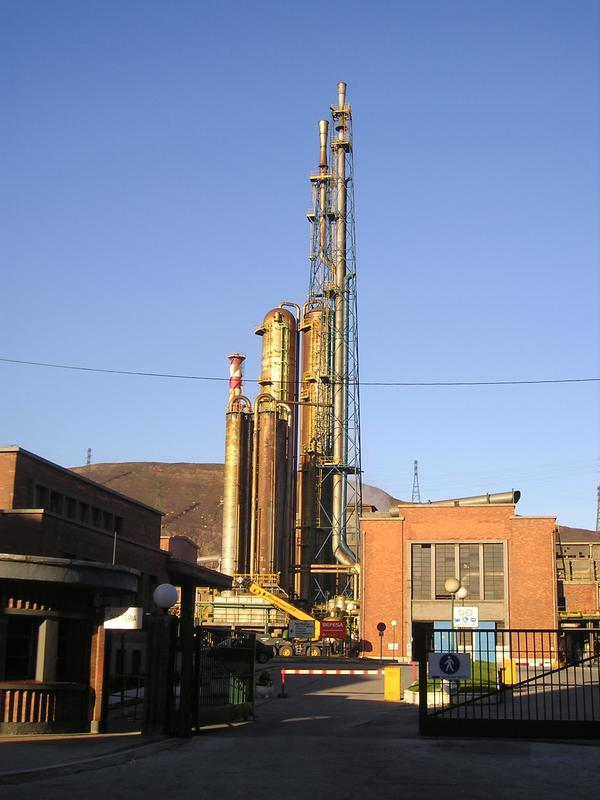
Antigua fábrica de Rontealde, una ampliación de la fábrica de Sefanitro, en Luchana

Otras pequeñas empresas, pero con cierto peso en la economía baracaldesa fueron las dedicadas a la industria química: Fesa-Ercros (pabellón industrial de FESA) anteriormente Explosivos Río Tinto S.A, Fertiberia (fábrica de Sefanitro), Cepsa (Plastificantes de Luchana), Befesa (fábrica de Rontealde), Nippon gases —antigua Praxair— (fábrica de Oxinorte), Bilbao Chemicals —que se situó en los mismos terrenos donde 2 años después de su cierre se construyó Plastificantes de Luchana—... Fuera de la industria química destacó la eléctrica Iberdrola (central térmica de Burceña) y la fábrica de Motos Lube (primera fábrica de motos de España). Algunas de ellas fueron abiertas a partir de los años 1910 y 1920 como consecuencia de la actividad de Altos Hornos de Vizcaya y su filial Bilbaína de Alquitranes, pero la mayoría en los años 1940 debido a la política autárquica del franquismo muchas de ellas clausuradas a principios del siglo XXI y otras en proceso de cierre. Los barrios donde se situaban estas empresas (Ansio, Luchana, Burceña...) fueron muy importantes en la economía de la localidad y suponían un cruce de caminos de la minerías de Triano y de las Encartaciones con el Nervión lo que provocó la construcción de varias líneas de ferrocarril y muelles, con sus respectivos cargaderos, en la zona que fueron aprovechando diferentes empresas.

### Ferrocarriles y cargaderos
Debido a la buena situación geográfica del municipio hubo hasta 3 ferrocarriles mineros, 3 ferrocarriles «mixtos» de mercancías-pasajeros y 1 línea auxiliar que discurrían por Baracaldo, además de 1 tranvía entre Santurce y Bilbao (véase también tranvías de Bilbao). Por otra parte se llegaron a contabilizar hasta una decena de Cargaderos se situaban en diferentes muelles del municipio (principalmente en la Dársena de Portu, Réqueta y Luchana).
El primero de todos fue el Ferrocarril de Triano (posteriormente C-2 de Cercanías Renfe Bilbao) cuyo primer tramo se inauguró en año 1866 y unía Ortuella con los cargaderos situados en los muelles de San Nicolás en Sestao. En el año 1889, se unió con la línea Bilbao-Portugalete, inaugurada esta en el año 1888, (posteriormente C-1 de Cercanías Renfe Bilbao) en Desierto-Baracaldo formando la línea conocida como BPT (Bilbao-Portugalete-Triano) lo que supuso que pocos años después empezase a transportar viajeros. Posteriormente se amplió de Ortuella a Musques en el año 1890 y en la otra línea de Portugalete a Santurce en el año 1926. Comenzó a tener un uso mayoritariamente para pasajeros en los años 1920 con la intensificación del tráfico de viajeros debido a la decadencia de la minería.
El Ferrocarril de Orconera, inaugurado en el año 1877, se diferenció de los otros ferrocarriles porque comenzaba en la Zona Minera a 200 m s. n. m., en tanto que los otros se quedaban en el valle. Por lo accidentado del terreno hubieron de construirse muros de sostenimiento de gran altura, ocho túneles (el mayor de 230 m), gran número de curvas y una pendiente media de 2,27 % por ello fue un ferrocarril con características de ferrocarril de montaña construyendo varios planos inclinados para acceder a las minas más altas. Actualmente, años 2010, se puede divisar uno de los cinco cargaderos que la compañía tenía en los muelles de Luchana, este ha perdido la plataforma móvil, pero se conserva el resto aunque, por su estado en ruinas, está vallado para evitar accidentes. Por otra parte está en proyecto de finalizar una vía verde cuyo primer tramo, entre Ortuella y el Valle de Trápaga, se inauguró en año 2012. En el barrio de Luchana se encuentran los antiguos talleres de reparación del ferrocarril, hoy día rehabilitados para el proyecto del Museo de la Técnica de Euskadi aunque nunca se ha puesto en funcionamiento como tal; cercano a esos talleres también había cinco casas, construidas en el año 1892 para los ingenieros de Orconera, que formaban parte de un extenso complejo con edificios de administración, zona deportiva, cine… hoy desaparecidos.
El Ferrocarril del Regato o Luchana Mining se construyó en el año 1887 para comunicar las minas que se encontraban en los montes cercanos a El Regato. A finales de los años 1920 fue adquirido por Altos Hornos de Vizcaya aunque ya en su declive. Al igual que con la mayoría de ferrocarriles mineros una de sus características fue la utilización de varios planos inclinados uno de ellos para salvar una distancia de 3100 m con un desnivel de 251 m s. n. m. Debido a su complejidad tenía varios puertos-cargaderos, el principal, el que daba acceso a la ría de Bilbao, se ubicaba donde estaba la «Torre de Lutxana» que derribaron lo que quedaba de ella para construir dicho cargadero.

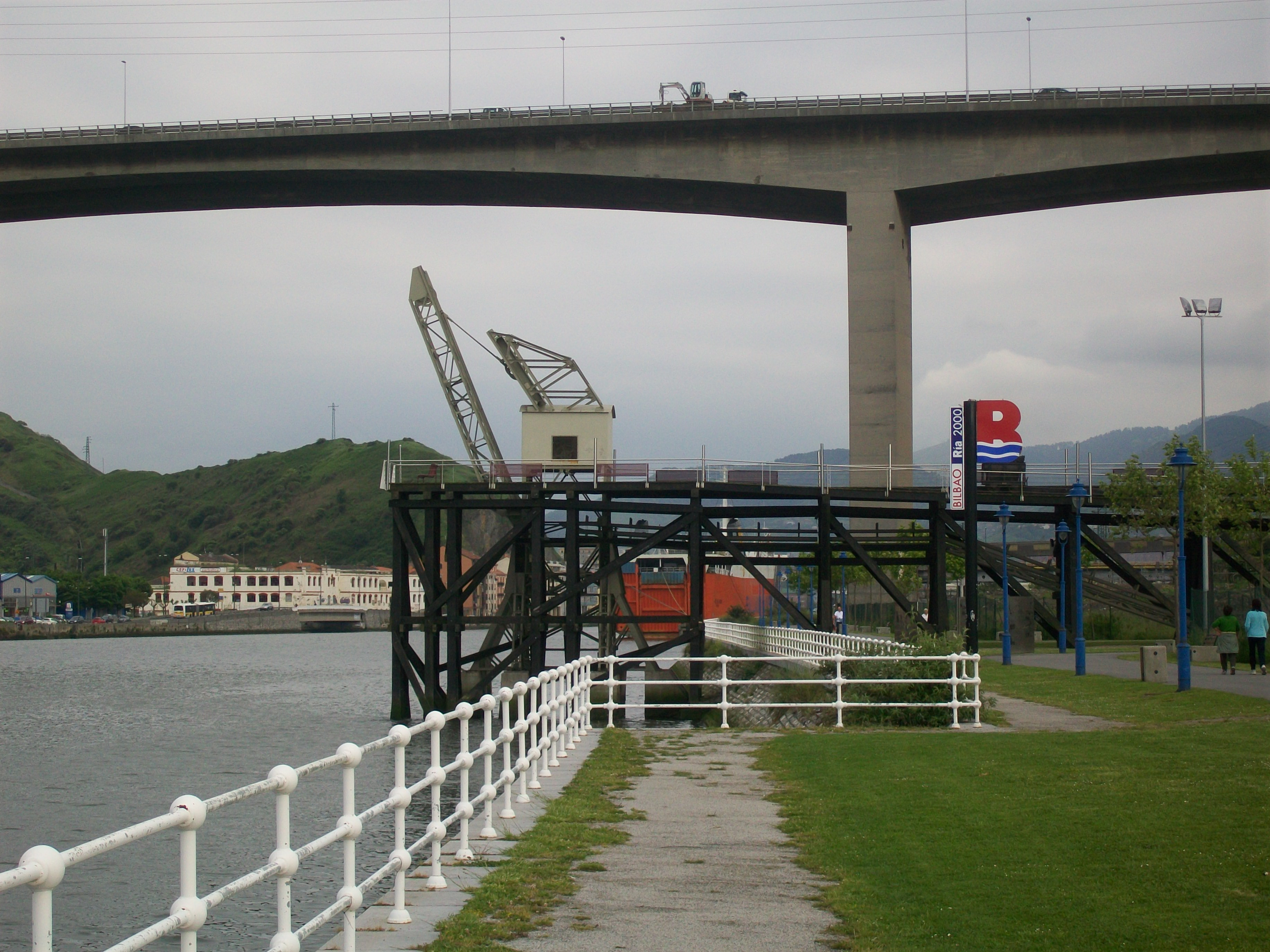
Cargadero de la Franco-Belga y el puente de Róntegui en la parte superior

El Ferrocarril de la Franco-Belga, inaugurado en el año 1883, fue el de más corto recorrido. Partía de Ortuella y seguía un recorrido paralelo al Ferrocarril de Triano. Durante los años 1950 la empresa pasó a denominarse Sociedad Anónima Española de las Minas de Somorrostro. A finales de la década siguiente, concretamente en 1968, junto con Orconera y otras explotaciones controladas por Altos Hornos de Vizcaya, pasó a formar parte de Agruminsa (Agrupación Minera S.A.). Se cerró a principios de los años 1970, y como ocurrió con el resto de ferrocarriles exclusivos de mercancías (ferrocarriles mineros) se desmanteló. Para el acceso a algunas minas también tenía planos inclinados y debido a su intensiva explotación provocó el traslado de poblados enteros. En Réqueta se conserva parcialmente uno de los tres cargaderos que tuvo ya que ese fue renovado y habilitado para su uso recreativo tras sufrir un incendio en el 2000, también se mantienen dos de las cuatro torretas de celosía de hormigón que soportaban la viga del tranvía sobre el depósito así como parte de las tolvas. Además, su trazado, «caja» o «cajón» que formaba la trinchera por donde pasaba el ferrocarril, es perfectamente identificable al atravesar el casco urbano de Baracaldo (parte del paseo-carril bici de Dolores Ibarruri); sin embargo ha desaparecido el puente de hierro que salvaba el río Galindo.
Con un origen diferente al resto se encuentra el Ferrocarril de la Robla cuyo tramo final que pasa por Baracaldo se abrió en año 1902 y hubo servicio de viajeros hasta el año 1972 aunque todavía sigue siendo una importante terminal de mercancías (la más importante de vía estrecha del País Vasco tras Ariz). A diferencia de los otros ferrocarriles mineros que exportaban hierro este surgió ante la demanda de carbón para las industrias que antes se importaba por barco de Inglaterra y Asturias. Terminaba en la estación baracaldesa de Luchana que mediante vías auxiliares e interiores tenía acceso a todo Altos Hornos de Vizcaya. Cuando se suprimió el servicio de pasajeros se centralizaron todos ellos en Bilbao-Concordia (utilizando para ello las vías del ferrocarril Santander-Bilbao) y quedándose el tramo que va a Luchana solo para mercancías; el desvío para mercancías entra en Baracaldo a través de la estación de Iráuregui y discurre paralelo a la actual línea C-4 (antigua B-1 de FEVE) de Renfe Cercanías (Bilbao-Concordia-La Calzada) al otro lado del río Cadagua aunque este da servicio a los barrios baracaldeses de Santa Águeda (Santa Ageda), Zubileta y Las Delicias (Urgozo).

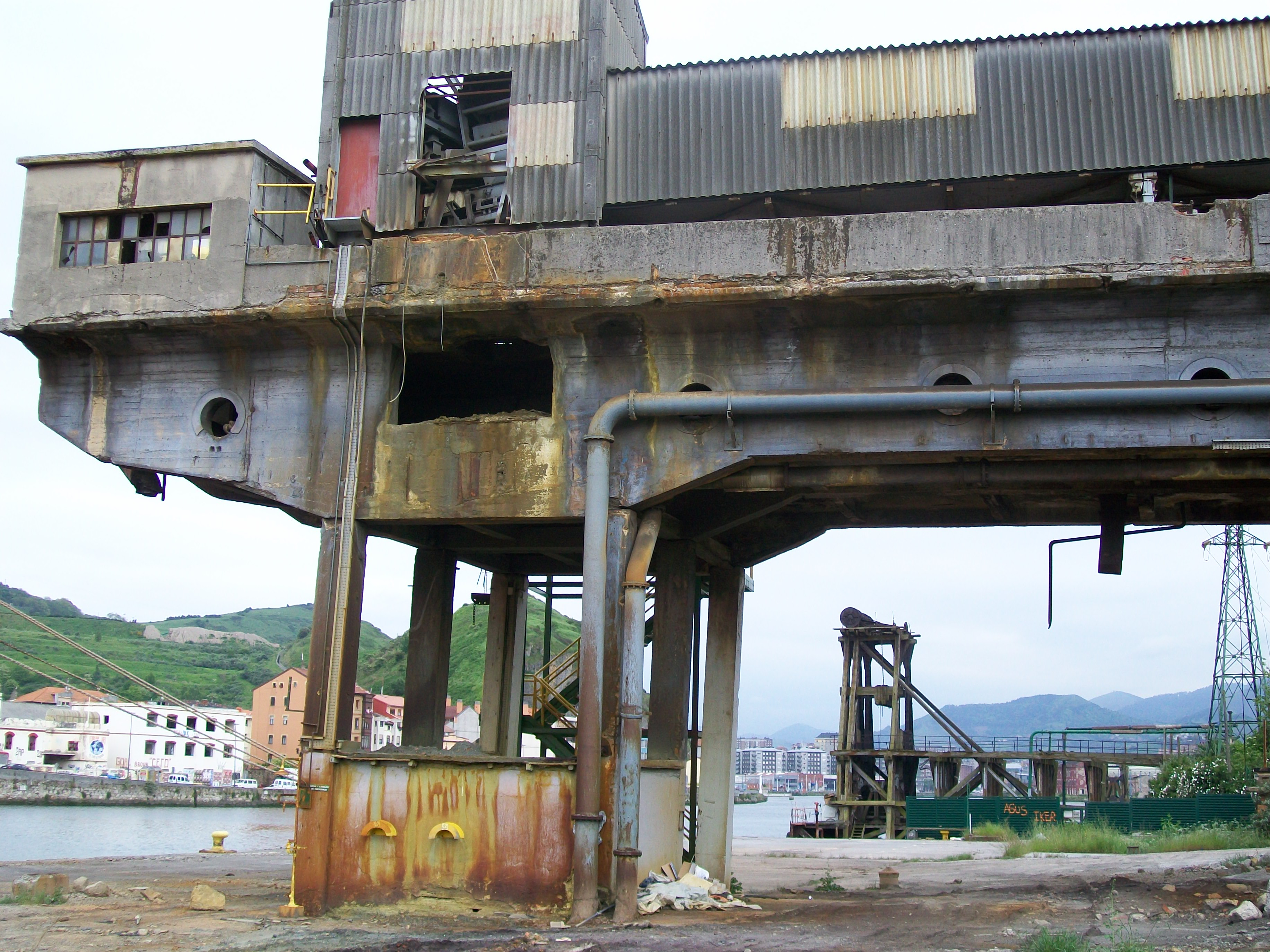
Cargadero de Sefanitro —instalación de acceso a la fábrica— y cargadero de La Orconera (al fondo) en el año 2009. En el cargadero de Sefanitro se puede apreciar el hueco o acceso donde iba encajada el resto de la instalación; años después su plataforma superior fue desmantelada debido a desprendimientos

En un inventario del año 1909 se indicaba la existencia en Baracaldo de un total de 30 km de vías de ancho métrico, mientras que en Sestao contaban con 23 km de vías métricas y 5 km de vías de 1150 mm (The Bilbao River and Railway Co. Ltd). Con el fin de poder conectar sus factorías sin necesidad de recurrir al Ferrocarril de Bilbao a Portugalete (de ancho ibérico: 1668 mm), Altos Hornos de Vizcaya decidió construir una línea de servicio interior entre Sestao y Baracaldo de vía métrica, mismo tipo de vía que la mayoría de ferrocarriles mineros de la zona para, si fuese necesario, facilitar su conexión con ellas. Aunque posteriormente también se incluyó el ancho ibérico para facilitar la exportación. Tras menos de 2 años de obras en el año 1922 la nueva vía se puso en servicio. La red completa, finalizada en 1965 debido a la inminente inauguración de la fábrica de Ansio, disponía de 15 kilómetros de vías, en su mayoría de tres carriles. El tramo entre Sestao y Ansio (Baracaldo) estaba dotado de doble vía excepto en el puente sobre el río Galindo, e inicialmente dotada de cuatro carriles cada una de ellas (para permitir el paso tanto de trenes de vía ancha como de vía métrica) con el fin de facilitar la salida a los productos de la red nacional.
Por último (año 1950), un cargadero sin línea de ferrocarril ya que estaba conectado directamente con la ría de Bilbao, fue el cargadero de Sefanitro que debido a su longitud tuvo un muelle propio (Muelle de Sefanitro) en la zona de Réqueta. Además, al ser una empresa estatal tuvo acceso a las vías del ferrocarril Bilbao-Portugalete incautadas en el año 1941 por Renfe y mediante ese mismo acceso con triple-vía de apenas 100 m también tenía conexión con el Ferrocarril de la Robla (Ferrocarriles de La Robla).

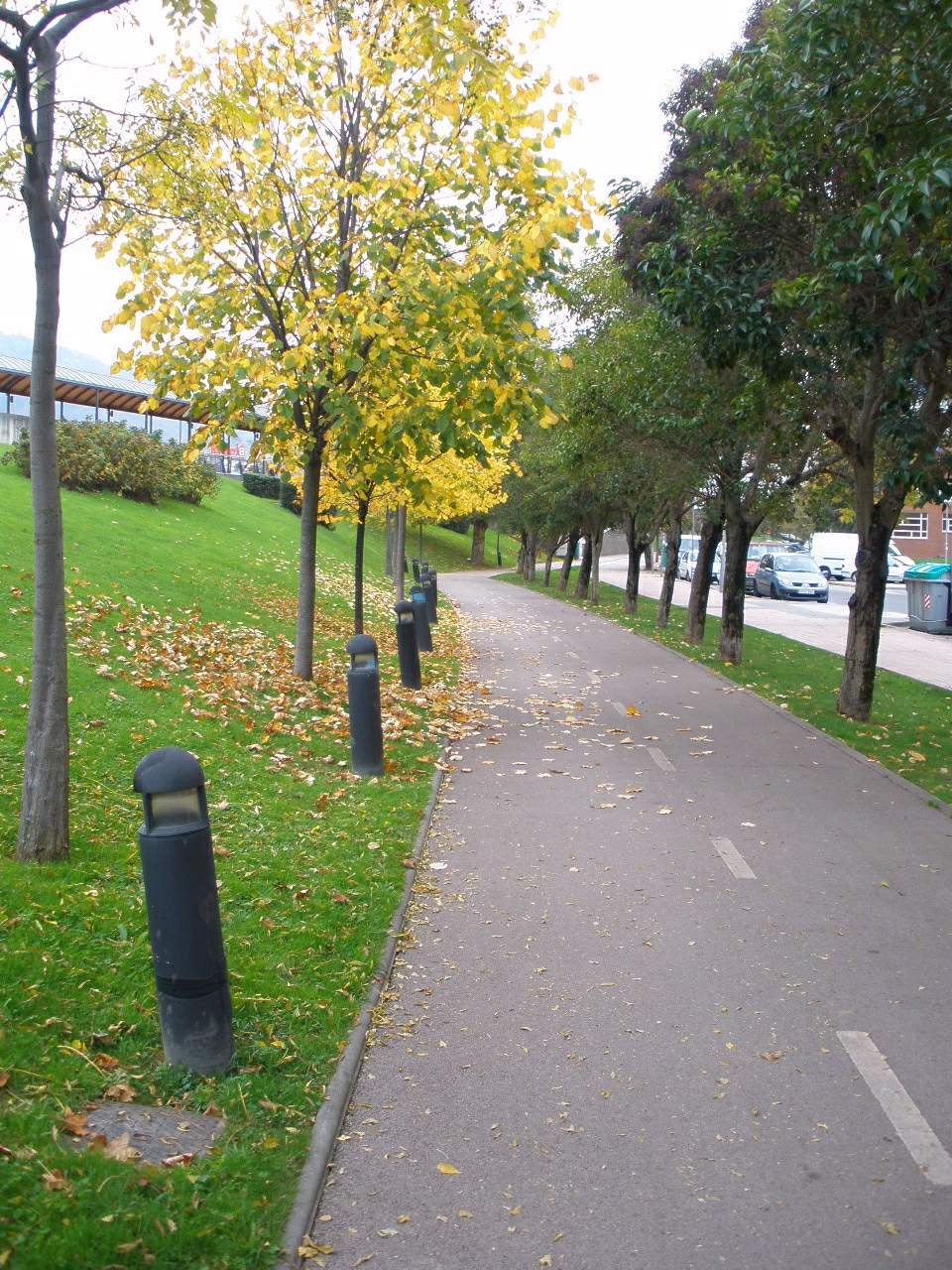
Ejemplo de ampliación del trazado de carril bici tras la construcción del MegaPark Barakaldo, Torres San Vicente y BEC

### Situación en elsigloXXI
Gran parte de esos barrios se han recuperado con proyectos como el Proyecto Galindo Barakaldo junto a la regeneración complementaria de pequeñas zonas y barrios degradados y el BEC —zonas donde en su mayor parte se ubicaba AHV—. Además, está en proceso de construcción el Ensanche de Barakaldo en Luchana que se extenderá hacia el futuro parque empresarial de Burtzeña, en Burceña.
Los ferrocarriles mineros se han convertido en carriles bici la mayoría de ellos con característica de senda ciclable, aunque debido al carácter urbano de parte de su trazado se han realizado modificaciones a causa de la construcción de proyectos urbanísticos o carreteras. Esto ha causado la prolongación de dichas rutas por áreas de expansión de la localidad donde no pasaba el ferrocarril y ha posibilitado la interconexión entre ellos.

### Tasas de desempleo
Tras el proceso de reconversión industrial Baracaldo superó la tasa de paro del 10%. Desde finales de los años 90 hubo pequeños síntomas de mejora, pero debido a la crisis española de 2008-2016 la tasa llegó casi al 20 % en sus años más duros llegando a estar estabilizada entre el 14 % y el 15 % desde el 2016 (según el INE), pero de nuevo con una gran diferencia con el Eustat que este lo sitúa en un 18,6 %. Según algunos medios esa tasa actual puede ser engañosa debido al alto porcentaje de precariedad laboral que provocan los nuevos empleos creados principalmente en el sector servicios.

### Sector servicios
Actualmente (desde finales del siglo XX) es una localidad dedicada al sector servicios.

#### Feria de muestras
La localidad fabril es sede de la nueva Feria Internacional de Bilbao, el llamado Bilbao Exhibition Centre (BEC), situado en los antiguos terrenos de la fábrica de Ansio e inaugurada en el 2004. La ubicación elegida fue debido a que en Bilbao, en teoría, no tenía un lugar para construir una instalación de estas características; a sus buenos accesos (frente al Metro Bilbao —estación de Ansio— y a las carreteras A-8, N-634 y N-637); y a lograr un nuevo «efecto Gugenheim» en Baracaldo, y por extensión en la subcomarca de la Margen Izquierda, degradada tras el proceso de desindustrialización. Por ello, en teoría, iba a hacer dispararse el número de visitantes y consumidores de los servicios del municipio y la creación de hoteles. Sin embargo, prácticamente desde su construcción ha habido cierta controversia debido a ubicar erróneamente, por motivos turísticos, el BEC en Bilbao lo que ha producido que el retorno económico no haya sido el esperado dado que la mayoría de visitantes se hospedan y consumen en Bilbao. Para enmendar ese error desde el ayuntamiento se han presentado varias proposiones, como el cambio el nombre, todas ellas rechazadas. Los accionistas mayoritarios de la infraestructura son el Gobierno Vasco y la Diputación Foral de Vizcaya mientras que el Ayuntamiento de Baracaldo ha bajado progresivamente su porcentaje por no querer asumir parte de las pérdidas debido a desacuerdos.
Una de las situaciones más destacadas debido a dichas discrepancias se produjeron durante la disputa del Campeonato Mundial de Baloncesto de 2014 en el que la instituciones anteriormente citadas, junto al Ayuntamiento de Bilbao, financiaron y promovieron una Fan Zone oficial en el centro de Bilbao (Fan Zone Bilbao-Bizkaia) mientras que el de Baracaldo, con la colaboración de empresas privadas, puso el suyo propio frente el BEC (Barakaldo Basket Hiria).
Anteriormente, tanto el Ayuntamiento de Bilbao como aficionados al baloncesto de Bilbao, se mostraron reticentes a que el Bilbao Basket jugase en el Bizkaia Arena del BEC en la temporada 2009-2010 debido una «pérdida económica importante» de los comercios de la capital vizcaína entre otros motivos.

### Comercio
En 2005 abrió el mayor parque comercial de la zona norte de la península, MegaPark Barakaldo, con una superficie comercial de 137 000 metros cuadrados y 128 000 metros de SBA, según datos del propio centro tuvo 17 millones de visitantes en el 2007. La ciudad también dispone de otro gran centro comercial y de ocio Max Center que se abrió a mediados de la década de los 90 (sustituyendo a un supermercado de Eroski de la zona llamado Baliak), y posteriormente se amplió creándose otro complejo llamado Max Ocio en los terrenos del antiguo supermercado Eroski.
Estos grandes proyectos han contado con la oposición de la mayoría de pequeños y medianos comerciantes ya establecidos en la zona.

## Administración y política

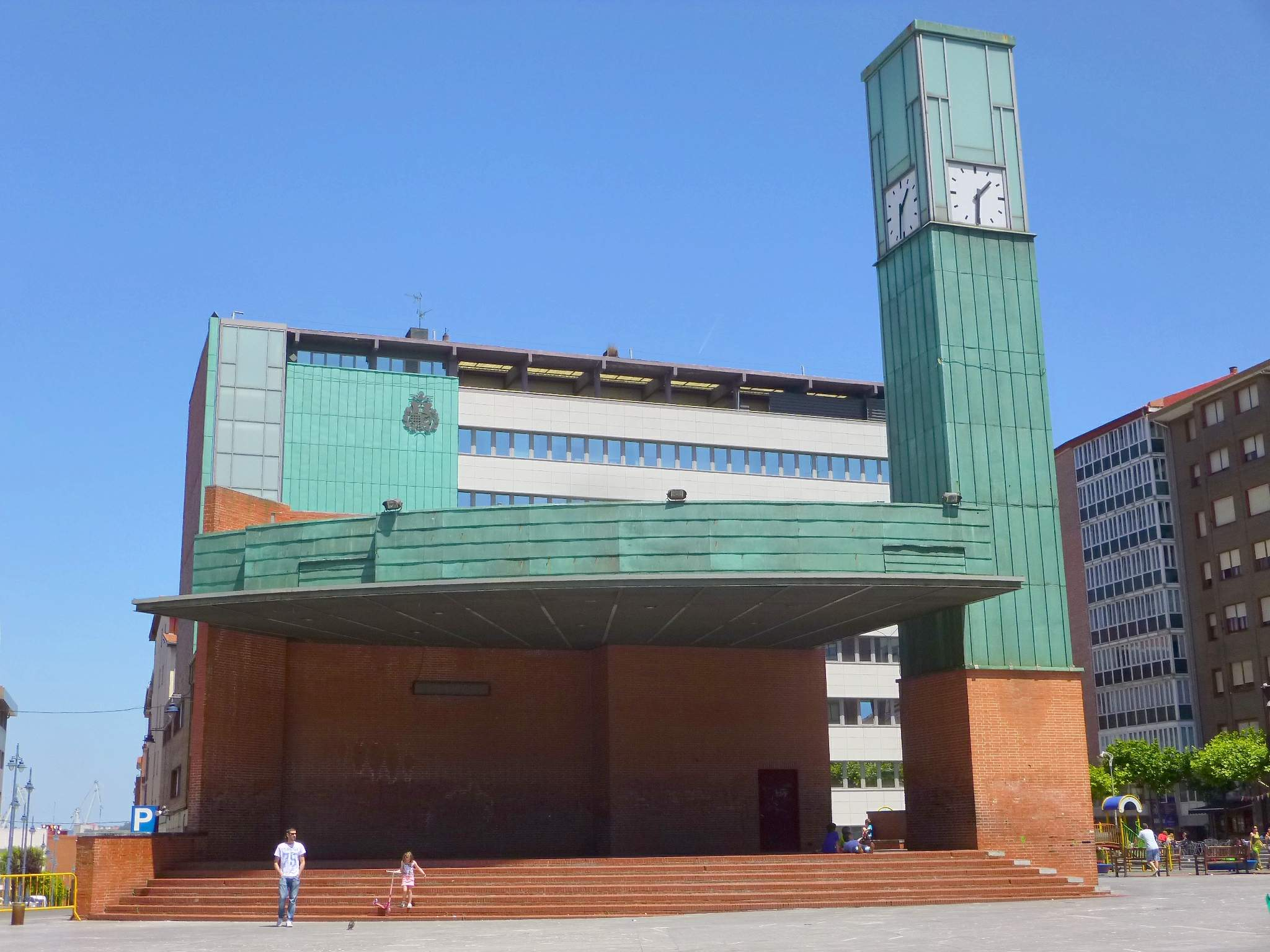
La casa consistorial, sede del Ayuntamiento de Baracaldo, plaza Herriko

### Gobierno municipal
La administración política de la ciudad se realiza a través de un ayuntamiento de gestión democrática cuyos componentes se eligen cada cuatro años por sufragio universal. El censo electoral está compuesto por todos los residentes empadronados en Baracaldo mayores de 18 años y nacionales de España o de los otros países miembros de la Unión Europea. Según lo dispuesto en la Ley del Régimen Electoral General que establece el número de concejales elegibles en función de la población del municipio, la corporación municipal de Baracaldo está formada por 27 concejales, en algunas elecciones disminuida a 25 cuando la población tenía menos de 100 000 habitantes.
| Periodo   | Nombre                         | Partido | Partido                                                       |
| --------- | ------------------------------ | ------- | ------------------------------------------------------------- |
| 1979-1983 | Josu Sagastagoitia Monasterio  |         | Euzko Alderdi Jeltzalea-Partido Nacionalista Vasco (EAJ-PNV)  |
| 1983-1991 | Jesús María Rodríguez Orrantia |         | Partido Socialista de Euskadi (PSE PSOE)                      |
| 1991-2003 | Carlos Pera Tambo              |         | Partido Socialista de Euskadi-Euskadiko Ezkerra (PSE-EE PSOE) |
| 2003-2013 | Tontxu Rodríguez Esquerdo      |         | Partido Socialista de Euskadi-Euskadiko Ezkerra (PSE-EE PSOE) |
| 2013-2015 | Alfonso García Alonso          |         | Partido Socialista de Euskadi-Euskadiko Ezkerra (PSE-EE PSOE) |
| 2015-act. | Amaia del Campo Berasategi     |         | Euzko Alderdi Jeltzalea-Partido Nacionalista Vasco (EAJ-PNV)  |

| Partido político                                              | 2023     | 2023     | 2023       | 2019     | 2019     | 2019       | 2015     | 2015     | 2015       | 2011   | 2011  | 2011       | 2007   | 2007  | 2007       |
| Partido político                                              | Votos    | %        | Concejales | Votos    | %        | Concejales | Votos    | %        | Concejales | Votos  | %     | Concejales | Votos  | %     | Concejales |
| Euzko Alderdi Jeltzalea-Partido Nacionalista Vasco (EAJ-PNV)  | 15 403   | 35,71    | 11         | 18 897   | 38,21    | 11         | 12 542   | 26,94    | 8          | 11 283 | 24,92 | 7          | 9785   | 20,87 | 5          |
| Partido Socialista de Euskadi-Euskadiko Ezkerra (PSE-EE PSOE) | 10 338   | 23,97    | 7          | 13 265   | 26,82    | 8          | 12 490   | 26,83    | 8          | 13 168 | 29,08 | 8          | 19 296 | 41,15 | 11         |
| Elkarrekin Podemos (EP)-Irabazi-Ezker Anitza-IU-Equo Berdeak  | 3782     | 8,77     | 2          | 6532     | 13,21    | 4          | 5582     | 11,99    | 4          | —      | —     | —          | —      | —     | —          |
| Euskal Herria Bildu (EH Bildu)-Bildu                          | 6990     | 16,20    | 5          | 5529     | 11,18    | 3          | 6613     | 14,20    | 4          | 6959   | 15,37 | 4          | —      | —     | —          |
| Partido Popular del País Vasco (PP)                           | 3103     | 7,19     | 2          | 3049     | 6,17     | 1          | 4274     | 9,18     | 3          | 7908   | 17,47 | 5          | 7714   | 16,45 | 4          |
| Ezker Batua-Berdeak (EB-B)                                    | —        | —        | —          | —        | —        | —          | Irabazi  | Irabazi  | Irabazi    | 2759   | 6,09  | 1          | 3465   | 7,39  | 2          |
| Eusko Alkartasuna (EA)                                        | EH Bildu | EH Bildu | EH Bildu   | EH Bildu | EH Bildu | EH Bildu   | EH Bildu | EH Bildu | EH Bildu   | Bildu  | Bildu | Bildu      | 4936   | 10,53 | 3          |

### Organización territorial

Partidos judiciales de Vizcaya. En naranja el de Baracaldo

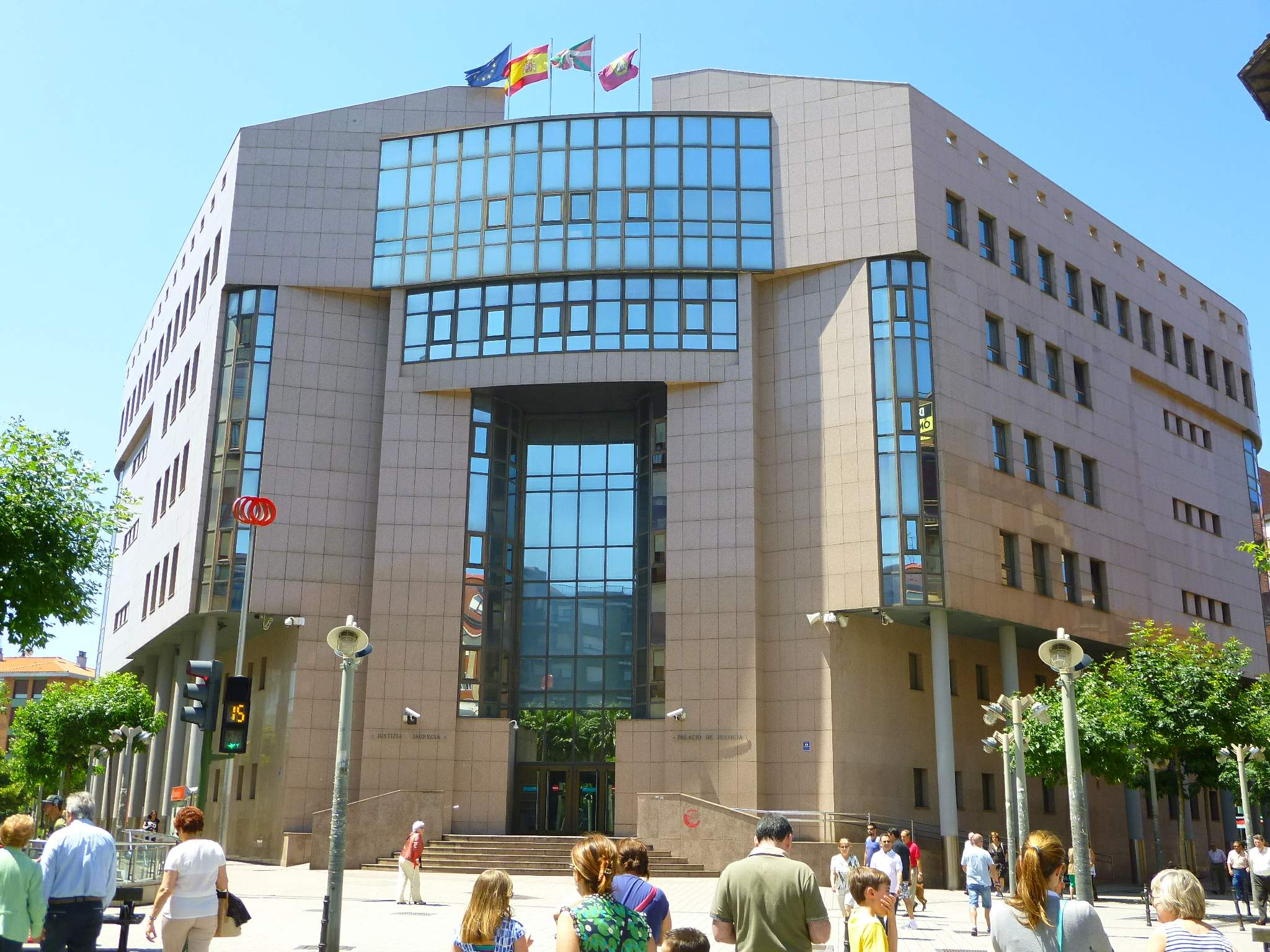
Palacio de Justicia

Administrativamente, la ciudad se divide en nueve distritos. Para fines estadísticos, estos distritos se subdividen en un total de 87 secciones, siendo el distrito 06 el que más secciones contiene (13), mientras el distrito 07 (con 5) es el que en menos secciones se divide.

| N.º | Distrito (nombre oficial)                                 | Barrios                                                                     | Superficie (km²) | Población (2008) |
| --- | --------------------------------------------------------- | --------------------------------------------------------------------------- | ---------------- | ---------------- |
| 1   | Centro-Zaballa                                            | (2): Centro y Zaballa                                                       | 0,188            | 8276             |
| 2   | Desierto-Urban Galindo                                    | (3): Desierto, Lasesarre y Larrea                                           | 0,970            | 12 758           |
| 3   | Róntegui (Arrontegi)                                      | (2): Róntegui y Landaburu                                                   | 0,206            | 7776             |
| 4   | Bagaza-Santa Teresa-Beurco (Bagatza-Santa Teresa-Beurko)  | (3): Bagaza, Beurco y Santa Teresa                                          | 0,409            | 10 334           |
| 5   | San Vicente (Done Bikendi)                                | (2): San Vicente e Ibarreta-Zuloko                                          | 0,950            | 14 619           |
| 6   | Arteagabeitia-Zuazo                                       | (3): Arteagabeitia, Zuazo y Ansio                                           | 0,365            | 14 732           |
| 7   | Retuerto-El Regato-Careaga (Errekaortu-Errekatxo-Kareaga) | (5): Retuerto, Careaga, El Regato, Amézaga, Mesperuza, Gorostiza y Bengolea | 14,5             | 6808             |
| 8   | Luchana-Burceña (Lutxana-Burtzeña)                        | (5): Luchana, Burceña, Munoa, Llano, Zubileta, Las Delicias y Santa Águeda  | 3,961            | 8954             |
| 9   | Cruces (Gurutzeta)                                        | (2): Cruces y La Paz                                                        | 1,454            | 13 259           |

### Justicia
En Baracaldo se sitúa un juzgado cabecera del partido judicial n.º 2 de la provincia de Vizcaya, cuya demarcación comprende la ciudad de Baracaldo más 9 poblaciones del área del Gran Bilbao, concretamente 10 de la Margen Izquierda (Abanto y Ciérvana, Alonsótegui, Baracaldo, Musques, Ortuella, Portugalete, Santurce, Sestao, Valle de Trápaga y 
Ciérvana.
En este juzgado se encuentran 4 juzgados de instrucción, 2 juzgados de lo penal y 5 juzgados de primera instancia. El más numeroso de Vizcaya, tras Bilbao.

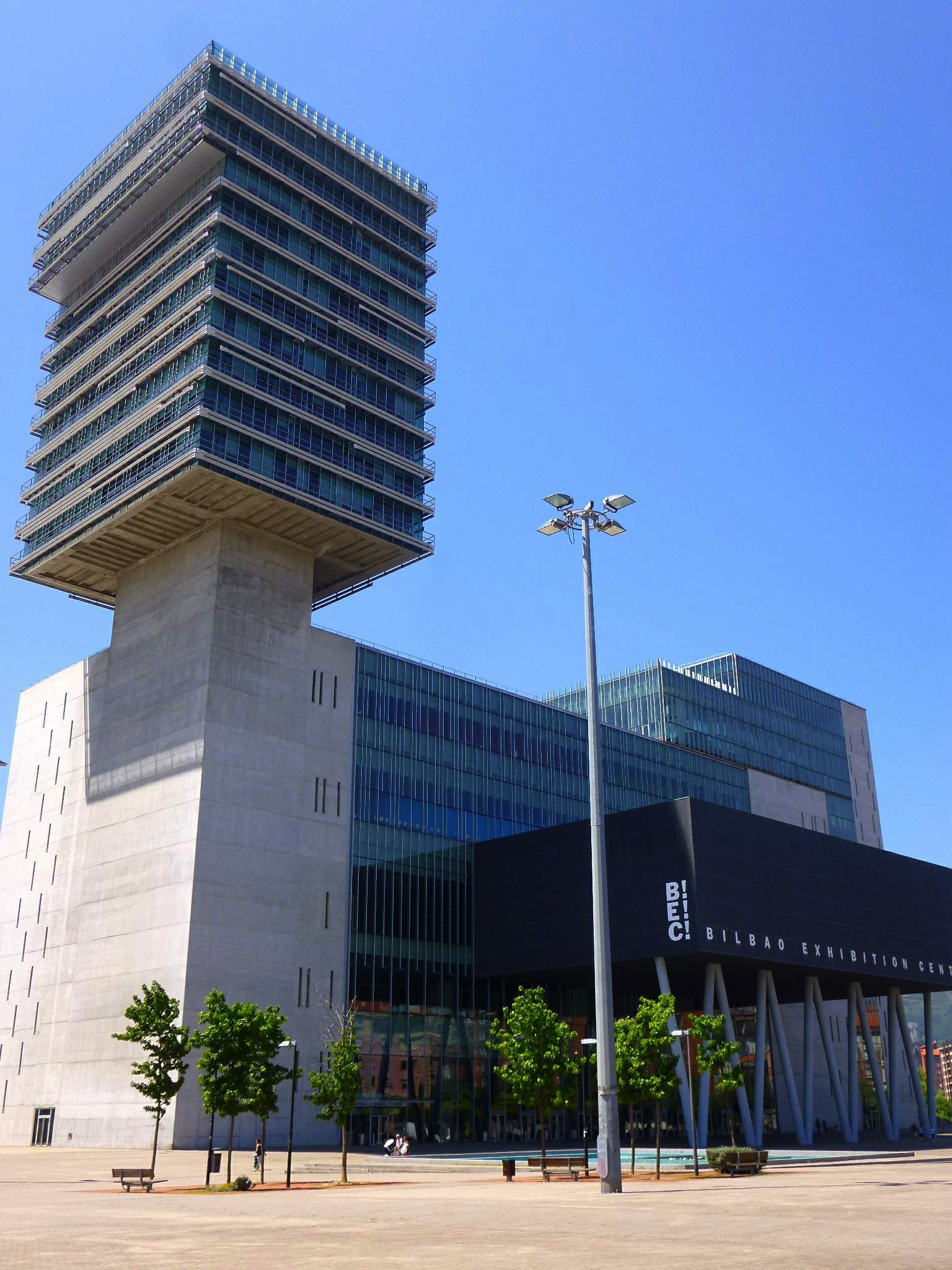
Bilbao Exhibition Center (BEC)

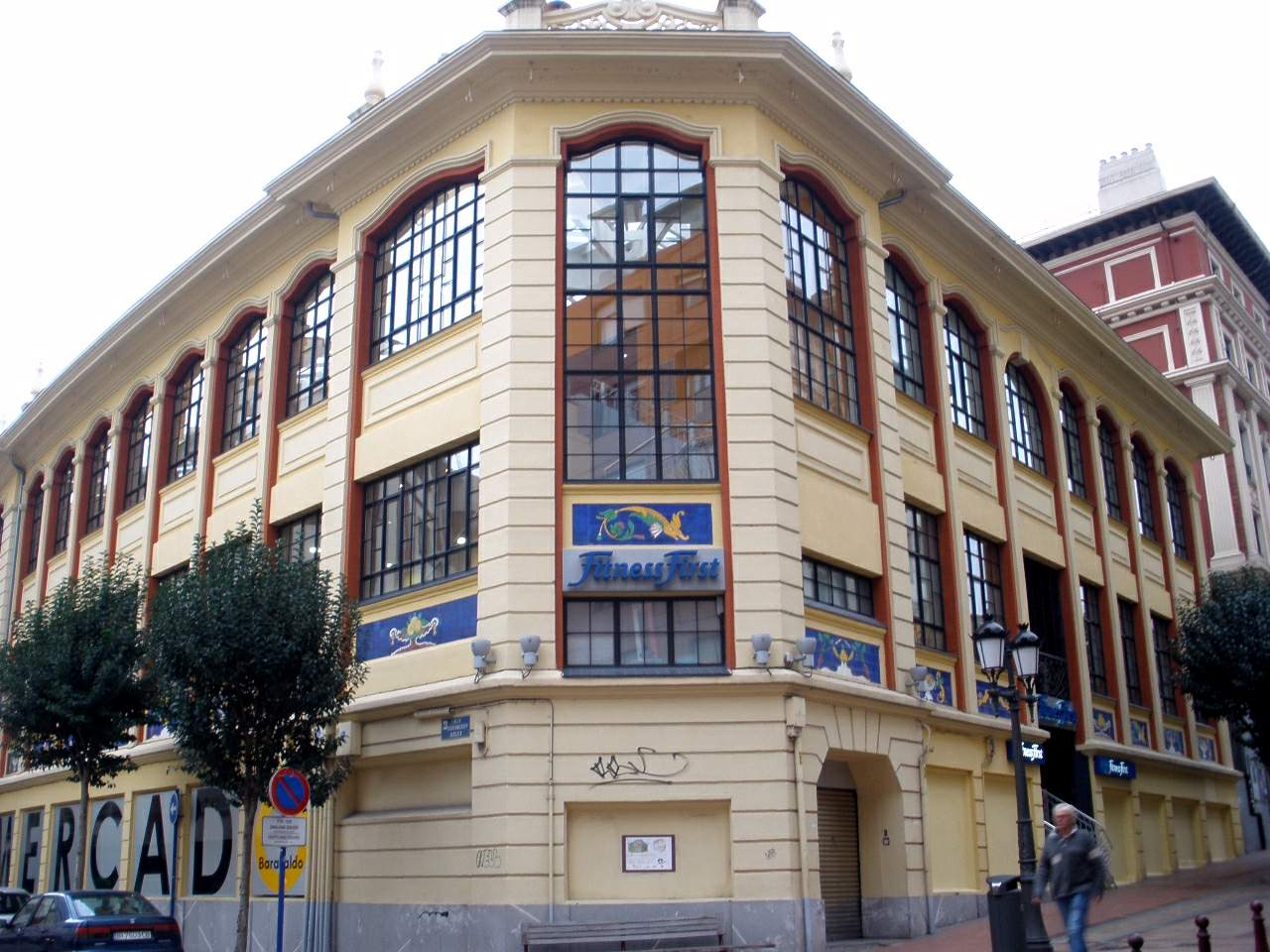
Mercado de abastos

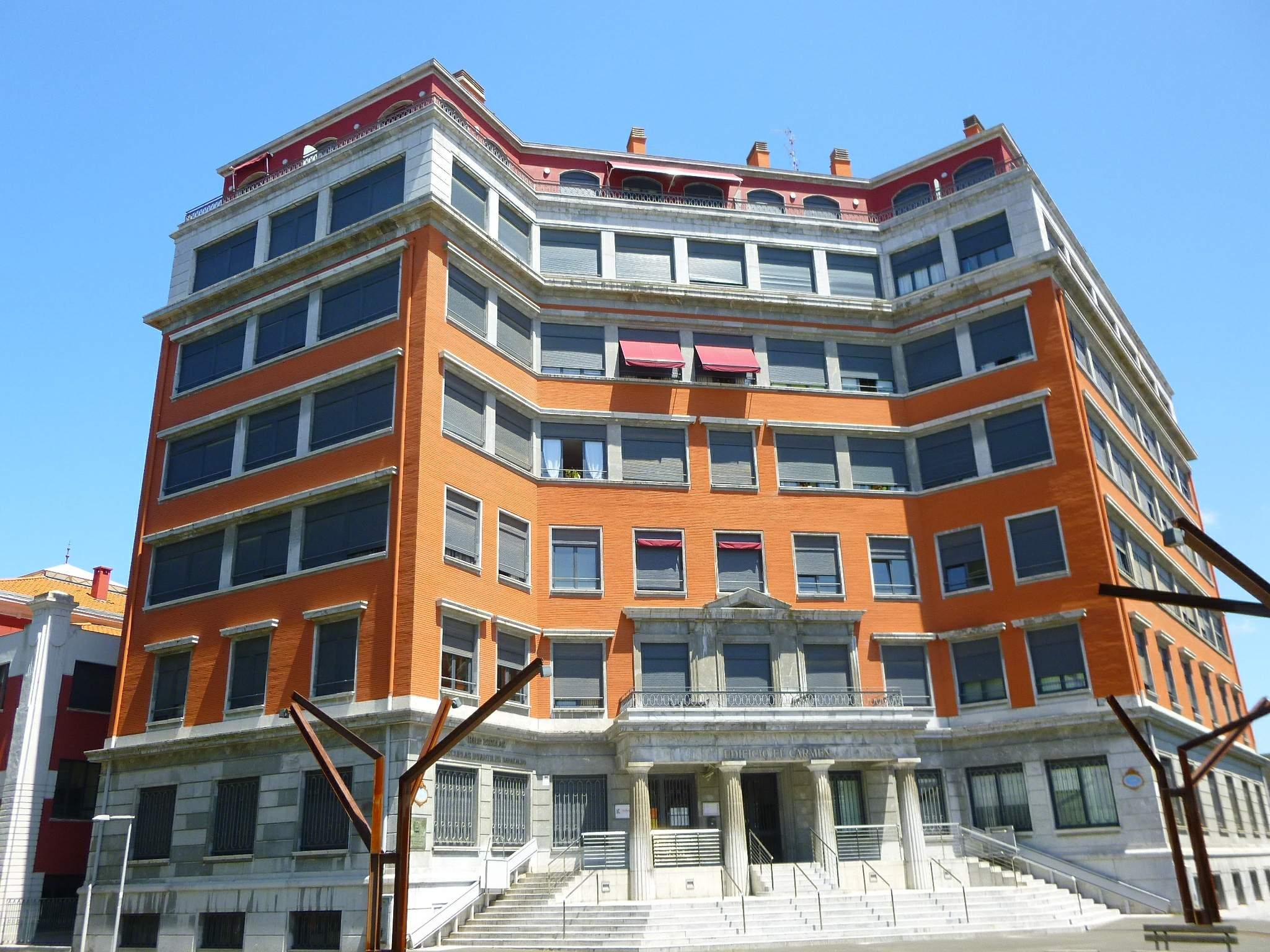
Edificio El Carmen, antiguas oficinas centrales de Altos Hornos de Vizcaya

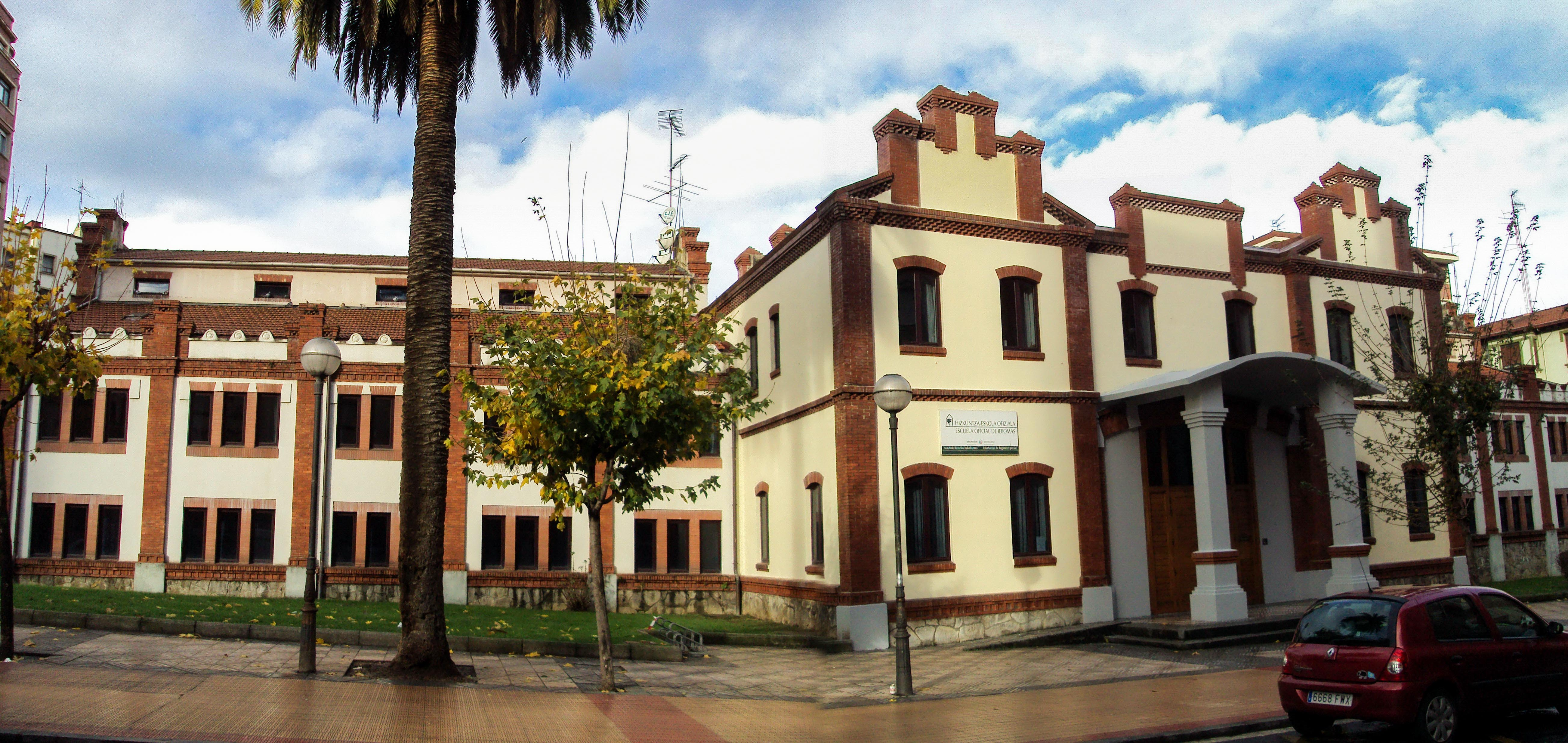
Antiguo matadero, hoy escuela oficial de idiomas

## Monumentos y lugares de interés
Baracaldo cuenta con una oficina de turismo en el Bilbao Exhibition Center (BEC) preparada para atender a los turistas mediante guías y folletos. También por las calles hay repartidos mapas y carteles con los edificios más singulares, en estos hay un número de teléfono para dar información sobre el monumento elegido. Asimismo, en diferentes barrios se encuentran unos mapas indicativos de diferentes recorridos a lo largo de la ciudad, en los que podemos encontrar, por ejemplo, el recorrido del Camino de Santiago a lo largo de la localidad.
Además desde el 2006 Baracaldo cuenta con un stand propio en la feria FITUR donde se muestra la transformación del municipio a la vez que busca atraer turistas.
Debido a su origen de anteiglesia (siendo parte del Camino de Santiago de la Costa) y a su histórica actividad industrial la mayoría de edificios y monumentos de interés están relacionados con esos ámbitos, aunque lógicamente a medida de la modernización del municipio se han ido incorporando lugares de interés civiles u orientados directamente al turismo, entre todos ellos se pueden destacar estos:

### Arte civil
- Mercado de abastos:Edificado en el año 1928 es obra del arquitecto barakaldés Ismael de Gorostiza.

- Edificio El Carmen:Antiguas oficinas de AHV edificadas en el año 1946 son obra del arquitecto bilbaíno Manuel María Smith.

- Antiguo Matadero: en la calle Juan de Garay, edificado en el año 1917 de estilo neomudéjar. Se mantuvo en funcionamiento hasta 1985. Fue reformado para acoger la Escuela Oficial de Idiomas[172] en el año 1992.
- Bilbao Exhibition Centre (BEC):[141] feria de muestras internacional situada en el barrio de Ansio y construida en el año 2004. Se ubica en los mismos terrenos que ocupaba la antigua fábrica de AHV de la Vega de Ansio.

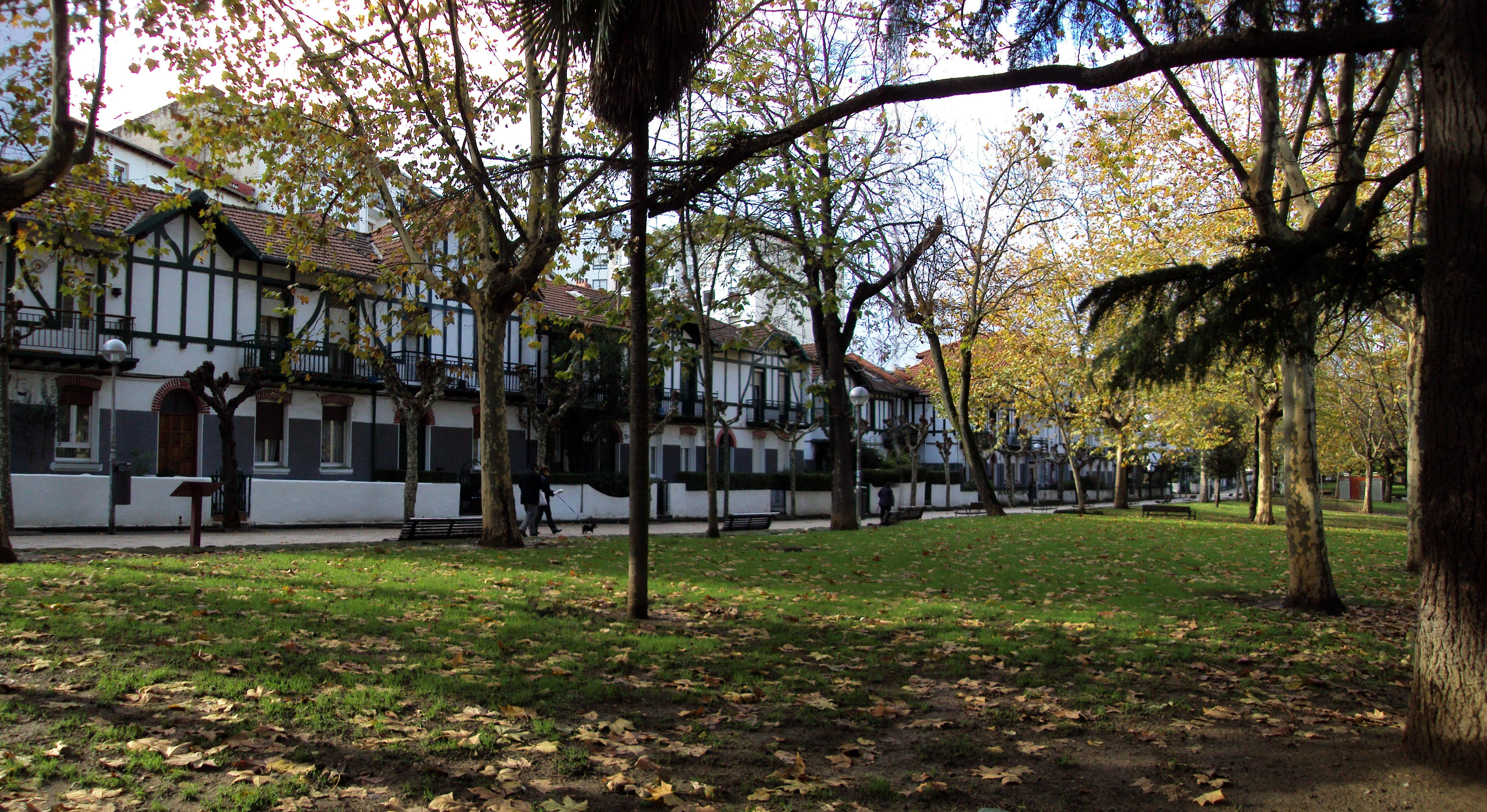
Casas Baratas (1ª fase) de AHV, en el barrio de San Vicente

- Casas Baratas de Altos Hornos de Vizcaya, construidas en 1916 en el barrio de San Vicente por Manuel María Smith.
- Casas Blancas: en pleno bosque Larrazabal y cercano a una calzada medieval en el barrio de Las Delicias (Urgozo). Ejemplo de edificación cúbica y de piedra de los caseríos vascos, muy poco habitual en Baracaldo y localidades cercanas.

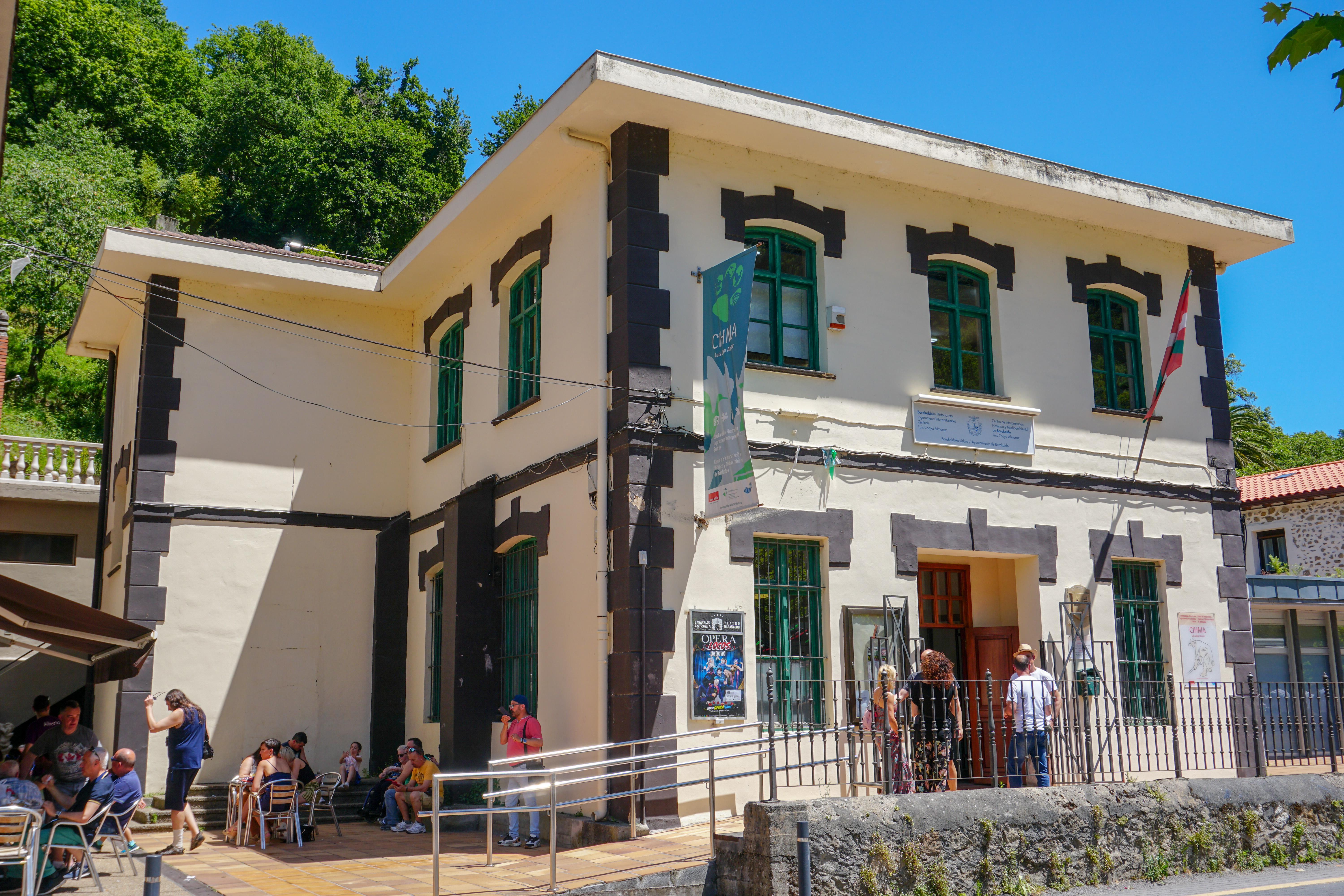
Centro de Interpretación Histórica y Medioambiental de Barakaldo (CIHMA)

- Centro de Interpretación Histórica y Medioambiental de Barakaldo (CIHMA): en el barrio de El Regato. Museo gratuito en el que se exponen una serie de contenidos que permiten conocer los aspectos físicos, naturales e históricos más relevantes de la localidad.

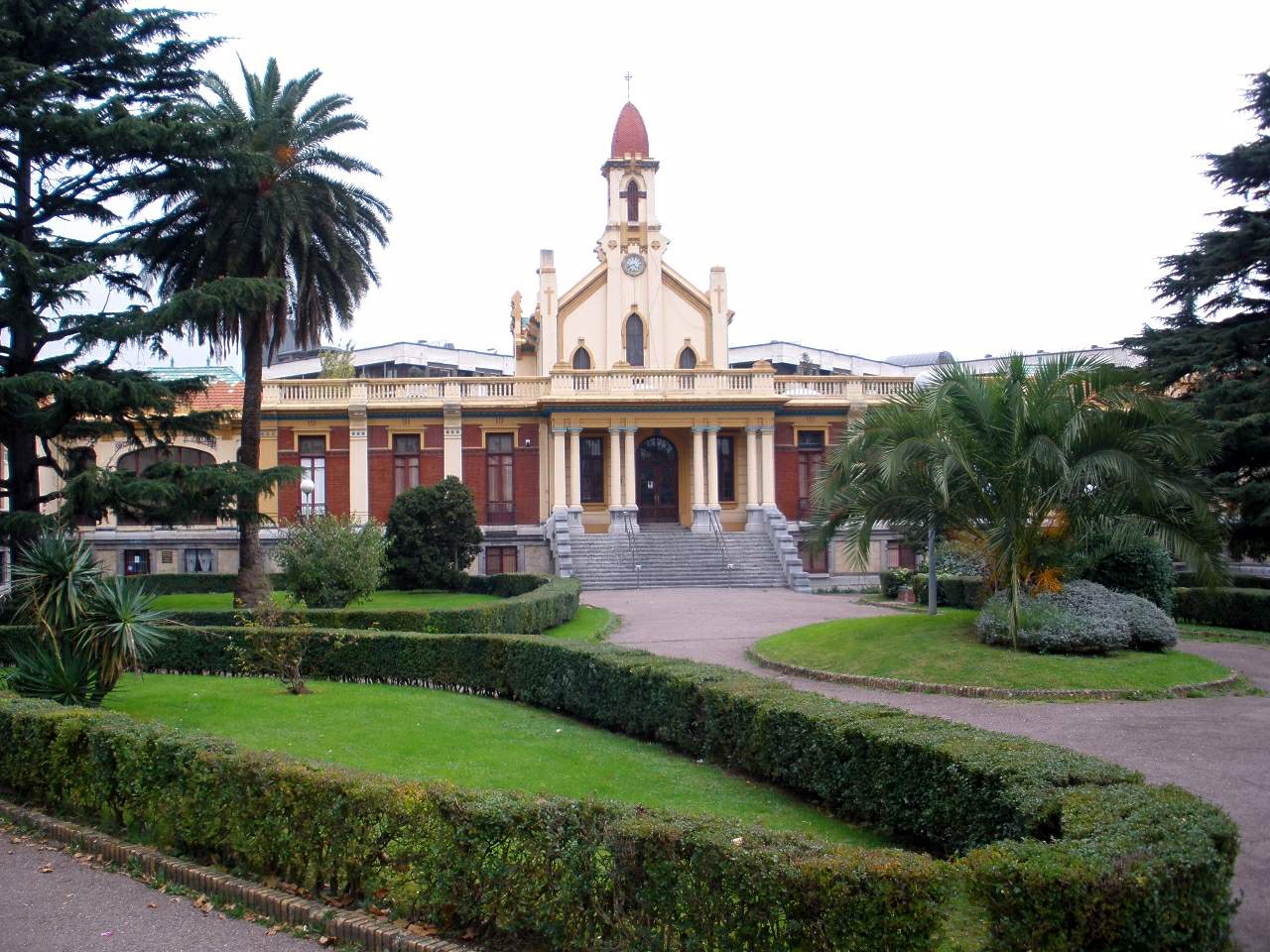
Conservatorio de música

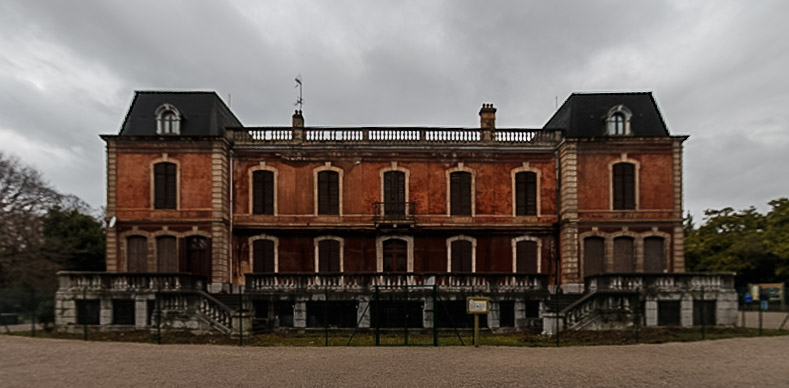
Palacio Munoa

- Edificio fundación Antonio Miranda: en la avenida Miranda, construida en el año 1914, de estilo ecléctico, en su interior destaca la capilla de estilo neomedieval. Actualmente alberga el conservatorio y las dependencias de la banda municipal de música.
- Escuela de Larrazabal: próximo al bosque Larrazabal en barrio de Las Delicias. Escuela rural construida en los años 20 de piedra y con un mirador de madera. Renovada interiormente reproduciendo una escuela de la época.

- Palacio Munoa: en el barrio de Burceña, construido en el siglo XVIII y ampliado en el XX, de estilo segundo imperio francés, propiedad del empresario y político Horacio Echevarrieta hasta su muerte. El ayuntamiento tiene intención de rehabilitarlo, pero no llegaba a un acuerdo con los propietarios[173] hasta que en el 2015, tras varios juicios y recursos, finalmente se hizo con el edificio y el parque adyacente por una cantidad de 18 millones de euros.[174] Las obras de arte más destacadas que contenía fueron vendidas a diferentes museos.

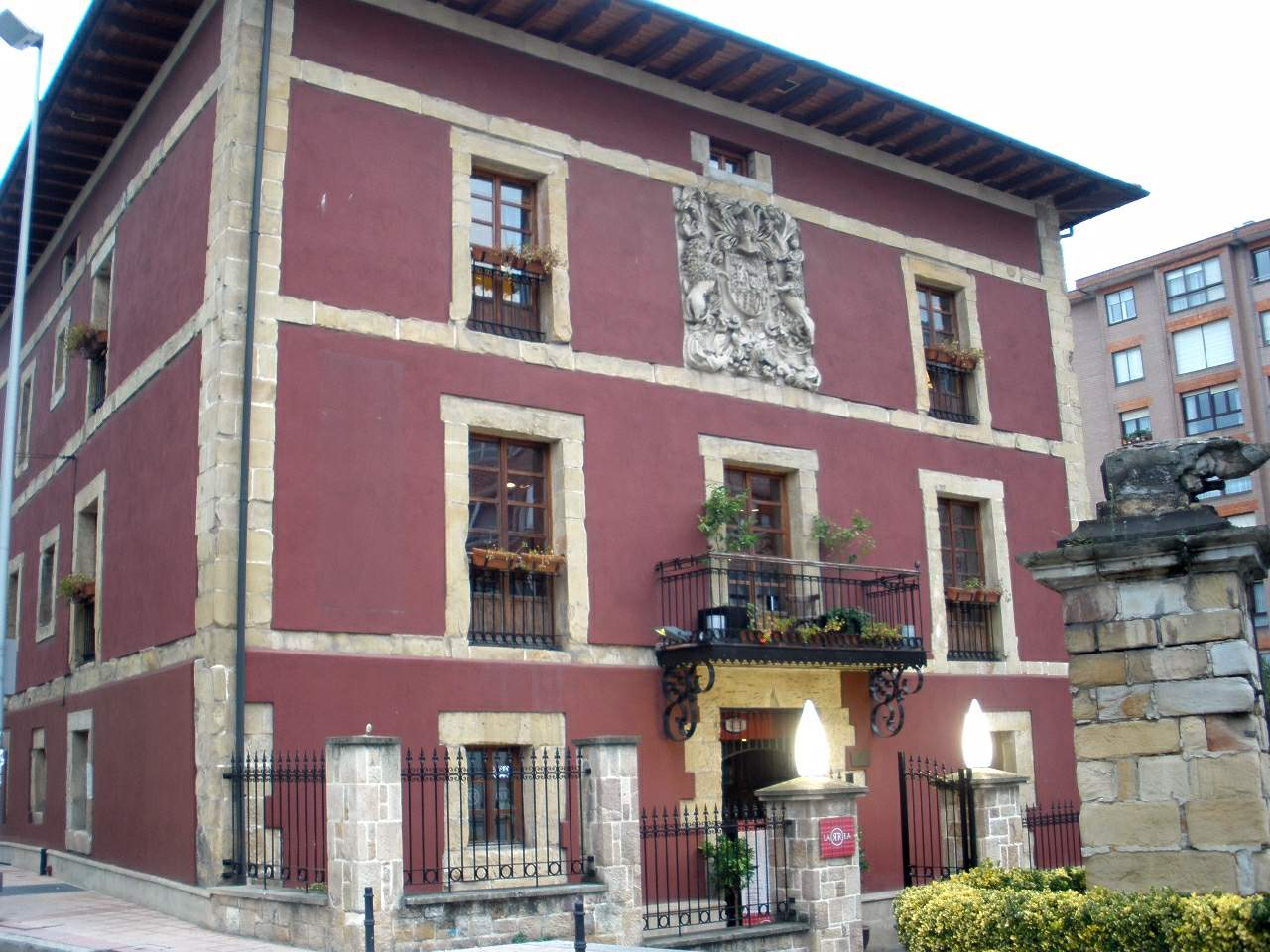
Palacio Larrea

- Palacio Larrea: en la calle Larrea, edificado en el siglo XIII, de estilo barroco. Restaurado en el año 2004 para acoger un restaurante.
- Palacio de San Vicente: frente a la plaza San Vicente, edificado en el último cuarto del siglo XIX, de estilo neoclásico con detalles eclécticos. En 2005 el edificio fue totalmente demolido y reconstruido nuevamente.
- Teatro Barakaldo/Barakaldo Antzokia:[175] en la calle Juan Sebastián Elcano, fundado en el año 1933 y reinaugurado en 1990.

#### Casas torre

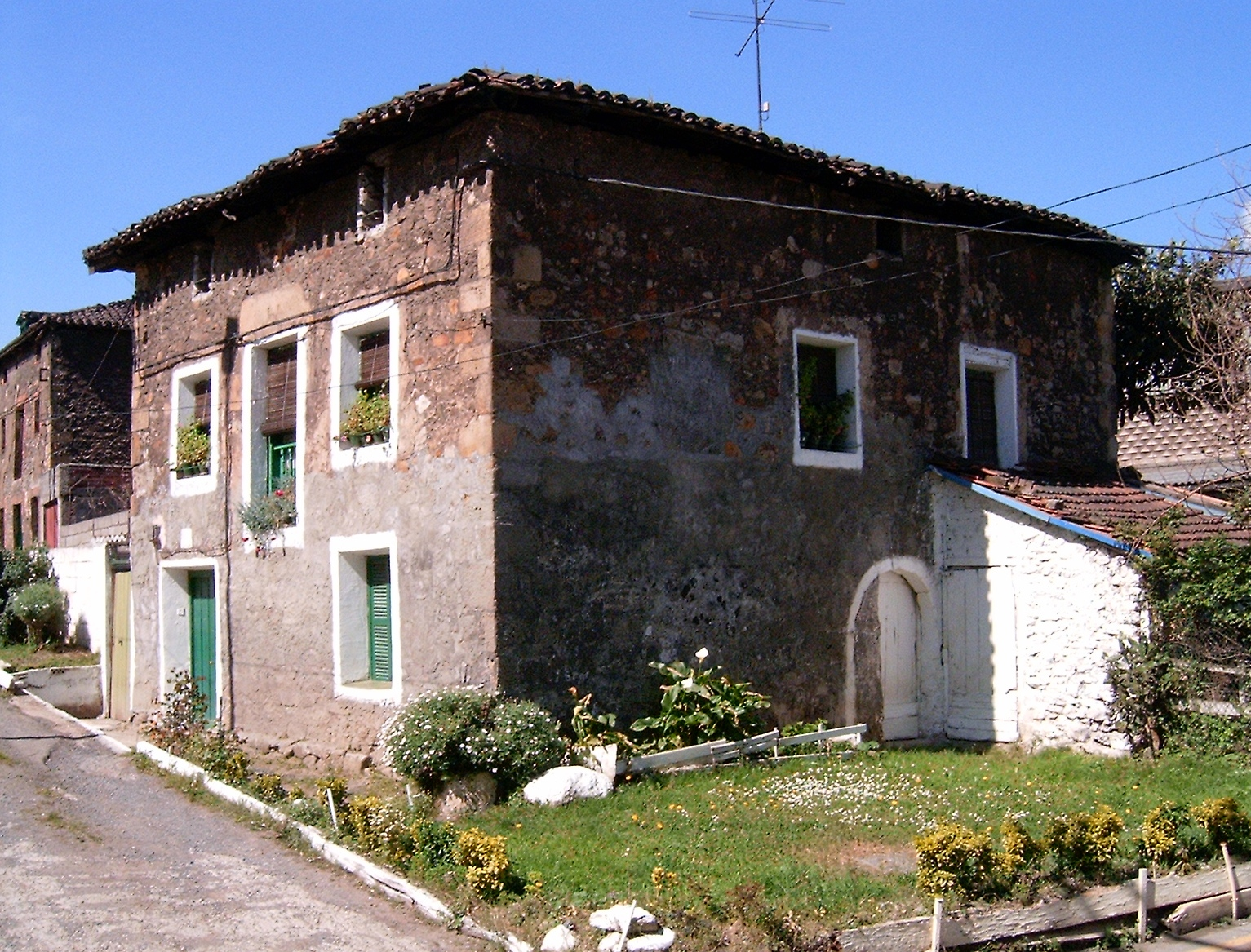
Casa torre de Beurco, antes de su próxima rehabilitación

En Baracaldo se sitúan varias casas torre en diferentes estados de conservación con el nombre de la zona (o barrio) en la que están situadas, son estas:
- Torre Aldeko
- Torre de Beurko
- Torre de Lurkizaga o Torre Etxatxu
- Torre de Sesunaga
- Torre de Zubileta

### Arte industrial

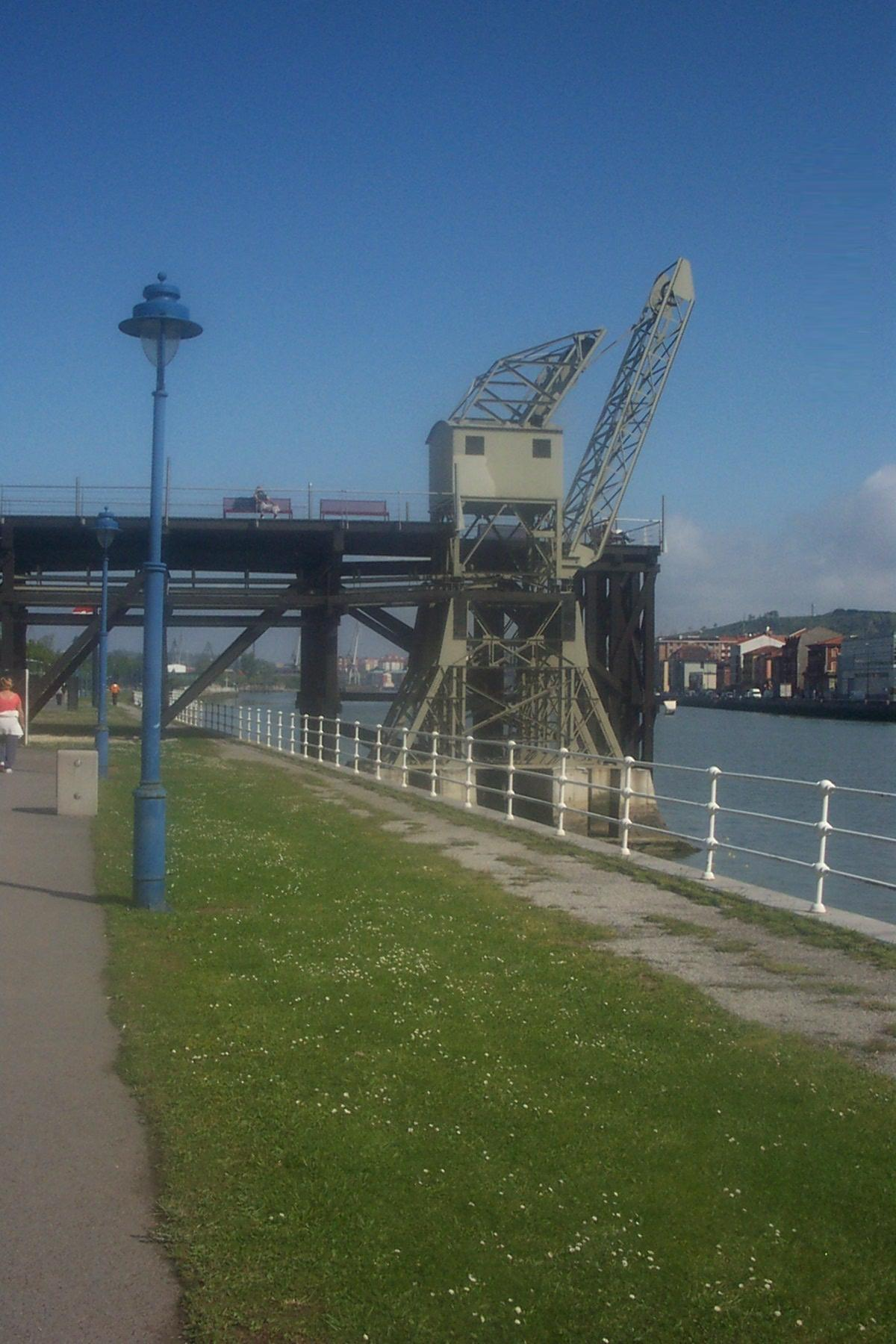
Cargadero de la Franco-Belga
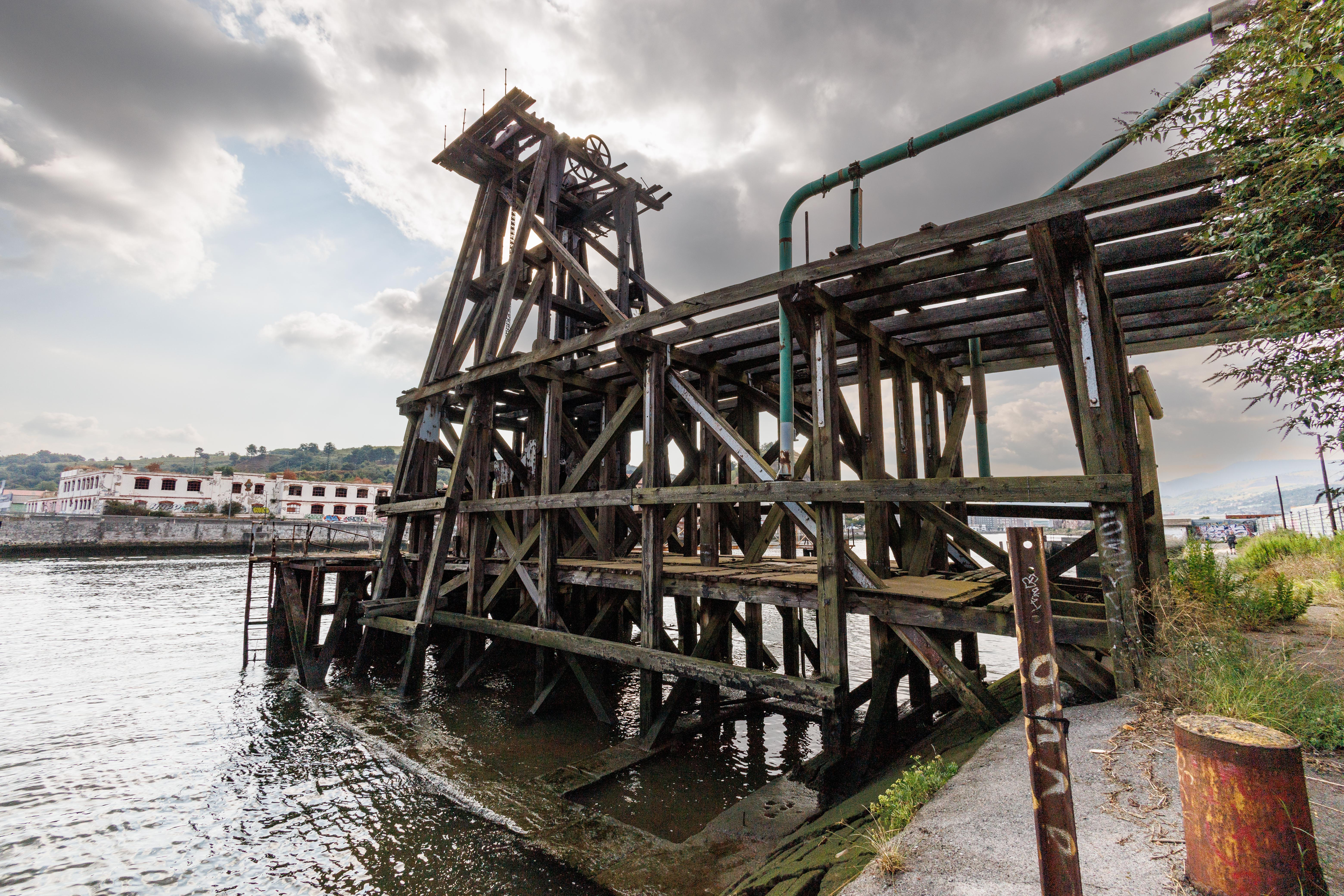
Cargadero de la Orconera
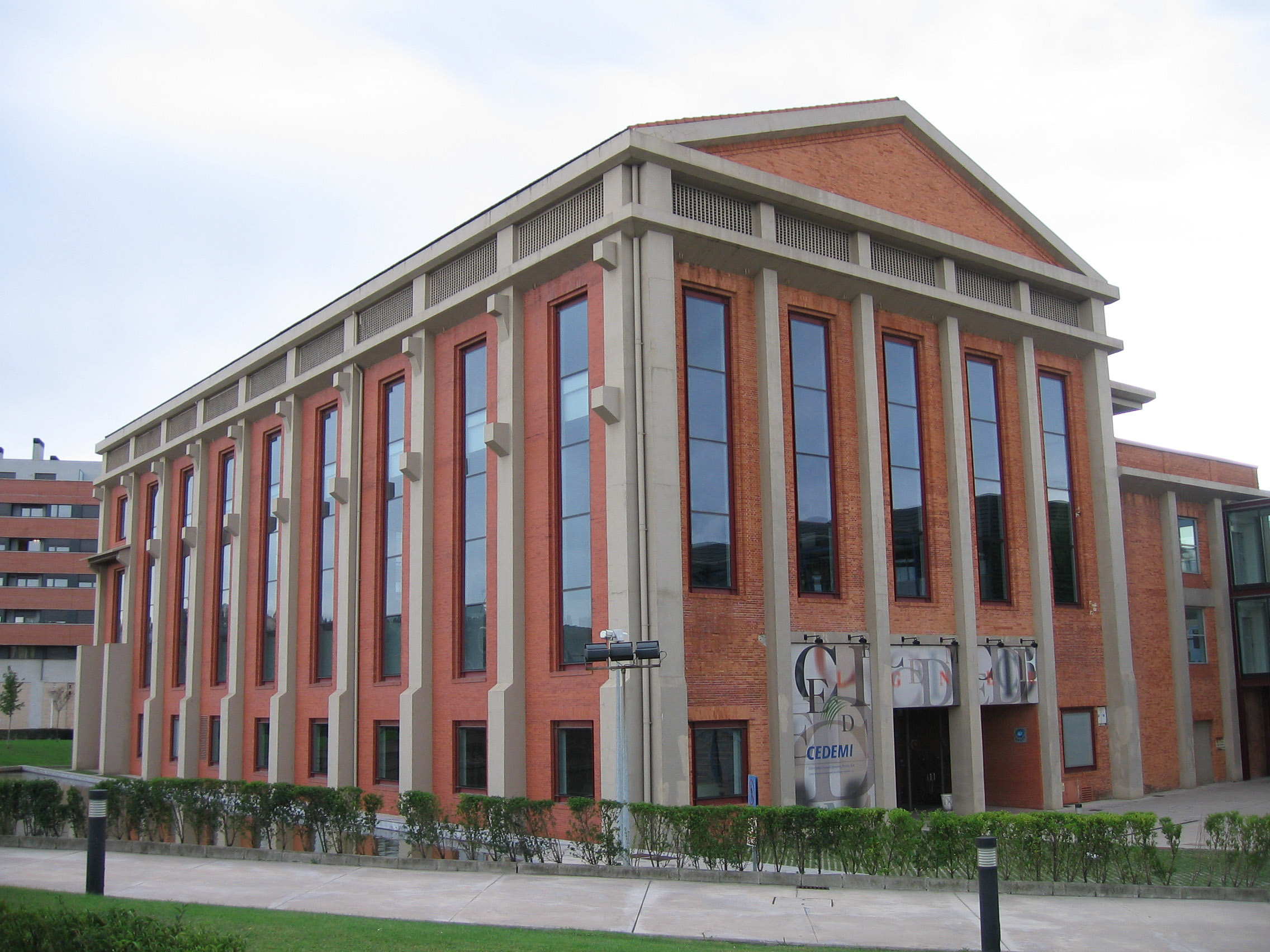
Edificio Ilgner, antigua subestación eléctrica de Altos Hornos de Vizcaya
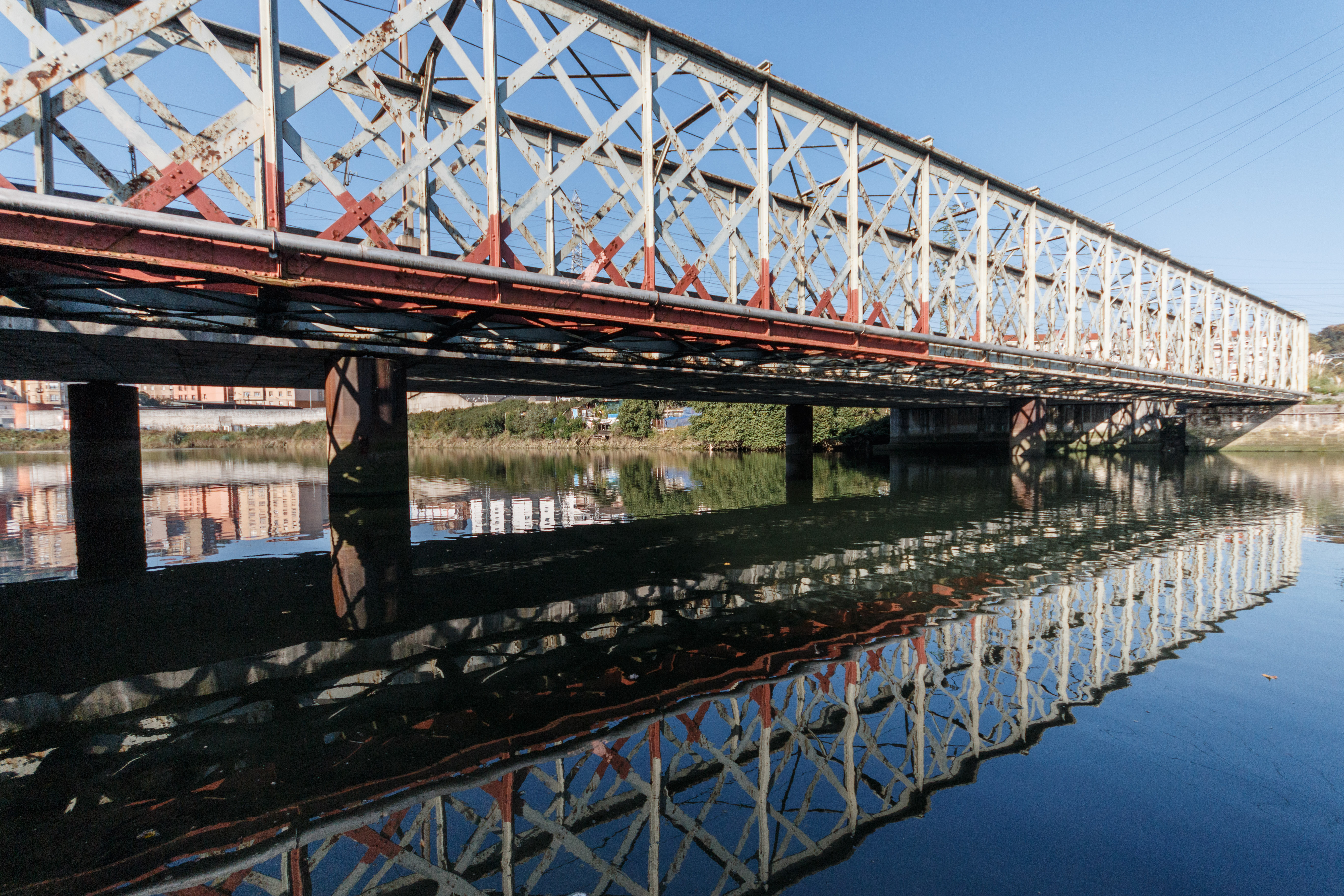
Puente de hierro de Pablo Alzola
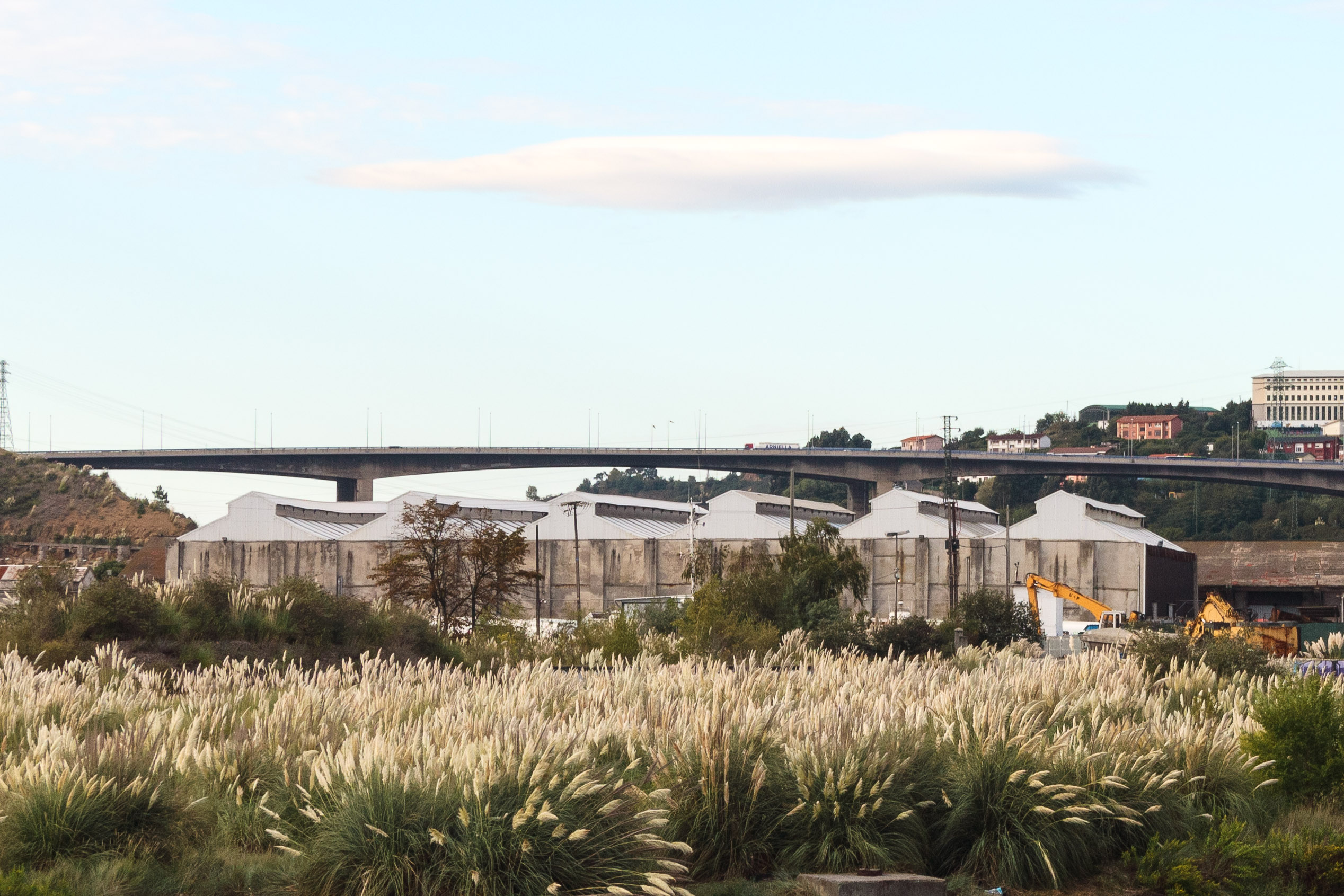
Pabellón industrial de FESA
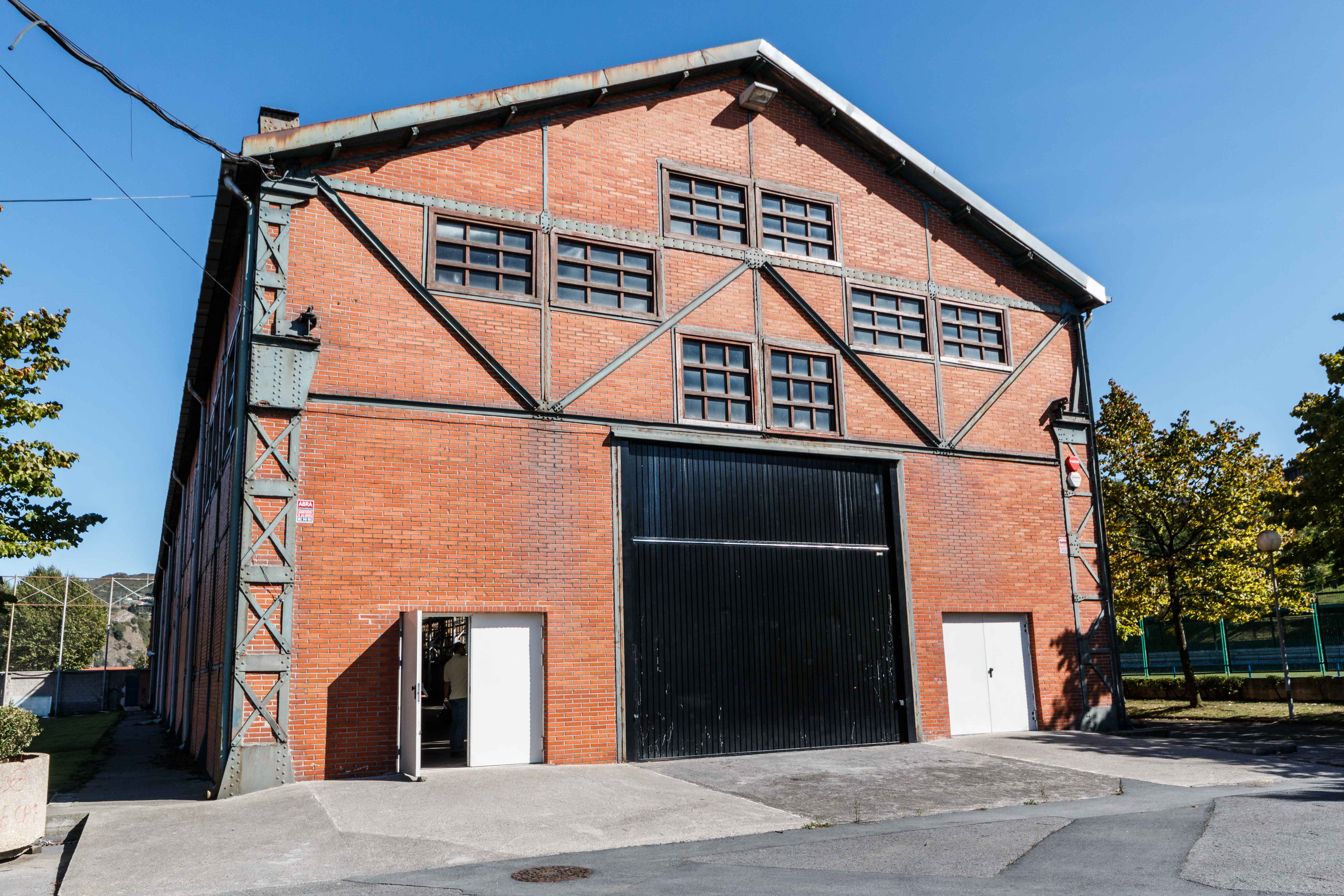
Edificio de la Orconera, sede de la Colección Orkonera-Lutxana

- Cargadero de la Franco-Belga: se encuentra en el paseo peatonal de la dársena de Portu —que hace alusión a puerto en euskera y no al municipio de Portugalete— en la zona conocida como Réqueta, construido en el año 1886. Fue renovado y habilitado para su uso recreativo[127] tras sufrir un incendio en el 2000.
- Cargadero de la Orconera: se encuentra en Requeta en la margen izquierda del río Nervión, al igual que el anterior también del siglo XIX, pero en mucho peor estado.[122][123][117][127]
- Edificio Ilgner: próximo al paseo peatonal de la dársena de Portu, construido en el año 1927, fue la antigua central eléctrica de Altos Hornos de Vizcaya, reinaugurado el 27 de diciembre del año 2000 después de ser reformado para albergar oficinas.[122]
- Pabellón industrial de FESA: situado en el barrio de Burceña, construido a principios del siglo XX, su estructura de madera está considerada como la más sofisticada del país. Se utilizaba como silos para fertilizante.
- Puente de hierro de Pablo Alzola: construido en el año 1888, cruza el río Cadagua, conectando el barrio de Burceña con el bilbaíno de Zorroza.

### Arte religioso
- Iglesia de San Vicente: situada en el barrio de San Vicente, edificada en el siglo XII y reedificada en el año 1622, de estilo gótico-clasicista con torres renacentistas.
- Iglesia de San Roque: se encuentra en el barrio del Regato.
- Iglesia de Santa Teresa: se encuentra en el barrio de Bagatza fue construida en 1962.
- Iglesia del Sagrado Corazón de Jesús: situada en el barrio de Retuerto, construida en el año 1947, estilo barroco-clasicista.
- Iglesia de San José: en la avenida de los Fueros, edificada en el año 1940 obra del arquitecto Ricardo Bastida.
- Ermita de Santa Águeda: situada en el barrio del mismo nombre, anterior al siglo XVI, de estilo gótico y restaurada en los años 1960 y 1996. Cuenta con una bóveda barroca instalada en la reforma del siglo XVIII. Destaca la imagen realizada en alabastro de Santa Águeda con la cabeza separada del tronco del año 1350 aproximadamente. También cuenta con otra imagen en la capilla que aunque no sea Santa Águeda popularmente se la considera como si fuese ella.

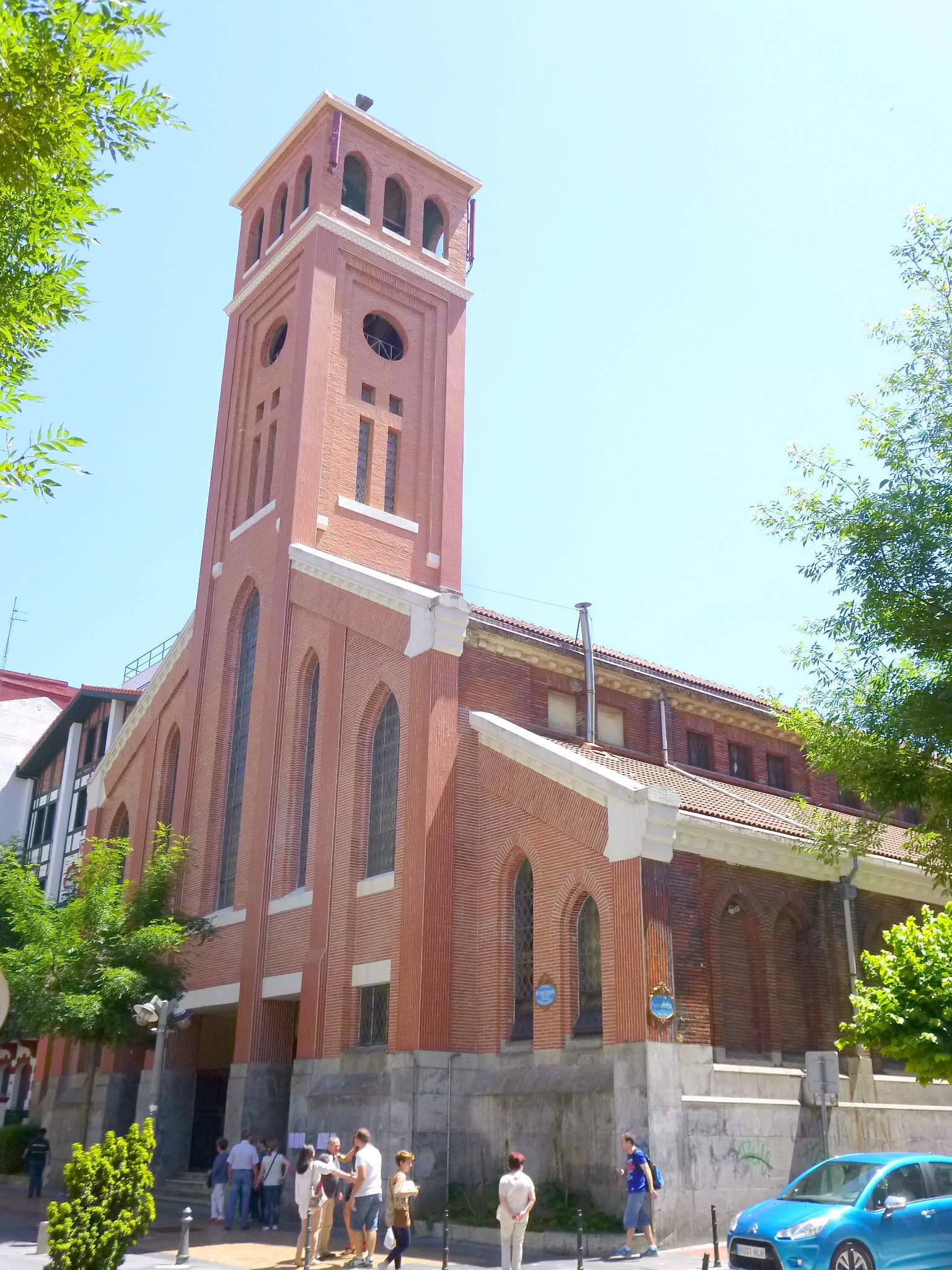
Iglesia de San José
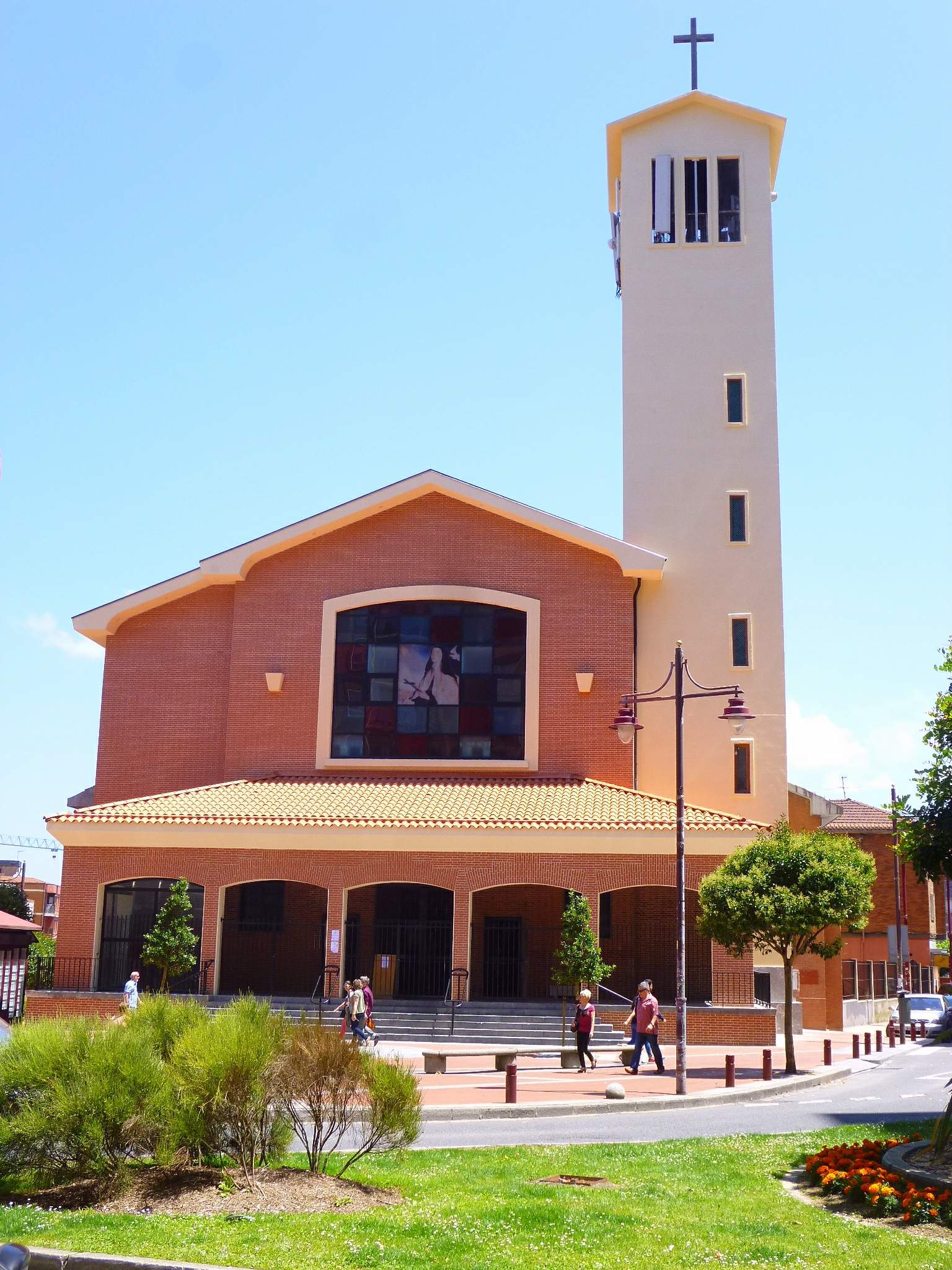
Iglesia de Santa Teresa
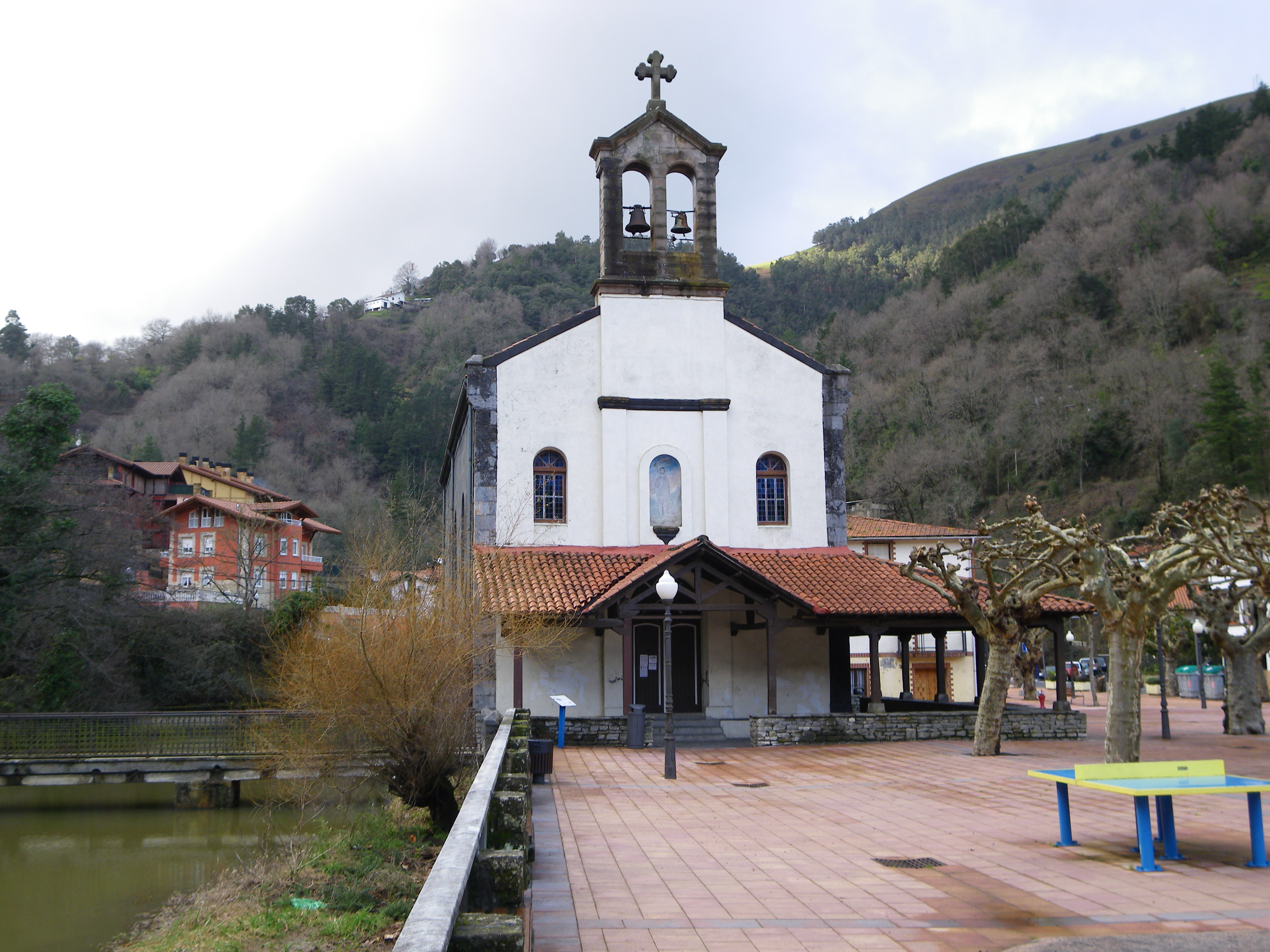
Iglesia de San Roque
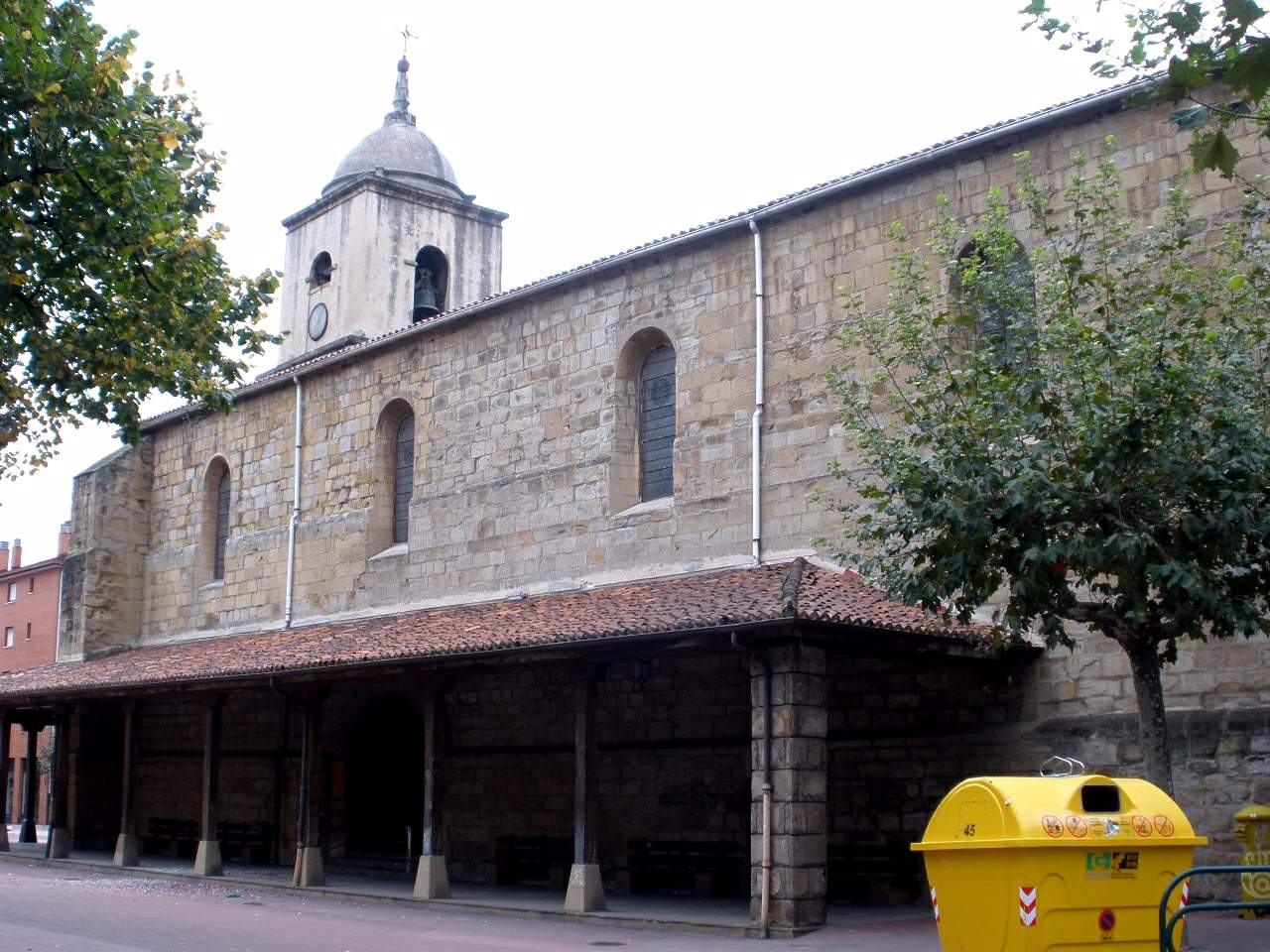
Iglesia de San Vicente
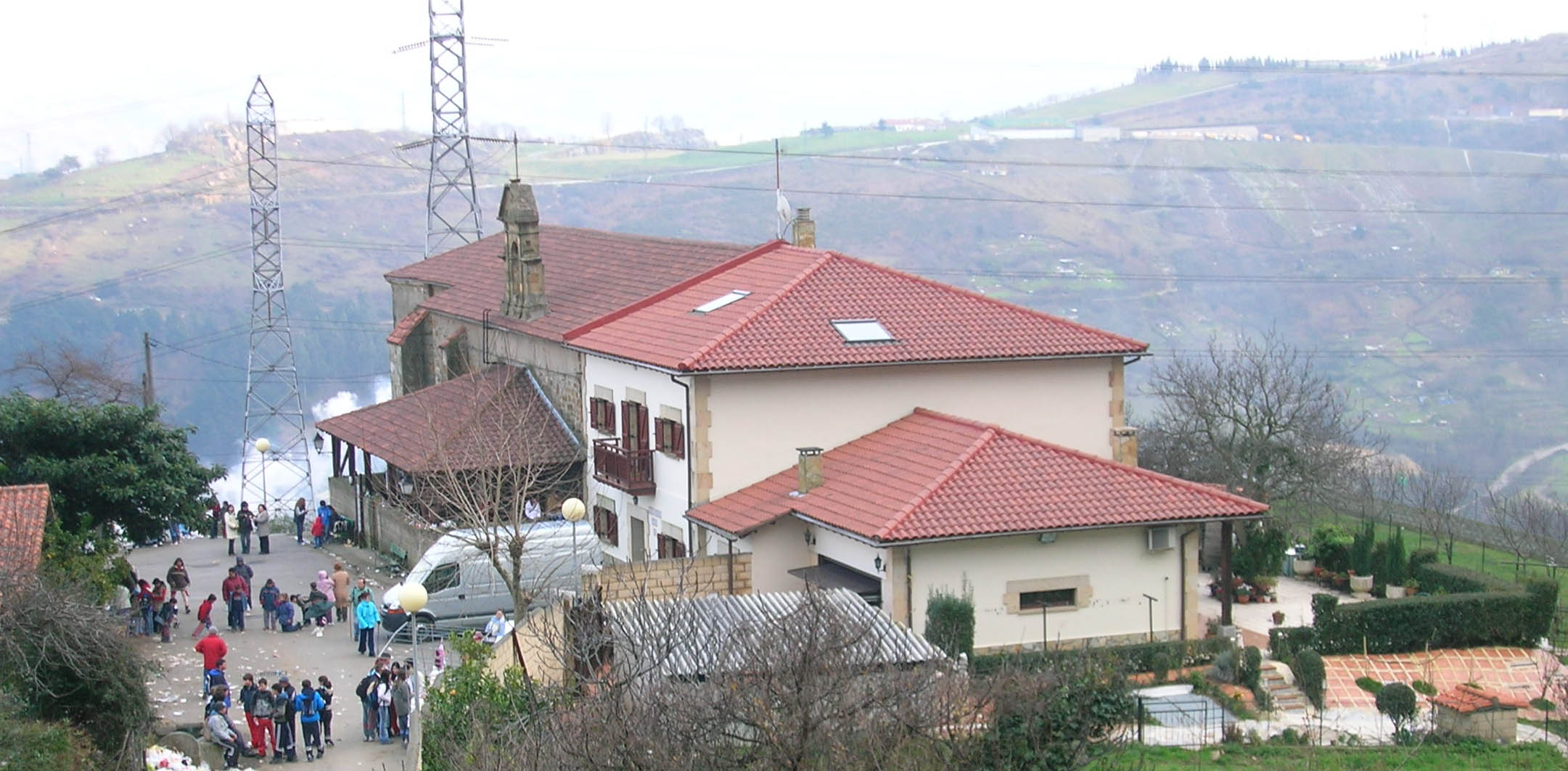
Ermita de Santa Agueda

### Escultura urbana

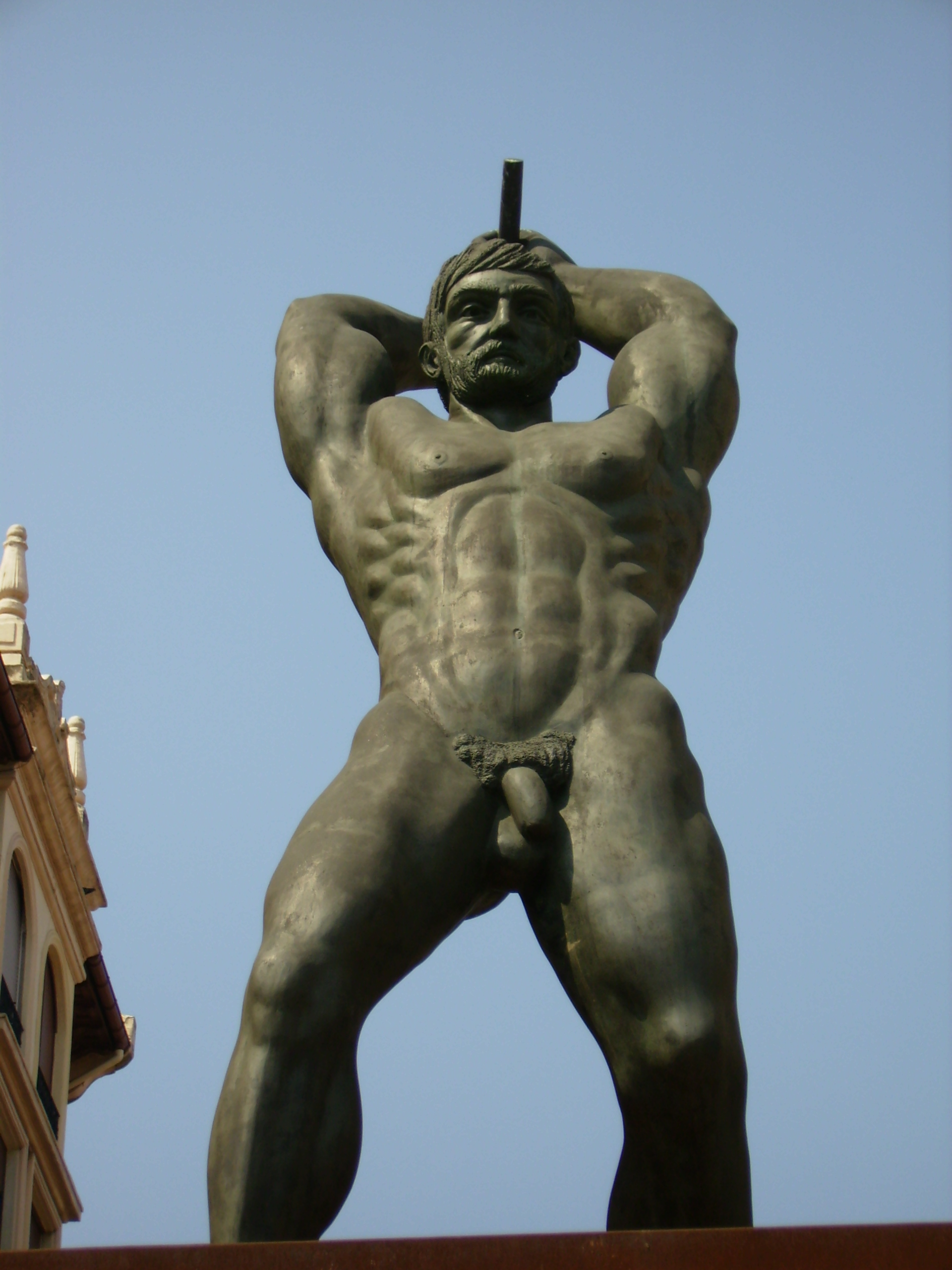
Monumento a la industria, del escultor Lucas Alcalde

- Bosque de Piedra (en las calles Portu, San Juan...)
- Busto de Clara Campoamor (en la calle Gernikako Arbola)
- Busto de Ramón Rubial (en el parque Botánico)
- El Cartero Germán (en la calle Zaballa)
- Escalera al Cielo (en la plaza de Cruces)
- Fuente del 14 de julio (en la calle Eguskiagirre)
- Hórreo y estatua de Rosalía de Castro (en la calle de Galicia)
- Las Chimeneas (en la plaza Bide Onera)
- Monumento a la industria (en la plaza Herriko)
- Moto Lube (en la plaza de Santiago Herrero)
- Pareja (en la avenida de la Libertad)

### Jardines, parques, paseos y rutas ciclistas y peatonales

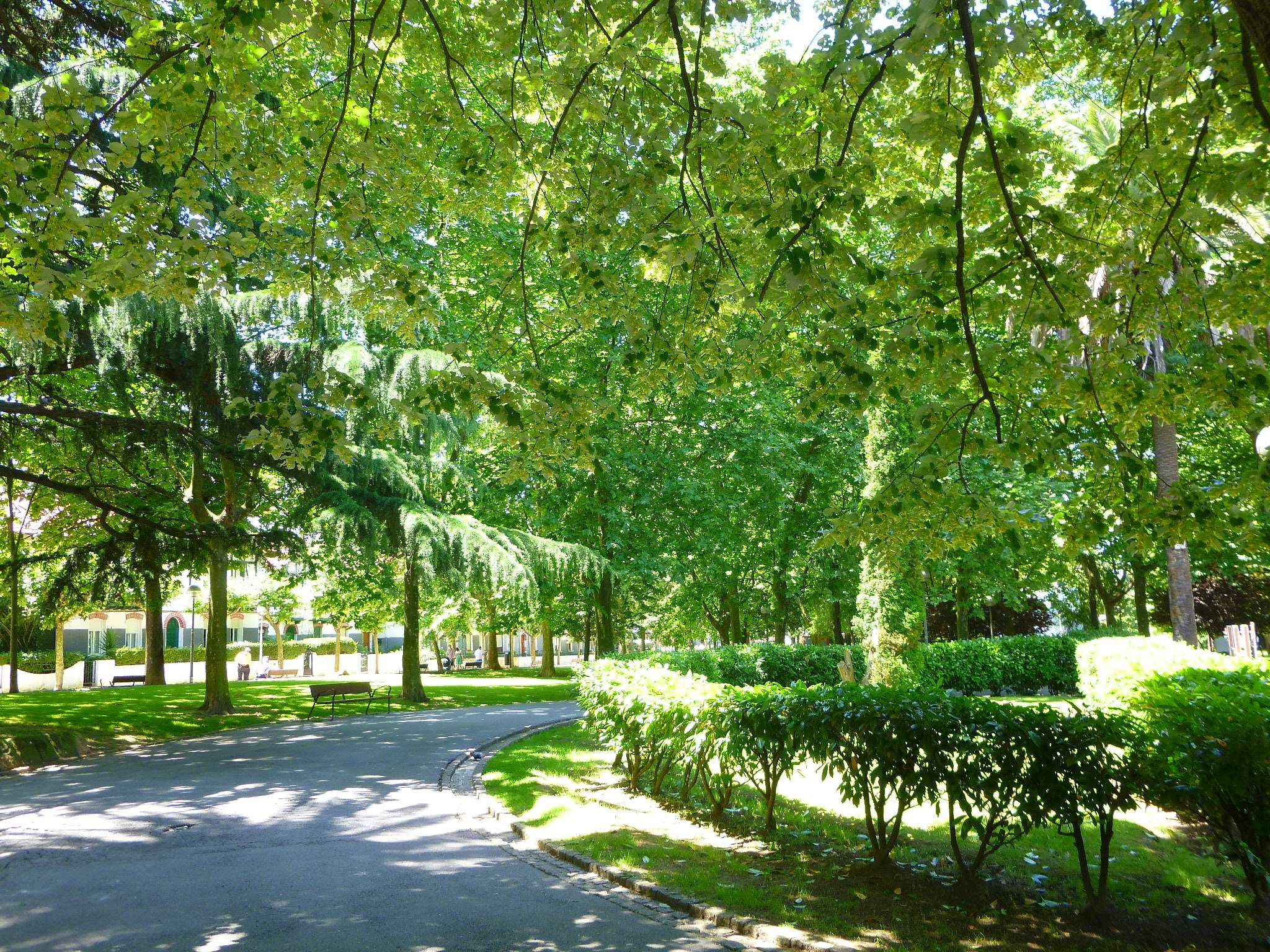
Parque San Vicente

- Paseo Dolores Ibarruri y carril-bici Barakaldo-La Arena: el paseo (también adaptado para bicicletas en forma de carril-bici) ocupa gran parte del trazado del antiguo ferrocarril minero de la Franco-Belga a su paso por la localidad, que finalizaba en el cargadero de mineral situado en Réqueta; que tras varias ampliaciones se prolongó hasta el BEC (6 km aproximadamente). En 2013, en Bagaza-Beurco, se conectó con el carril bici de La Arena completando desde ese punto unos 16 km sin tráfico rodado hasta la playa de la Arena que a su vez en Gallarta (a mitad de camino) conecta con la Zona Minera y la vía verde de Galdames[137] o «Vía Verde de los Montes de Hierro». Según la denominación de la Diputación Foral de Vizcaya este camino ciclable lleva el nombre de «Bidegorri Barakaldo-La Arena»[176] y forma parte del eje 3: Margen Izquierda y Zona Minera.[177] La ruta en bicicleta recomendada por la Diputación, contando todos sus accesos aunque no tengan señalización de carril-bici, es entre Baracaldo y Musques y tiene 27 km[178] ya que por ejemplo en Baracaldo tiene en cuenta la zona habilitada del paseo peatonal de la Dársena de Portu (de 2 km). La zona no acondicionada de dicho paseo, donde a pesar de estar prohibido el acceso de automóviles no autorizados la circulación rápida es peligrosa debido a algunas vías férreas en desuso[179] junto a los muelles de Sefanitro y de Luchana (Baracaldo), tiene una longitud aproximada de 1 km y está previsto su arreglo para enlazarlo con Bilbao para hacer en total casi 100 km de sendas ciclables ininterrumpidas conectadas entre sí.[138]
- Camino de Santa Águeda: carretera asfaltada de apenas 1 km en fuerte ascenso que comienza en el puente del Diablo, puente de un solo ojo del siglo XVI entre el barrio de Las Delicias y Castrejana (Bilbao),[180][181] poco después, en el ascenso a Santa Águeda, a la izquierda se encuentra una calzada medieval y a su derecha el bosque Larrazabal. Ya en ese barrio se pueden divisar, y ascender, los diferentes montes de la sierra Sasiburu o descender hacia el barrio de Cruces.

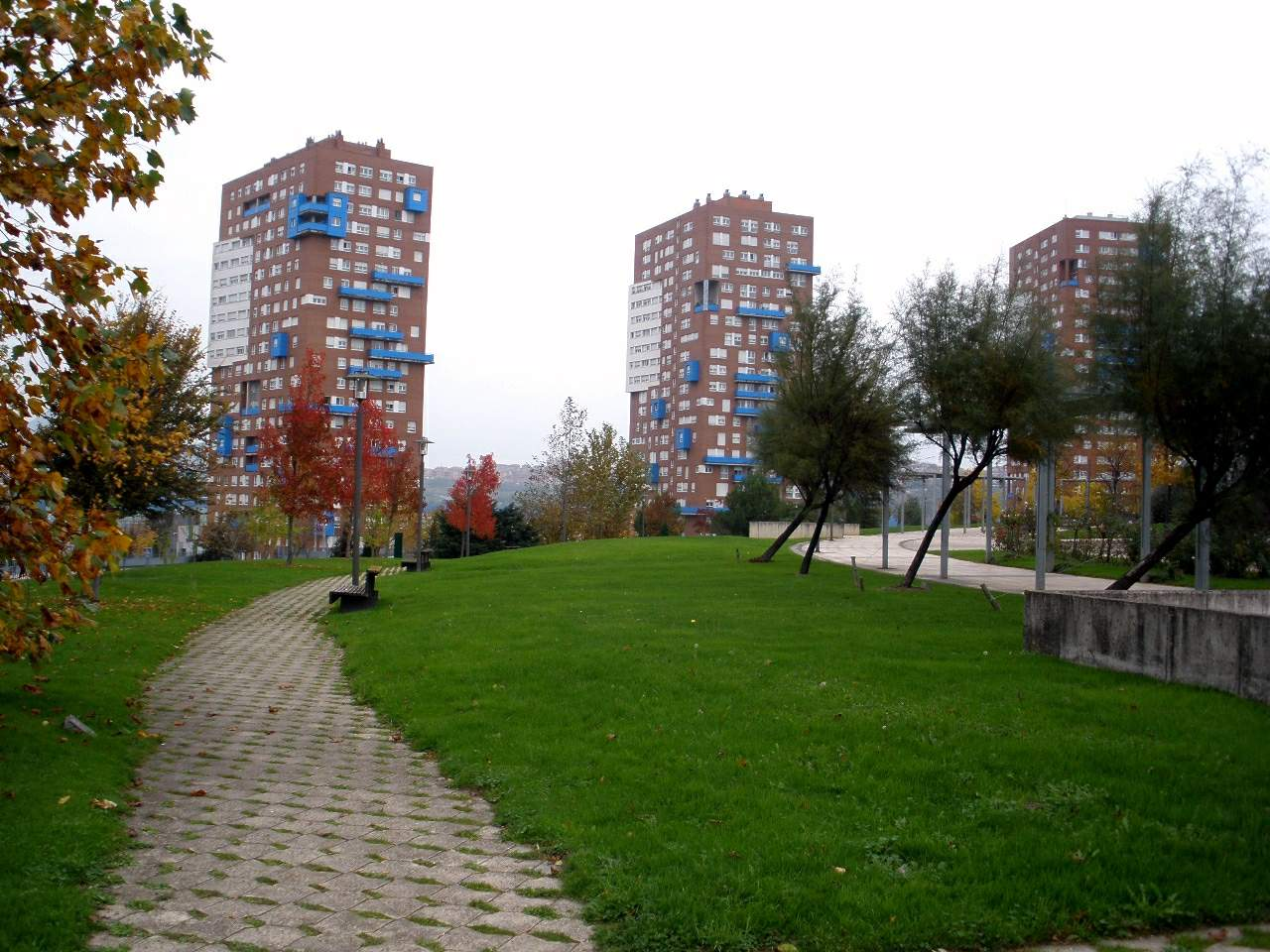
Jardín botánico

- Jardín botánico: en el barrio de San Vicente. Dispone de 65 000 m², de los cuales 40 000 m² son zonas verdes. Las plantas, árboles y arbustos se encuentran agrupados de forma temática: por estaciones del año, por su procedencia y por especies singulares. Un lago central con surtidores refresca el ambiente en el punto más alto del parque.
- Paseos de El Regato: comienzan en el barrio de Retuerto y llegan hasta el de El Regato pasando por el de Gorostiza donde se encuentra el parque de Tellaetxe.[182] El primero discurre paralelo, incluso en un punto cruza y en algún otro coincide, con el trazado del antiguo ferrocarril minero de la Luchana-Mining a su paso por esa zona. En 2013 se inauguró el segundo paseo coincidiendo con ese tramo del antiguo tren minero donde hasta dicha fecha solo estaba la carretera BI-4743 de acceso al barrio de El Regato. Ambos bordean el pantano de Gorostiza a cada lado y tienen unos 5 km. Se pueden aumentar en casi 6 km más transcurriendo por el PR-BI 210 que bordea el pantano de El Regato[33][183] y en otros 12 km si se accede al monte Argalario por el pantano de Loiola («el recorrido de los tres pantanos»).[184] La ruta en bicicleta recomendada por la Diputación, contando todos sus accesos aunque no tengan señalización de carril-bici, es entre Cruces y Ansio y tiene 12 km.[178]

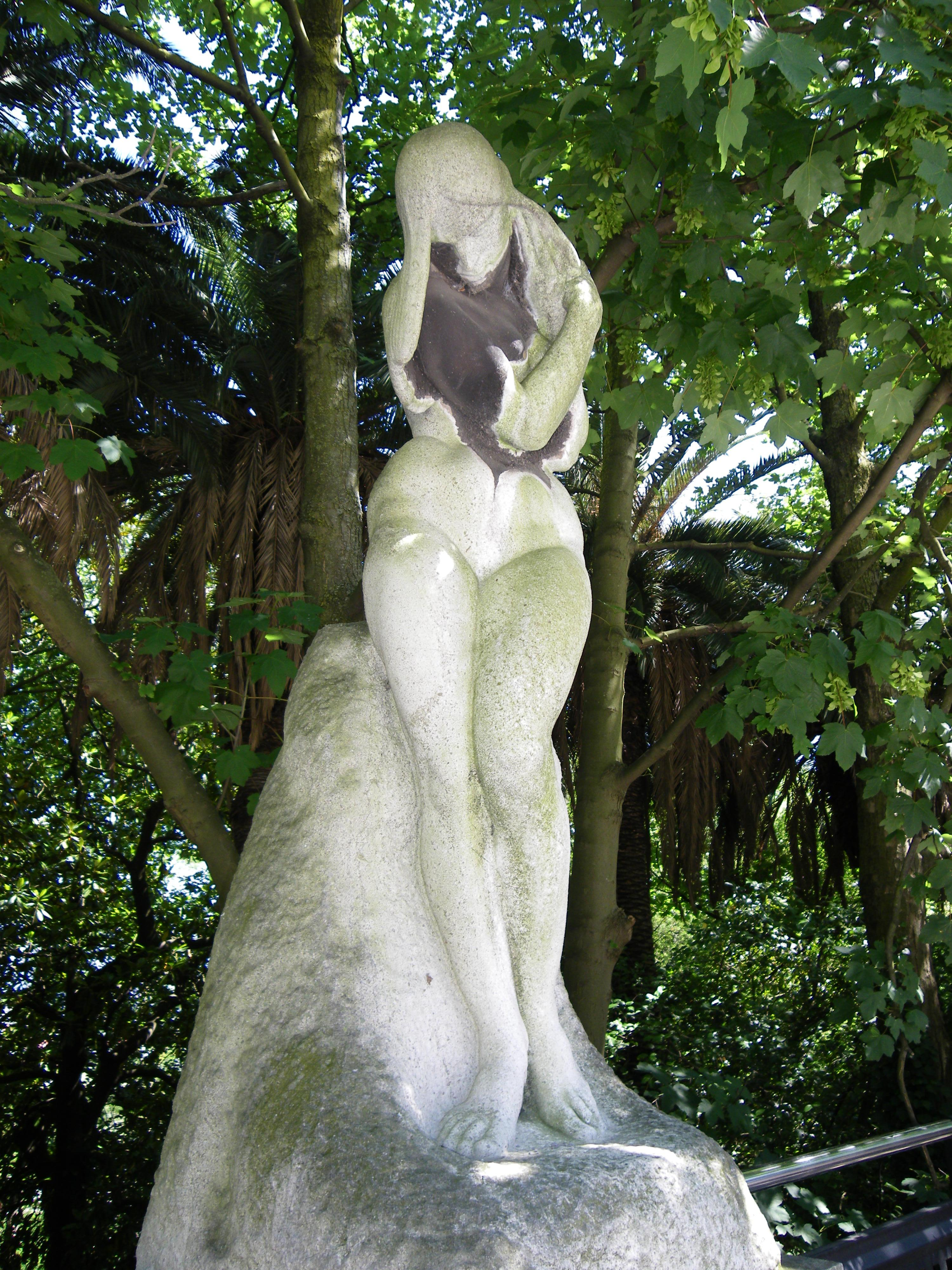
Estatua en el parque Munoa

- Paseo de La Orconera: Este paseo, que enlaza con la vía verde del mismo nombre,[185] tiene su origen en el último tramo del antiguo ferrocarril minero de La Orconera entre Ortuella y Baracaldo.[117] Comienza en el barrio de Retuerto, si bien es accesible por Kareaga (zona trasera de los polígonos industriales de Kareaga y Max Ocio). Una de sus características en sus 3 km es el mal estado del asfalto siendo destacable el último tramo de 1 km, antes de enlazar con la vía verde y al entrar en el municipio del Valle de Trápaga, con 3 túneles sin iluminación y con barro o balsas de agua.[186] Dicha vía verde comienza en las antiguas minas de Ortuella (minas de La Orconera) y Gallarta donde, a través de varios carriles-bici que pasan por Gallarta, enlaza con el carril-bici Barakaldo-La Arena y la vía verde de Galdames.[138]
- Entre los parques urbanos destacan el parque de Beurko (al lado del carril bici Dolores Ibarruri), el parque de Las Esculturas (antigua Campa del Pito, que conecta con el jardín botánico mediante un paseo paralelo a la avenida Gernikako Arbola),[187] el parque de los Hermanos, el parque de Lasesarre, el parque Munoa, el parque de San Vicente, el parque de Róntegui y el parque de Serralta. La mayoría remodelados o creados en los años 90 y 2000 y otros en proceso de renovación.[93]

El acceso a todos los parques es gratuito y debido a la peculiaridad de los mismos el jardín botánico y el parque Munoa tiene un horario de apertura y vigilancia.

## Servicios

### Sanidad
Debido a su pasado industrial y a su buena ubicación geográfica Baracaldo cuenta con una amplia asistencia sanitaria, mejorando incluso la ofrecida por Bilbao en cuanto a enfermos atendidos en los servicios de urgencia se refiere en sus dos hospitales públicos, dependientes del Servicio Vasco de Salud, que dan servicio a gran parte de las localidades del Gran Bilbao.
- Hospital de Cruces: situado en el barrio del mismo nombre, construido en el año 1955 y antiguamente llamado Residencia Sanitaria Enrique Sotomayor. Es el hospital más grande y concurrido del País Vasco.[63][188] Presta servicio a las comarcas sanitarias de Margen Izquierda, Las Encartaciones y Uribe. No obstante, su área de influencia se extiende geográficamente más allá de estas comarcas, atendiendo a numerosas personas que precisan de una asistencia sanitaria compleja.[189][190] Para atender a todos los pacientes ha tenido varias importantes ampliaciones[191] con las que se han superado las 1000 camas[192] y se ha construido un helipuerto.[193][194] En mayo de 2010 se inició la construcción del Hospital de Uribe Kosta, que actualmente se ubica en el pueblo de Urdúliz, que descongestiona este hospital.[195] Forma parte de la Organización Sanitaria Integrada (OSI) Ezkerraldea, Encartaciones Cruces[196] actuando como hospital de referencia de esas zonas para todas las enfermedades en coordinación con sus centros de salud.[197][198]

- Hospital de San Eloy: en la avenida Miranda, construido en 1911. En sus inicios fue un sanatorio privado de AHV llamado Sanatorio Quirúrgico Altos Hornos de Vizcaya, hasta que tras varias ventas —incluyendo el derribo del antiguo edificio por uno nuevo en 1974—, finalmente en 1980 pasó a titularidad pública.[49][52] Forma parte de la Organización Sanitaria Integrada (OSI) de Baracaldo y Sestao[199] actuando como hospital de referencia de ambos municipios para enfermedades leves y de corta estancia en coordinación con sus centros de salud.[198]

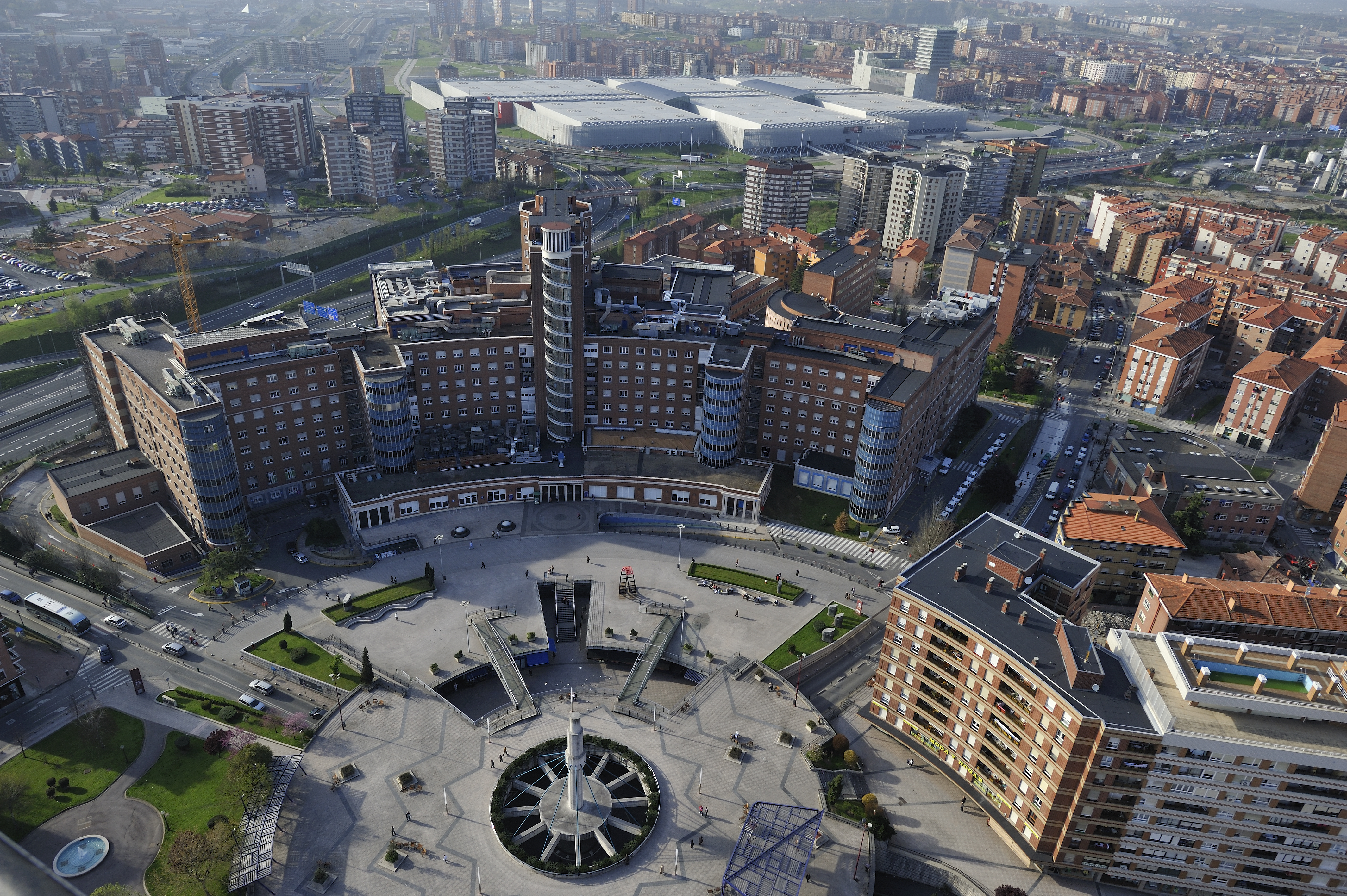
Hospital de Cruces
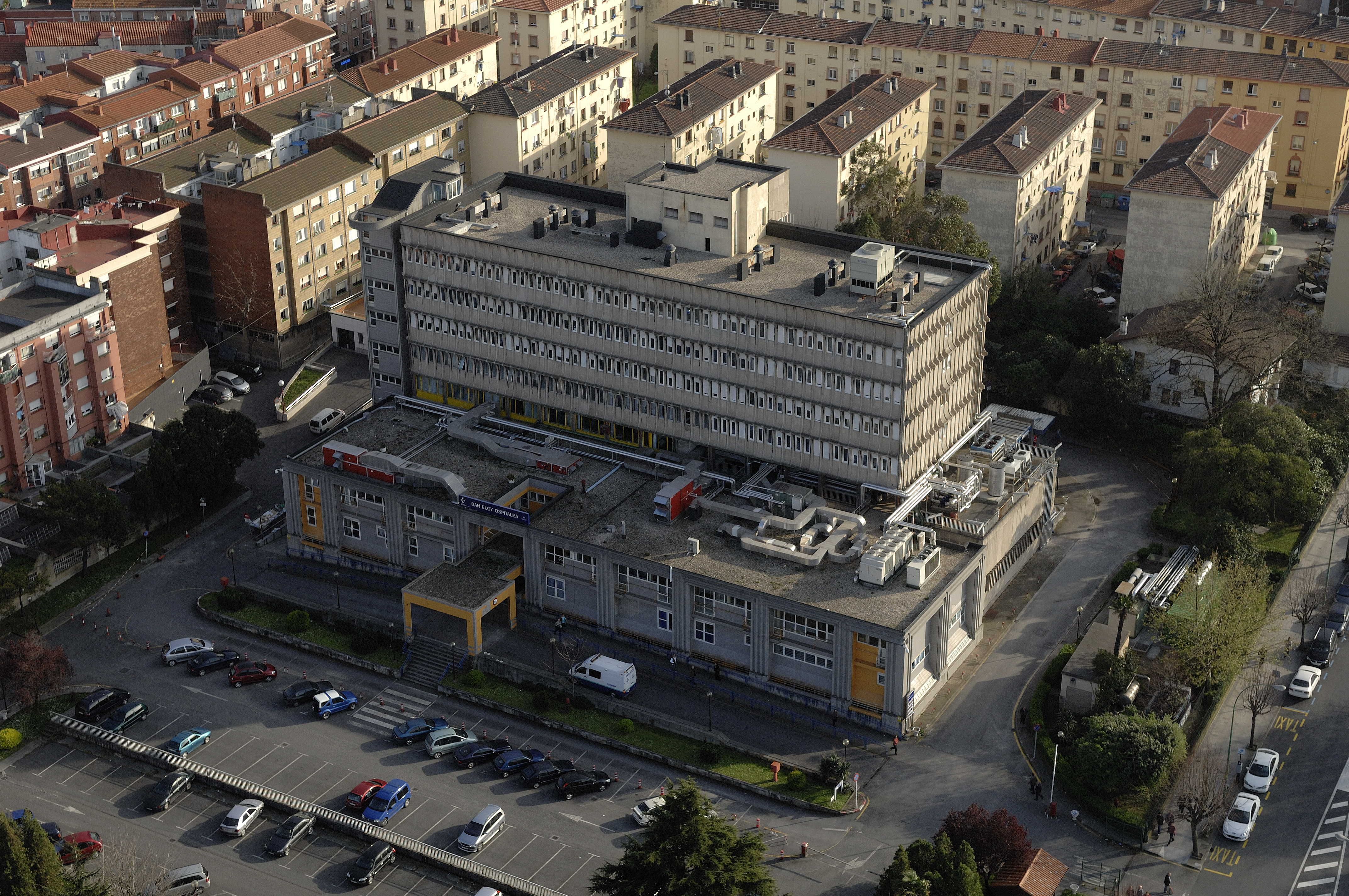
Hospital de San Eloy

Además, cuenta con siete centros de salud, ambulatorios o consultorios —Rontegi, La Paz, Lutxana, San Vicente, Urban, Zaballa, Retuerto (o Barakaldo) y Zuazo— que junto a los de Kueto, Markonzaga y La Iberia en Sestao y al Hospital de San Eloy forman la Organización Sanitaria Integrada Barakaldo-Sestao. Además, el de Urban también pertenece a la Organización Sanitaria Integrada Ezkerraldea Encartaciones Cruces. También cuenta con un centro de salud mental, un módulo psicosocial de drogodependencias y una oficina de la Cruz Roja Española.

### Transporte

#### Carreteras
Por Baracaldo pasan y tienen salida hacia la localidad las siguientes carreteras:
- A-8 Autovía del Cantábrico (Irún-Santiago de Compostela). Salidas 122/123 y 124

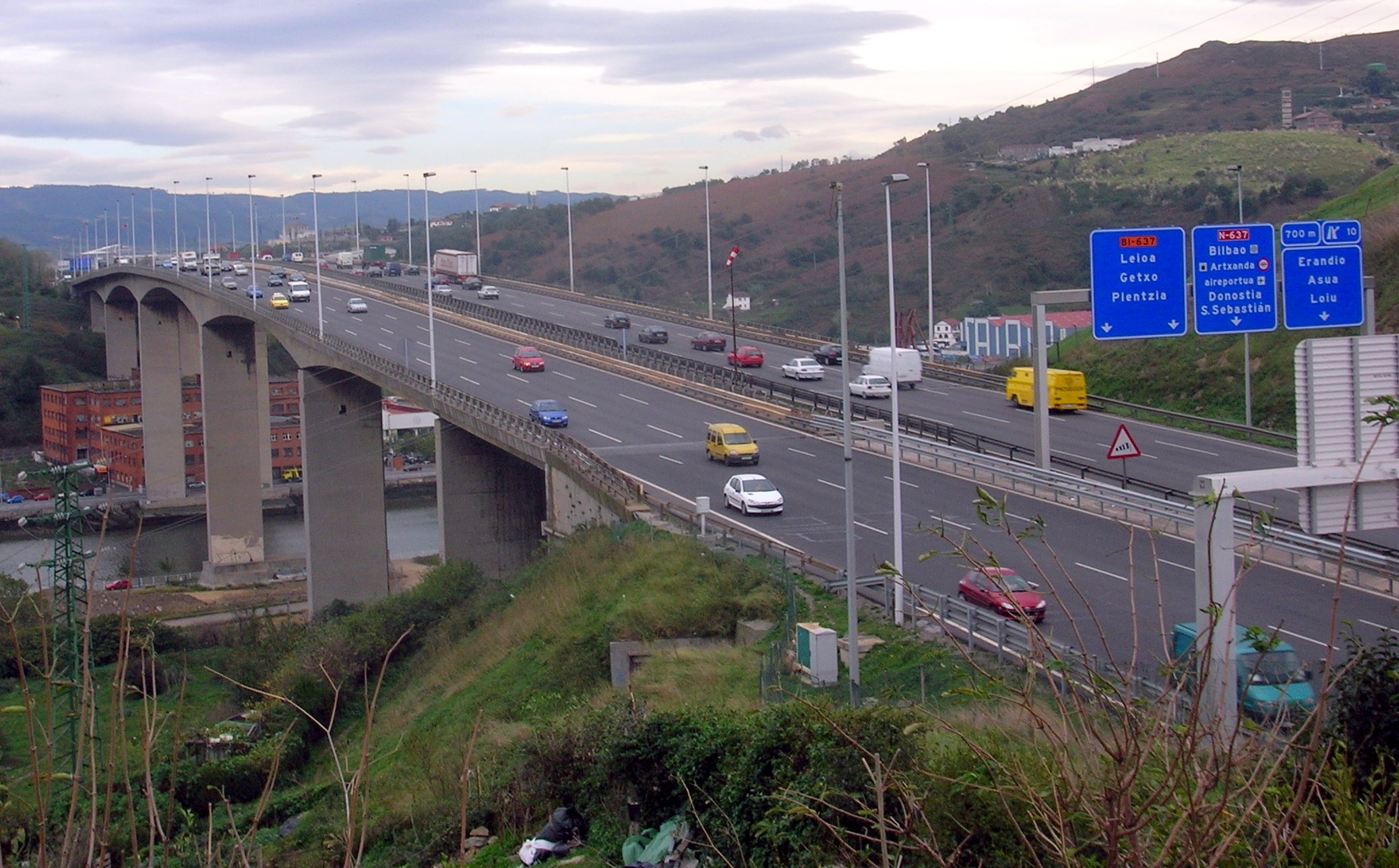
Puente de Róntegui (N-637)

- N-634 (entre los pK 118 y 120): San Sebastián-Santiago de Compostela.
- N-637 Baracaldo-Galdácano (carretera Cruces a Erletxes por el puente de Róntegui).
- BI-739 Bilbao-Sestao (por Burceña).
- BI-745 Baracaldo-Valle de Trápaga (carretera a San Vicente)
- BI-3744 Baracaldo-Sestao (carretera Careaga a Sestao por Vega Vieja).
- BI-4734 Baracaldo-Cruces (acceso a Cruces).
- BI-4743 Baracaldo-El Regato (carretera Retuerto a El Regato (Baracaldo)).

Además, también discurre la autopista «Supersur» (Variante Sur Metropolitana de Bilbao), pero no tiene salida directa hacia Baracaldo ya que a su paso por la localidad atraviesa montes y valles. Para acceder desde dicha autopista a Baracaldo hay que tomar la salida BI-628 Sestao Baracaldo.

#### Autobús
En Baracaldo transitan (tienen parada) las siguientes líneas de autobuses:
| - Kbus (urbano) - Línea 1 Circular - Línea 2 El Regato - Lasesarre - Línea 3 Kastrexana - Kadagua - Bizkaibus (interurbano) - A2316 Sestao - UPV/EHU - A2326 Baracaldo - UPV/EHU - A3115 Bilbao - Santurce - A3122 Bilbao - Sestao - Repélega - A3129 Luchana - Cruces - Santurce - A3136 Bilbao - Cruces - Baracaldo (por Retuerto) - A3141 Cruces - Bagaza - Funicular de Valle de Trápaga - A3144 Bilbao - Cruces - Baracaldo (por Ugarte) - A3336 Bilbao - Musques - A3338 Musques - Baracaldo - Las Arenas - A3471 Guecho - Cruces (por Fadura) - A3472 Guecho - Cruces (por Algorta) - A3522 Munguía - Derio - Cruces | - Bilbobus (urbano de Bilbao) - 88 Kastrexana - Indautxu (Bilbao) - IRB Castro (interurbano) - Bilbao - Castro Urdiales (por N-634) - Cruces - Castro Urdiales (por autopista) - La Unión-La Burundesa (regional) - A3718 Gallarta - Vitoria - Alsa (larga distancia) - Irún - Gijón - Santurce - Madrid - Santurce - Valladolid - Santurce - Salamanca - Bilbao - Aeropuerto de Santander - Bilbao - Santander - Bilbao - Vigo - Bilbao - La Coruña |

La mayoría de líneas tienen varias paradas en Baracaldo, excepto la urbana de Bilbobus que solo tiene una en Las Delicias (calle Zubileta 74) y las de larga distancia que tienen su parada en la calle Landeta s/n (donde también paran algunos interurbanos y el regional) a pesar de que 500 m más adelante de esa parada principal haya una terminal de autobuses en el BEC aún sin inaugurar salvo para eventos especiales.
Para otros destinos y opciones de viaje (horarios, precios...) se encuentra la estación de autobuses Termibus situado en la estación de San Mamés de Bilbao a 7 kilómetros del centro de Baracaldo.
Kbus
Además, en los primeros meses del 2009, estaba prevista la inclusión de un servicio de autobús urbano que conectase los barrios de la localidad, aunque luego se aplazó hasta septiembre de 2010 incrementando el supuesto precio del billete bonificado con Creditrans en 10 céntimos respecto a las primeras noticias, anunciándose que el operador sería Euskotren, y posponiéndose de nuevo hasta abril de 2011 anunciándose el nombre definitivo de Kbus. En principio es una medida provisional a la espera de la construcción del Tranvía de Barakaldo si bien una vez construido el tranvía se estudiará el traslado de la línea a otros barrios.
En noviembre de 2014 se creó una nueva línea de Kbus para comunicar el barrio de El Regato con el centro de la ciudad sustituyendo a la A3139 (El Regato - Baracaldo) de Bizkaibus que, a pesar de anunciarse numerosas veces su supresión, no fue eliminada y circularon dos líneas de autobuses públicos con el mismo trazado y horario hasta diciembre de 2014, cuando finalmente se sustituyó.

#### Tren

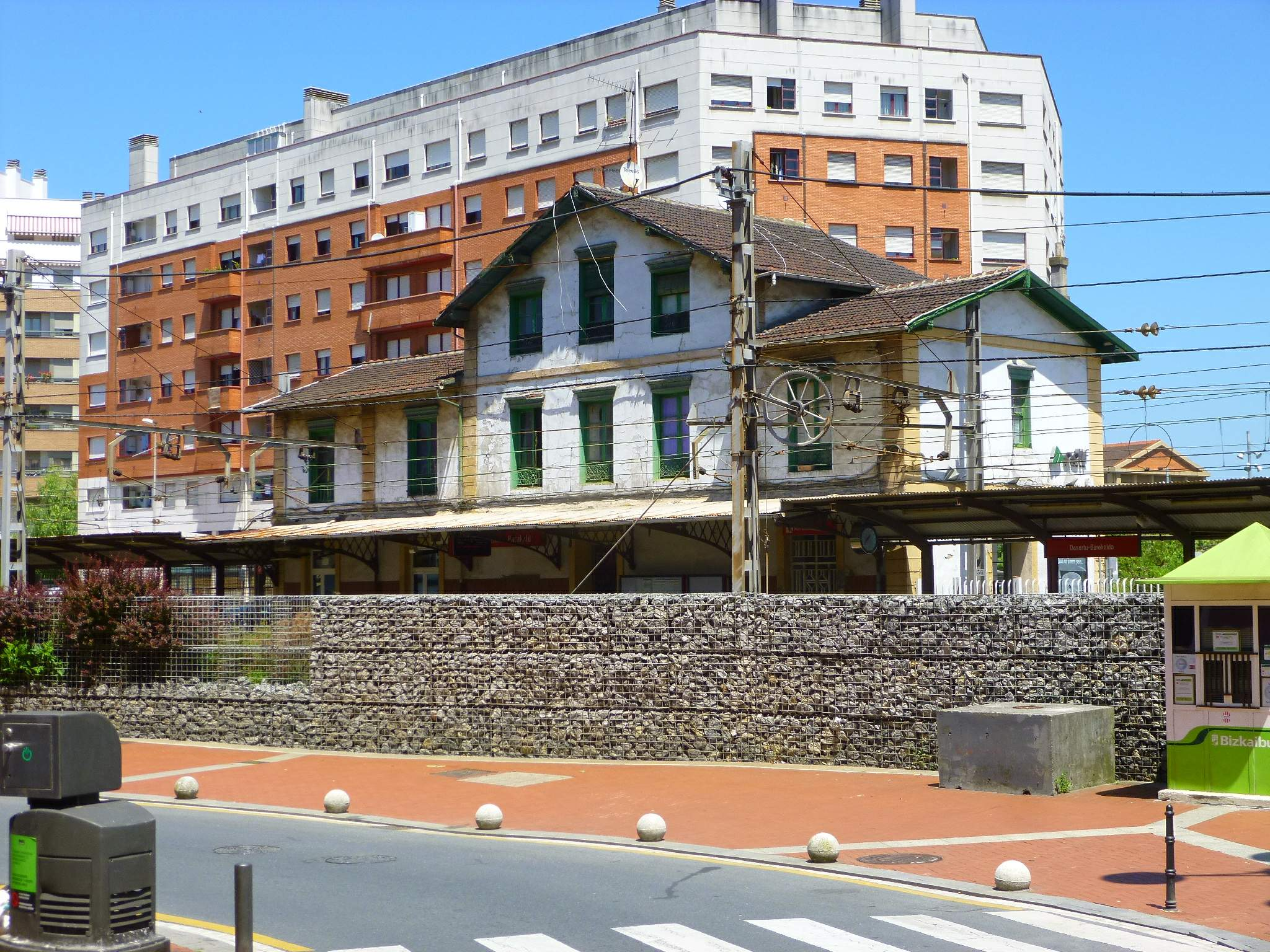
Estación de Desertu-Barakaldo

Por Baracaldo prestan servicios de cercanías Renfe Cercanías.
En la red de ancho ibérico de Adif, Baracaldo cuenta con estas paradas:
- Estación de Desierto-Baracaldo (Desertu-Barakaldo)
- Estación de Luchana (Lutxana)

Estas estaciones están situadas en la zona baja del municipio paralelas al río Nervión y tienen su origen en el año 1888 cuándo se inauguró la primera fase de la línea conocida como «BPT» (Bilbao-Portugalete-Triano), desde que se regularizaron los servicios de trenes de cercanías las dos han pertenecido a las líneas C-1 (desde el año 2000: Bilbao-Abando - Santurce) y C-2 (desde el año 2000: Bilbao-Abando - Musques), siendo la duración del desplazamiento a Bilbao-Abando de aproximadamente 13 minutos desde la estación de Baracaldo (10 cuando había servicios CIVIS).
Por su parte, en la red de ancho métrico de Adif, cuenta con las siguientes paradas:
- Estación de Santa Águeda (Santa Ageda)
- Estación de Castrejana (Castrexana)

Estos apeaderos, cuyo trayecto a Bilbao-Concordia dura unos 10 minutos, pertenecen a la línea C-4 (Bilbao-Concordia - La Calzada) y oficialmente están situadas en el barrio de Castrejana en Bilbao al situarse en la margen derecha del río Cadagua. Curiosamente el primero de ellos con el nombre del barrio baracaldés principalmente da servicio a un pequeño polígono industrial del mismo nombre y al barrio de Castrejana (Bilbao) y el segundo con el nombre del barrio bilbaíno sí da servicio a los barrios baracaldeses de Santa Águeda (Santa Ageda), Zubileta y Las Delicias (Urgozo) aparte de al de Castrejana (Kastrexana). Cabe destacar que la mayor utilización de la de Castrejana se concentra en la festividad de Santa Águeda dado que esa parada es el transporte público más cercano para ascender a la ermita de Santa Águeda. A pesar de la poca utilización de esos apeaderos estaba previsto su reforma integral de cara a eliminar el paso a nivel de Santa Águeda abriéndose un acceso al polígono industrial desde el de Castrejana. La estación de Iráuregui, una de las más importantes de la línea, sí perteneció a Baracaldo hasta la desanexión del barrio de Iráuregui en 1992.
Desde la apertura del tramo final en 1902 hasta el 1972 el Ferrocarril de La Robla terminaba en la estación baracaldesa de Luchana, pero esta quedó suprimida, centralizando todos los servicios de pasajeros en Bilbao-Concordia (utilizando para ello las vías del ferrocarril Santander-Bilbao) y quedándose el tramo que va a Luchana solo para mercancías, sobre todo de la extinta Altos Hornos de Vizcaya (AHV) y sus empresas sucesoras como ArcelorMittal Sestao. En Baracaldo, en su desvío a Luchana, discurre paralelo a la actual línea C-4 y R-3b de Renfe Cercanías (Bilbao-Concordia-La Calzada y Carranza), al otro lado del río Cadagua. Dicho ramal Irauregi-Luchana fue eliminado de las líneas de interés general y transferido al Gobierno Vasco en 2018 al tener un tráfico ferroviario residual. Las líneas de este ferrocarril con sus posteriores modificaciones fueron los únicos con servicios ferroviarios de media y larga distancia en Baracaldo quedándose definitivamente sin este tipo de servicios tras la mencionada desanexión del barrio de Iráuregui, donde sí paran estos trenes.
De esta forma Baracaldo es uno los pocos municipios peninsulares con más de 100.000 habitantes sin trenes media y larga distancia. Para esos otros destinos, u otros de cercanías o corta distancia, hay que ir a las estaciones bilbaínas de: Abando, Zorroza o Casco Viejo/Zazpikaleak situadas, en el peor de los casos, a 10 kilómetros de Baracaldo.

#### Metro

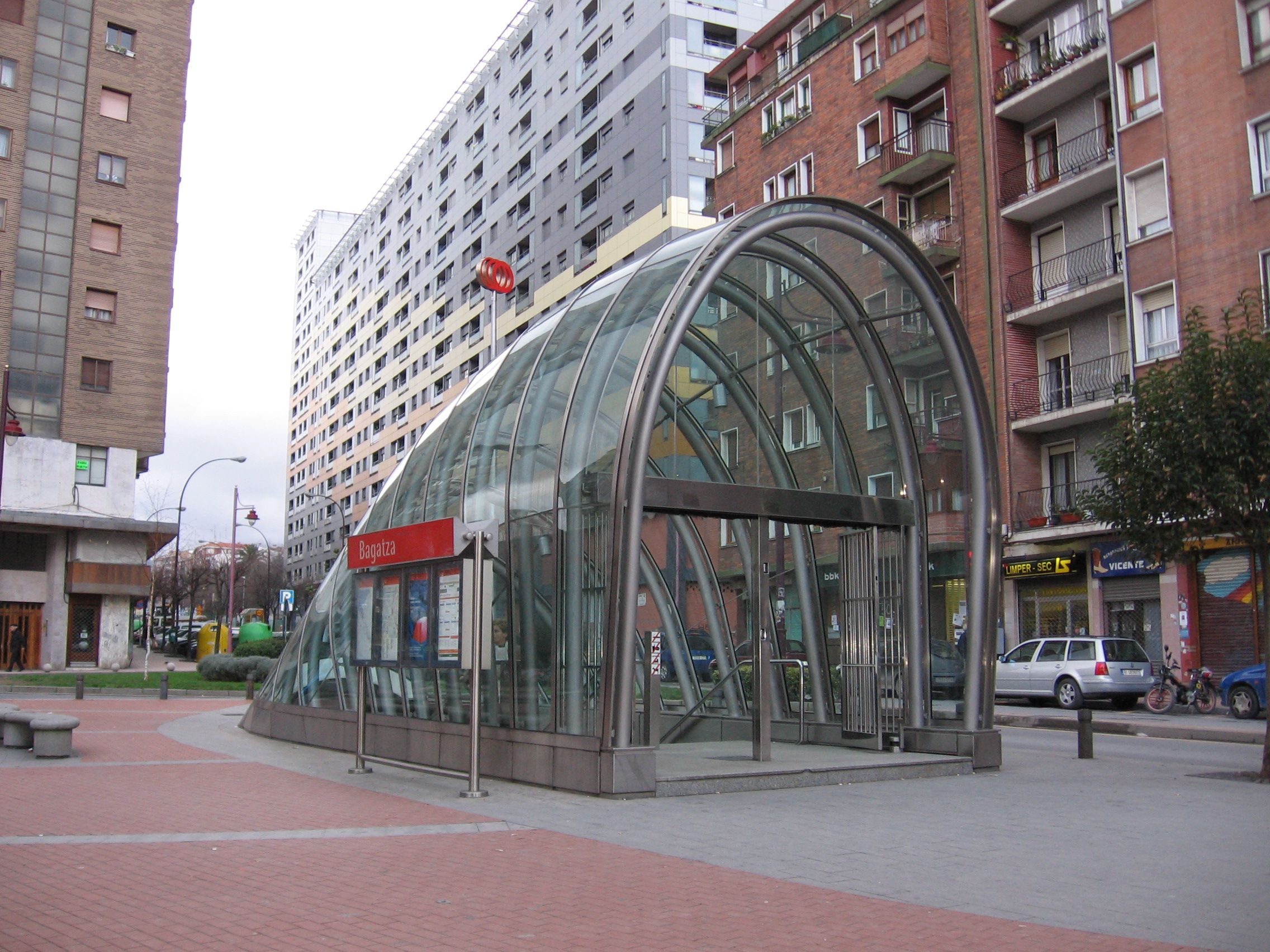
Estación de Bagatza, Metro Bilbao

Por Baracaldo discurre la Línea 2 del Metro Bilbao con las siguientes paradas:
- Estación de Cruces (Gurutzeta/Cruces)
- Estación de Ansio (Ansio)
- Estación de Baracaldo (Barakaldo)
- Estación de Bagaza (Bagatza)

Estas estaciones fueron inauguradas, junto a la de Urbinaga, el 13 de abril del año 2002 iniciando así la primera fase de la Línea. El trayecto hasta Bilbao-Abando dura 21 minutos aprox.

#### Tranvía
Se encuentra en fase de estudio una línea de tranvía que recorra el municipio. En un principio fue la oposición quien propuso un posible proyecto que luego no fue a más (año 2003). Después (año 2005) el parque comercial Megapark propuso un tranvía para conectar su centro comercial con la parada del metro de Ansio y reactivó aquellas propuestas de la oposición durante el año 2006. En el año 2007 una iniciativa popular presentó un nuevo proyecto a la ciudadanía y a sus representantes en el ayuntamiento, proyecto que actualmente sigue en curso. Asimismo, a finales del 2007 salió a la luz un estudio de la diputación fechado en el 2005, que proponía una línea tranviaria entre Baracaldo (primera fase) y el Valle de Asúa (segunda fase), pero que fue anulado por su elevado coste. Finalmente en noviembre de 2009 se presentó el proyecto definitivo, en este caso si siendo viable con una estimación de 4 millones de usuarios anuales. Dada la proximidad al proyecto del tranvía UPV - Lejona - Urbinaga se unirá a este siendo la vuelta de este transporte a Baracaldo después que en 1959 se clausurase la línea Bilbao-Santurce que pasaba por la localidad (prácticamente con el mismo recorrido que las actuales línea C-1 de Cercanías Renfe y línea A3135 de Bizkaibus). 
Más información sobre el proyecto popular: 
Tranvía de Baracaldo

#### Transporte marítimo

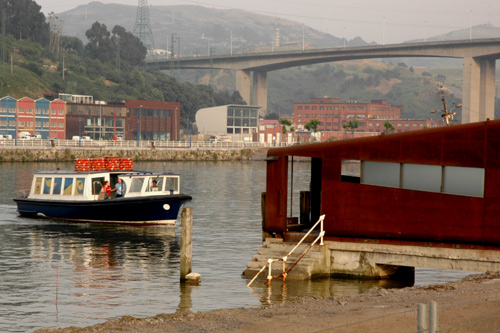
El «Gasolino» llegando a la parada de Baracaldo

- Gasolino: Baracaldo está comunicado con Erandio a través del bote que atraviesa el río Nervión, popularmente llamado «Gasolino». Este transporte privado operado por la compañía Boteros del Nervión S.L. está en declive (posible desaparición) a causa de la incorporación del Metro Bilbao en Baracaldo; a pesar de que con el metro se tarda más en hacer este trayecto (ya que hay que hacer transbordo en Bilbao) pero al tener el metro más destinos, ser el trayecto más barato y estar más céntrico se hace mucho más cómodo para los residentes.[227] Aunque lo que condenaría definitivamente a este clásico transporte sería la construcción de varios puentes móviles previstos por la zona como el del Tranvía UPV - Lejona - Urbinaga.

- Puerto de Bilbao: el puerto de Bilbao cuya terminal de cruceros se encuentra en Guecho y Santurce se encuentra a unos 10 kilómetros del centro de la localidad.[228] En Baracaldo se encuentran tres muelles pertenecientes a dicho puerto que son el muelle de Sefanitro, el muelle de Luchana (Baracaldo) y el muelle de Cadagua, donde se realizan labores de apartado de barcos para reparaciones y de carga y descarga.[136]

#### Transporte aéreo

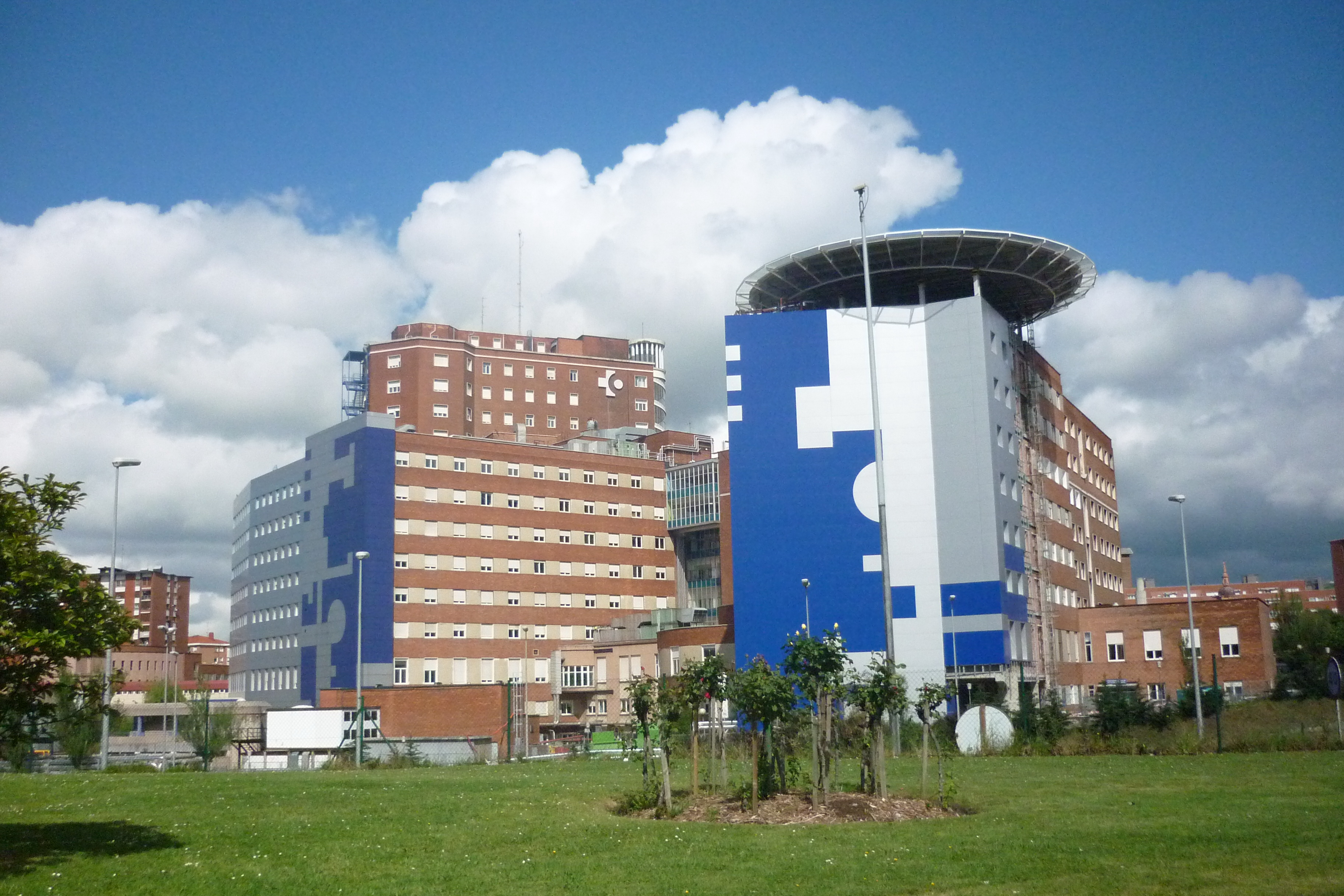
Helipuerto del Hospital de Cruces

- Aeropuerto: el aeropuerto de Bilbao[229] (IATA: BIO, OACI: LEBB) apodado «La Paloma» por su forma de ave visto desde el aire, ubicado en los municipios de Lujua y Sondica, se encuentra a 16 kilómetros del centro de la ciudad.

- Helipuertos: en Baracaldo hay dos helipuertos, el primero de ellos situado en el parque de la parte trasera del BEC en Baracaldo y utilizado para emergencias del Hospital de Cruces,[230] sin uso desde el funcionamiento definitivo del creado en el propio hospital.[194][193]

### Instalaciones deportivas
La mayoría de instalaciones deportivas son públicas pertenecientes al IMD/UKE en las que podemos encontrar tres polideportivos públicos, situados en los barrios de Gorostiza, Lasesarre y San Vicente:
El polideportivo de Gorostiza es el más grande de los tres, situado en la carretera BI-4743 en dirección a El Regato, cuenta con pista polideportiva, piscinas interiores y exteriores, pistas de tenis, frontón...; el Polideportivo de Lasesarre, construido en 2004, se encuentra en la parte baja de Baracaldo cercano al Galindo y a las vías de tren de cercanías, posee piscinas cubiertas climatizadas, canchas de tenis cubiertas, canchas de baloncesto, campo de fútbol de hierba artificial, pistas de pádel y un estadio multiusos; por último, el más pequeño de ellos, el polideportivo de San Vicente que está situado en el barrio homónimo frente a la carretera BI-745 dispone de una pista de atletismo y un campo de fútbol de hierba natural. También pertenecen a esa organización varios campos de fútbol y frontones, siendo los más destacados el estadio de Lasesarre y el Frontón Baracaldés respectivamente; y otras pequeñas instalaciones deportivas como boleras, club hípico, escuela de ajedrez.
En el pabellón Bizkaia Arena del BEC también se realizaban diversos eventos deportivos como carreras de motocross y partidos del Bilbao Basket que progresivamente se han ido trasladando a otras instalaciones de Bilbao.
La pista de atletismo de San Vicente tuvo cierta fama internacional en los años 90 y 2000 al conseguirse en ella grandes marcas mundiales. De hecho ahí tuvieron lugar varias ediciones de la Challenge Europea de 10 000 metros, actual Copa de Europa de 10000m.
Además, el parque de Tellaetxe es utilizado para el «Campeonato de Cross de Bizkaia» y ocasionalmente para otras carreras o actividades deportivas al aire libre incluyendo el ciclocrós.

## Cultura

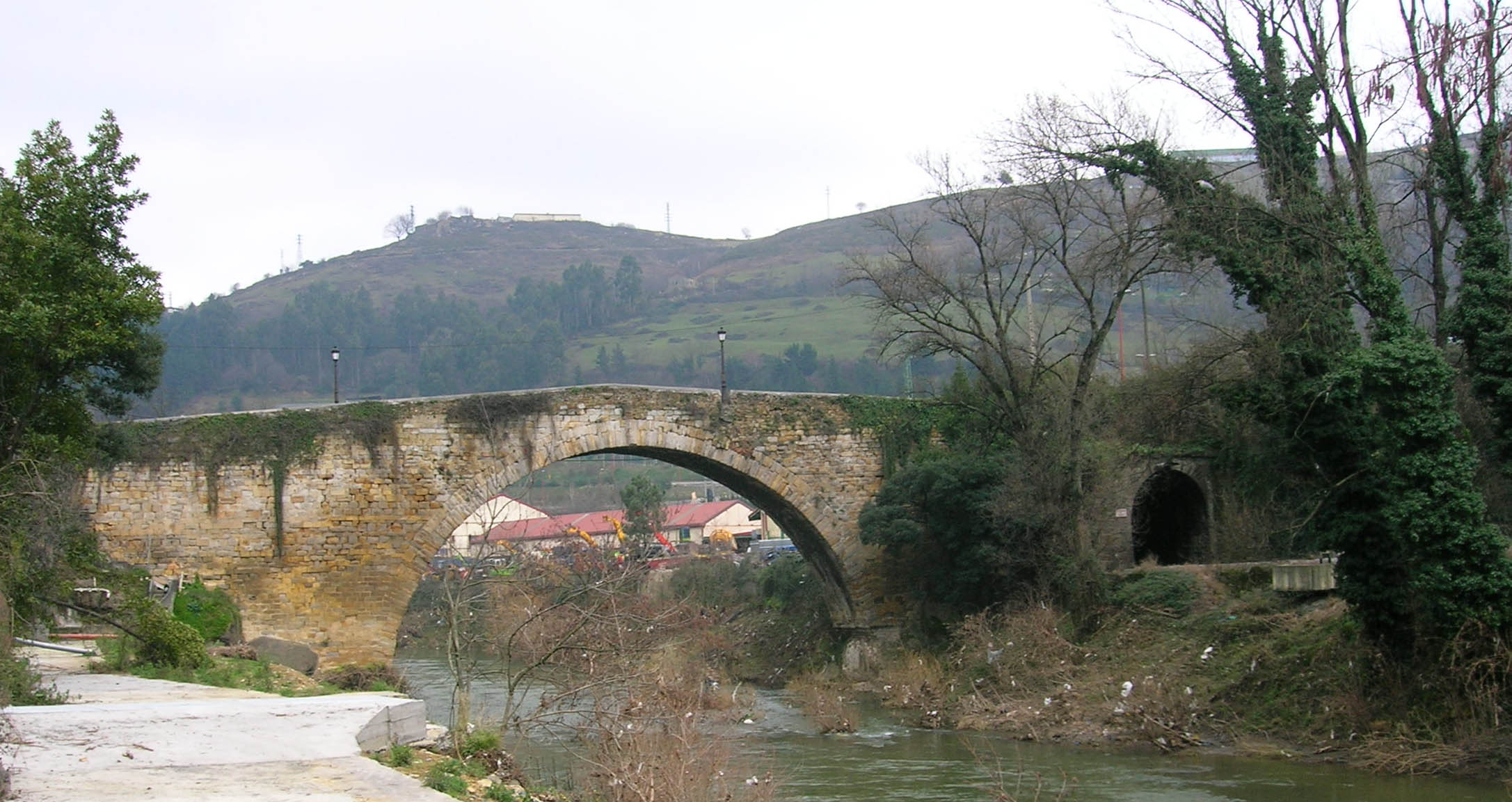
Puente del Diablo, río Cadagua

### Camino de Santiago

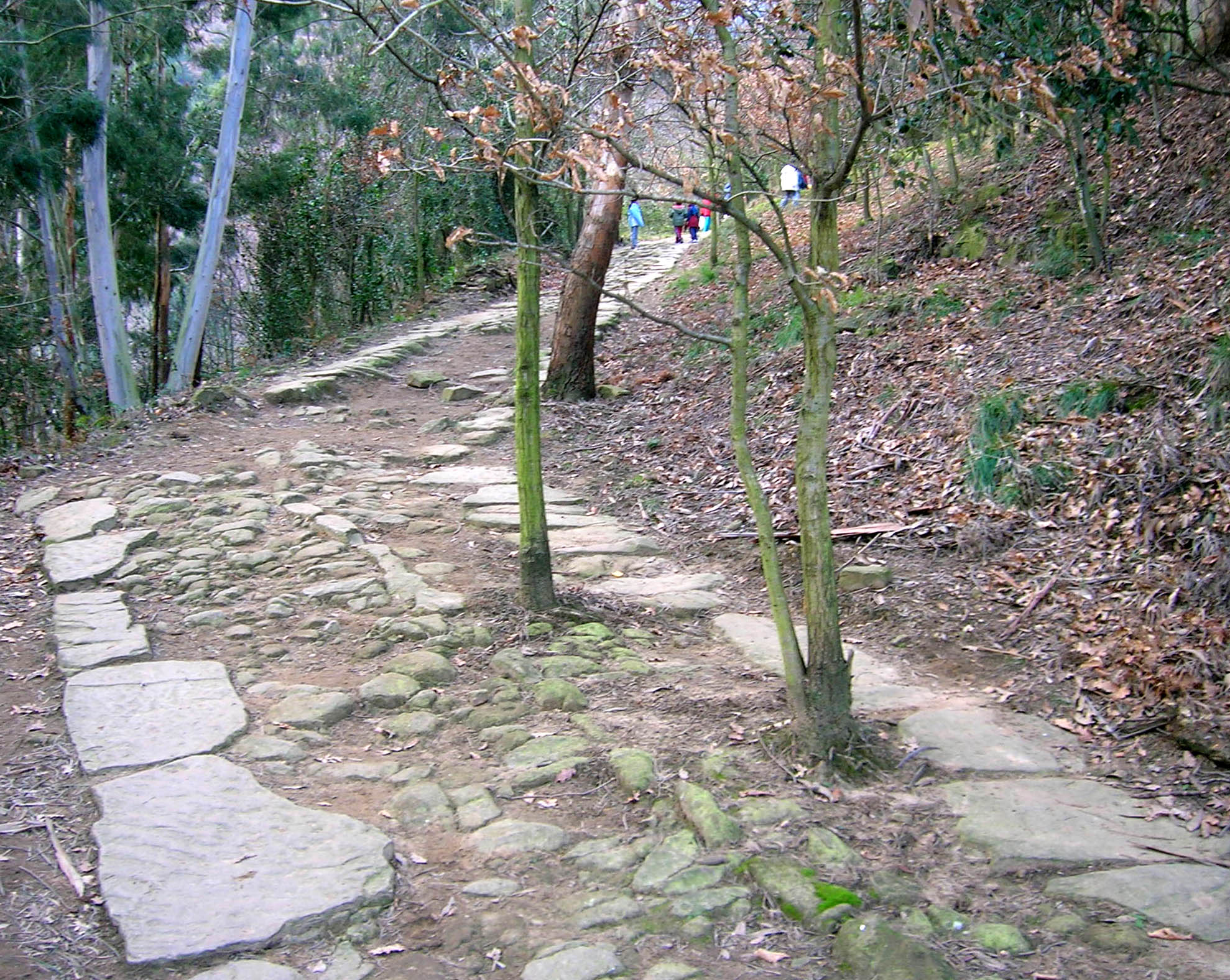
Calzada medieval de Santa Águeda

Baracaldo es zona de paso del Camino de Santiago de la Costa.
Entra en el municipio por el barrio de Las Delicias cruzando el puente del Diablo, a continuación se sube a la ermita de Santa Águeda por su camino homónimo recorriendo la calzada medieval que se encuentra en la subida; una vez se baja al barrio de La Paz giramos a la izquierda, dirección Gorostiza, para utilizar parte de la vía verde de El Regato hasta llegar a Retuerto; a continuación se recorre la avenida Euskadi (donde está situado el BEC) y se sube hacia el centro de Baracaldo. Después se continúa con la avenida Gernikako Arbola dirección barrio de San Vicente donde se encuentra la iglesia de San Vicente y de ahí se baja dirección Sestao, cruzando el paseo Dolores Ibarruri, por el antiguo camino de Beurco Viejo (actual calle Ibaibe) paralelo al río Galindo.
Una vez se llega a Retuerto también existen otros recorridos, pero siempre dirección iglesia de San Vicente para después continuar hacia Sestao por la calle Ibaibe, hay unas indicaciones cerca de la rotonda del BEC que muestran esas alternativas. Si se hace en bicicleta, una vez se llega a esa rotonda se recomienda usar el paseo Dolores Ibarruri que bordea el centro de Baracaldo y después el carril bici Barakaldo-La Arena que discurre por las afueras de Sestao.

### Fiestas locales

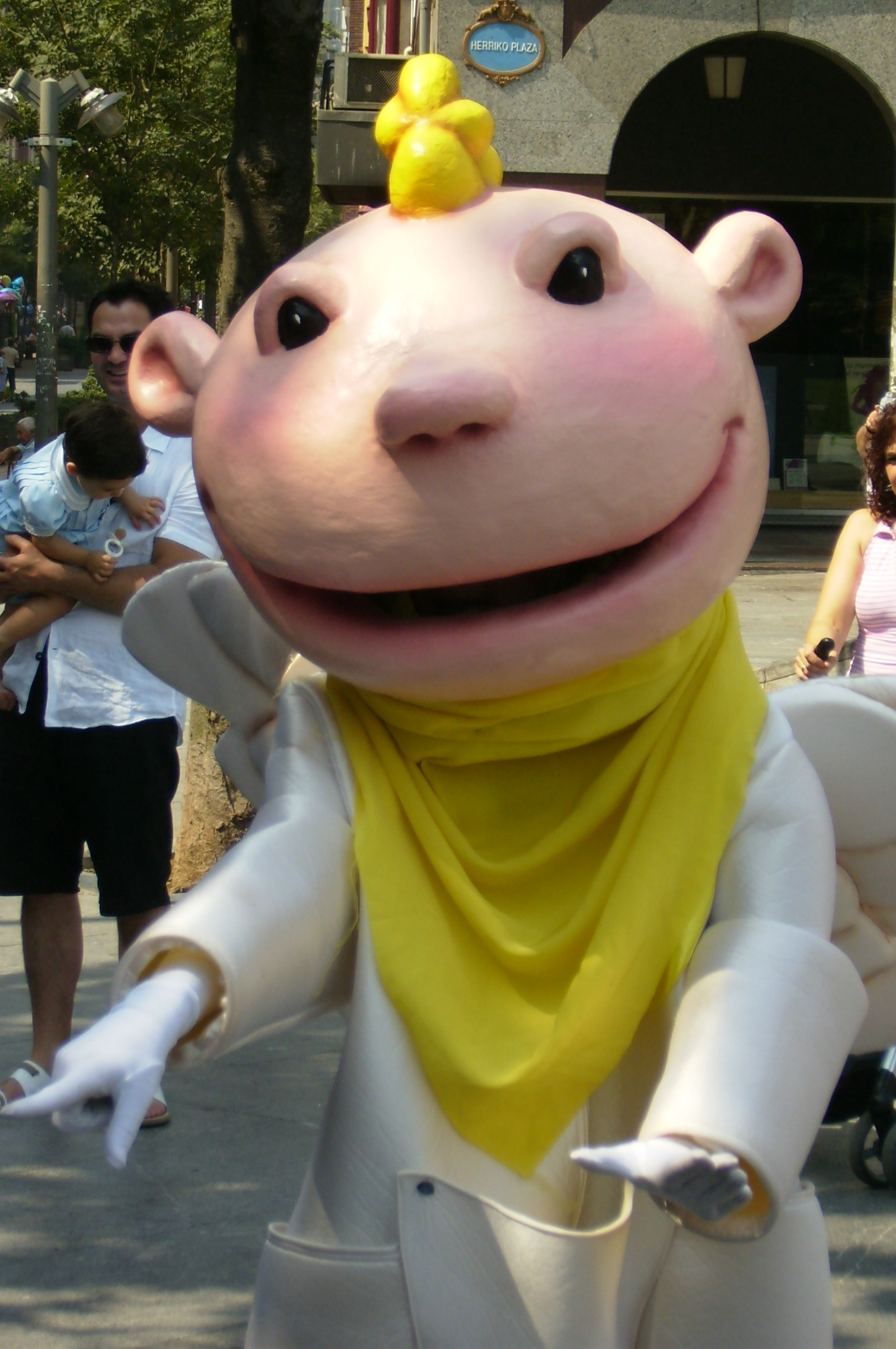
«Jolín», mascota de las fiestas

Las fiestas del municipio se celebran la semana del 16 de julio en honor de la Virgen del Carmen, patrona de Baracaldo:
- Cármenes de Baracaldo

Las otras fiestas de barrio son estas:
- 22 de enero: San Vicente - B.º San Vicente
- 5 de febrero: Santa Águeda - B.º Santa Águeda
- Mayo: Buen Pastor - B.º Luchana
- 25 de julio: Santiago - B.º Arteagabeitia-Zuazo
- 31 de julio: San Ignacio - B.º de Retuerto
- 16 de agosto: San Roque - B.º El Regato
- Septiembre: Ntra. Señora de Burceña - B.º Burceña
- Septiembre: fiestas de Róntegui - Arrontegiko Jaiak
- 15 de octubre: Santa Teresa - Bagaza-Beurco

### Deporte
En Baracaldo hay 52 asociaciones o clubs deportivos oficiales registrados en el IMD/UKE (Instituto Municipal del Deporte/Udal Kirol Erakundea). De ellos los deportes más representados son el fútbol con 10, los bolos con 9 y el fútbol sala con 6 organizaciones.

#### Fútbol

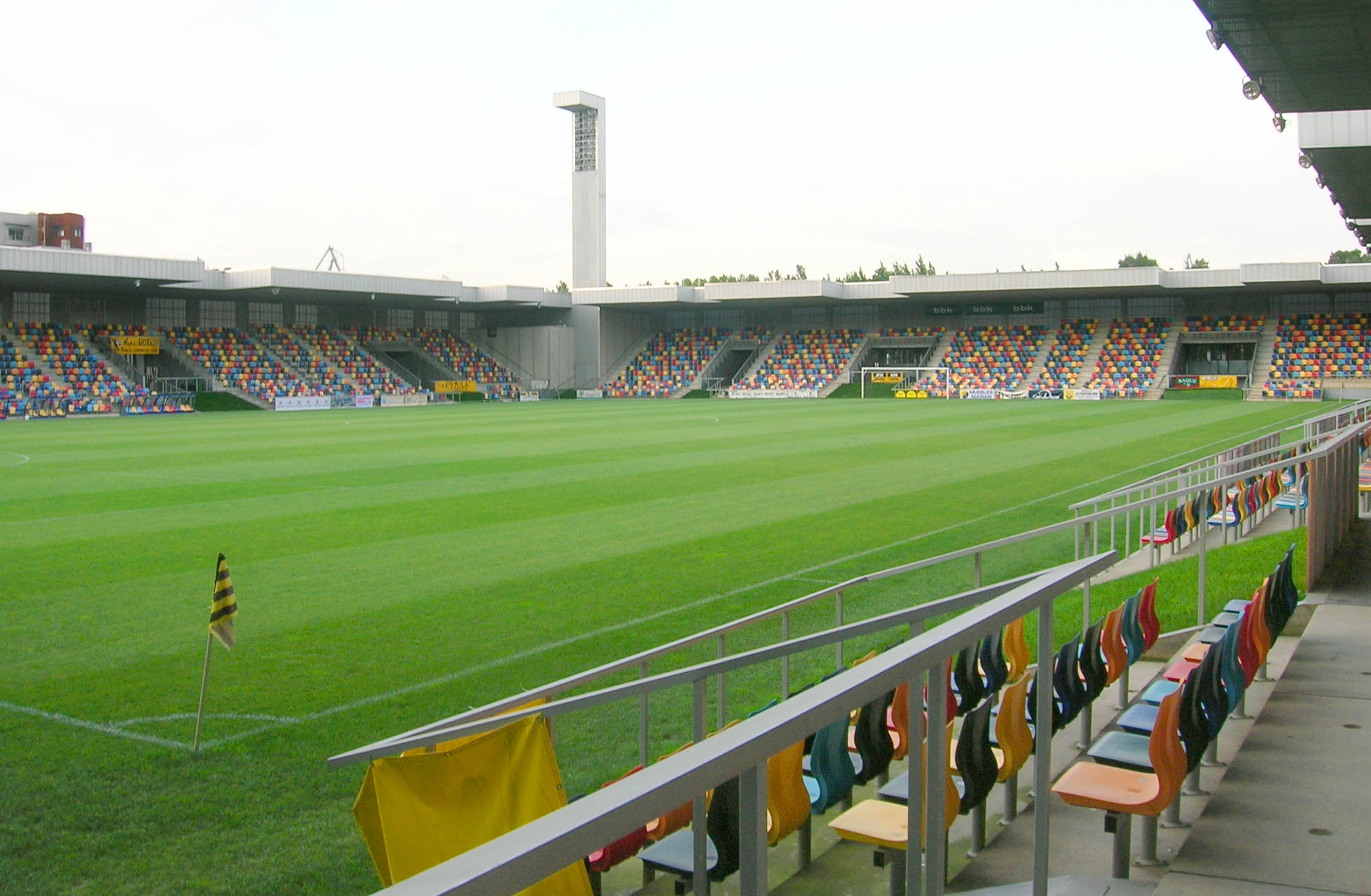
Estadio de Lasesarre

Baracaldo cuenta con un equipo de fútbol en 2.ª División B, el Barakaldo C.F.; con un equipo de fútbol en tercera división, el Retuerto Sport y otro equipo en División de Honor Vizcaína, el Gurutzeta FKT (antiguamente C.F.D. Cruces); además hay que citar a otros clubs que militan en otras categorías regionales: la Unión Sport de San Vicente y el Sporting Club de Lutxana en la Regional Preferente Vizcaína, la U.D. Burtzeña en la Primera División Vizcaína (desaparecida en 2019), el C.F. Zuazo en la segunda división Vizcaína (con un filial en la Tercera División Vizcaína, el Ansio C.F.); y el S.C.D. Dosa-Salesianos y el Pauldarrak FKT (C.F.D. Paúles en castellano) (vinculados los dos últimos a los colegios de los Padres Salesianos y Padres Paúles de la localidad) en la Tercera División Vizcaína. Clubes históricos, hoy desaparecidos, son la S.D. Arana, el C.F. El Carmen, el C.F. Oriamendi, el C.F. Euzkotarra de San Vicente, el Centro Gallego C.F, el Gorbea-Lasesarre F.B.C., Patria C.F o el Ecuador Barakaldo. En 2019 se produce la última desaparición del fútbol local, la de la U.D. Burtzeña, que es sustituida por el Arrontegi F.T., que nace para continuar la representación de los barrios de Burceña y Róntegui en el deporte rey.
De todos ellos, Barakaldo C.F., Sporting de Lutxana, Unión Sport de San Vicente y Retuerto Sport han tenido el honor de representar a la anteiglesia fabril y a sus barrios en categoría nacional.

#### Bolos y deporte local

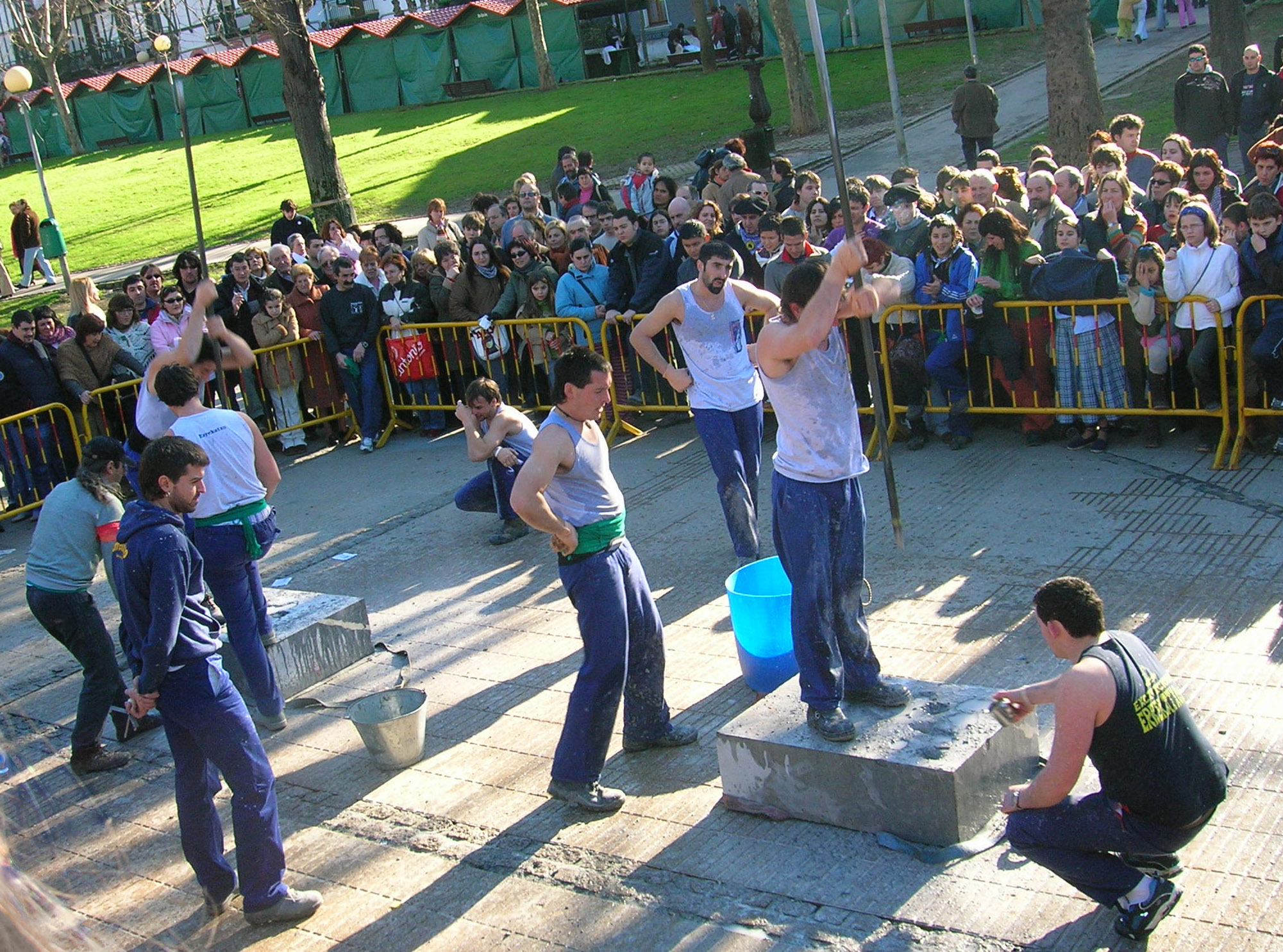
Prueba de barrenadores amistosa entre competidores locales del Errekatxo en 2006

Otro deporte con mucha tradición en el municipio es el de los bolos con asociaciones de distintas modalidades como la petanca, tuta y bolos a cachete. Esta última modalidad es tradicional rural de la Zona Minera y Santurce y se juega en unas instalaciones llamadas «carrejos».
Al igual que con los bolos a cachete también existe un deporte que solo se practica en Baracaldo y sus inmediaciones (también Zona Minera y Santurce) y este es el de los barrenadores con un club no registrado en el IMD/UKE que participa en el Campeonato de Vizcaya de Barrenadores, el Errekatxo.

#### Balonmano
A pesar de no ser un municipio con especial tradición a este deporte —solo a nivel escolar— Baracaldo cuenta con sus dos clubes, el masculino y el femenino, en categoría nacional. El Club Balonmano Barakaldo se encuentra en División de Honor B, y llegó a militar en la máxima categoría nacional, la Liga ASOBAL; y el Club de Balonmano Femenino (Balonmano Zuazo Femenino) se encuentra en la máxima categoría, en la División de Honor de balonmano femenino.

## Ciudades hermanadas
- Diez de Octubre, Cuba[253]
- Daira Burka-a Aaiun, Sáhara Occidental[253]
- Torredelcampo, España[253]
- Portoviejo, Ecuador[253]